# Orgel
Eine Orgel (von altgriechisch ὄργανον órganon Werkzeug, Instrument, Organ) ist ein über Tasten spielbares Musikinstrument. Sie gehört zu den Aerophonen. Zur Abgrenzung gegenüber elektronischen Orgeln wird sie auch Pfeifenorgel genannt.
Der Klang wird durch skalamäßig angeordnete Eintonpfeifen erzeugt, die durch einen Orgelwind genannten Luftstrom angeblasen werden. Die meisten Orgeln enthalten mehrheitlich Labialpfeifen (Lippenpfeifen), bei denen die Luftsäule im Innern durch Anblasen eines Labiums (wie bei der Blockflöte) zum Schwingen gebracht und damit der Ton erzeugt wird. Sie werden oft durch Lingualpfeifen (Zungenpfeifen) ergänzt, bei denen die Tonerzeugung (wie bei der Klarinette) durch ein schwingendes Zungenblatt erfolgt.
Die drei Hauptteile der Orgel sind: das Pfeifenwerk, das Windwerk (Gebläse, Bälge, Kanäle, Windkasten, Windladen) und das Regierwerk, d. h. der Mechanismus, welcher dem Wind den Zugang zu den einzelnen Pfeifen öffnet (Spieltisch, Spieltraktur, Registertraktur). Der Organist bedient die Orgel vom Spieltisch aus. Die Töne werden über ein oder mehrere Manuale und gegebenenfalls das Pedal angesteuert, denen die Register meist fest zugeordnet sind. Dabei wird die Bewegung der Tasten über die Traktur mechanisch, pneumatisch, elektrisch oder durch Lichtwellen (Glasfaser) zu den Ventilen unter den Pfeifen geleitet. Mit den Registerzügen oder -schaltern ruft der Organist einzelne Pfeifenreihen verschiedener Tonhöhe und Klangfarbe (Register) auf und erzeugt so verschiedene Klangmischungen.
Dazu treten als Rahmen das Gehäuse und der Prospekt.
Orgeln sind seit der Antike bekannt und haben sich besonders im Barock und zur Zeit der Romantik zu ihrer heutigen Form entwickelt. Deutschland weist mit rund 50.000 Orgeln weltweit die höchste Dichte an Pfeifenorgeln bezogen auf Fläche und Einwohnerzahl auf. Die UNESCO hat Orgelbau und Orgelmusik 2017 in die Liste des Immateriellen Kulturerbes aufgenommen.

## Funktionen, Arten und Orte

### Liturgischer und weltlicher Einsatz
Sehr viele Orgeln erfüllen liturgische und konzertante Aufgaben in Kirchen und Synagogen des liberalen Judentums. Sie befinden sich auch in Konzertsälen, Musikhochschulen (Übeorgel), Schulen (Schulorgel) und Privathäusern (Hausorgel).

### Kleine und große Orgeln
Eine kleine, einmanualige Orgel ohne Pedal bezeichnet man als Positiv oder – bei kompakter Bauweise – als Truhenorgel. Tragbare Kleinstorgeln bezeichnet man als Portativ. Eine Spezialform ist das nur mit Zungenpfeifen disponierte Regal.
Größere Orgeln verfügen in der Regel über viele Register, von Großorgeln spricht man ab etwa hundert Registern. Als derzeit größte Orgel der Welt gilt die Orgel der Atlantic City Convention Hall mit 314 Registern und 33.114 Pfeifen, wovon jedoch viele Register nicht spielbar sind und auch die Anzahl der Pfeifen bezweifelt wird. Ihren einstigen Rang als lauteste Orgel der Welt musste sie 2011 an die nur einregistrige Freiluftorgel Vox Maris in Yeosu (Südkorea) abtreten, die 138,4 dBA erreicht. Als größte vollständig spielbare Orgel der Welt gilt indes die Wanamaker-Orgel in Philadelphia mit 376 Registern und 28.750 Pfeifen. Die größte Orgel Europas sowie die drittgrößte Kirchenorgel der Welt bilden die gemeinsam spielbaren Orgeln des Domes St. Stephan in Passau, deren 233 Register und vier Glockenspiele mit insgesamt 17.974 Pfeifen auf fünf eigenständige Orgelwerke verteilt sind.

### Räume und Akustik

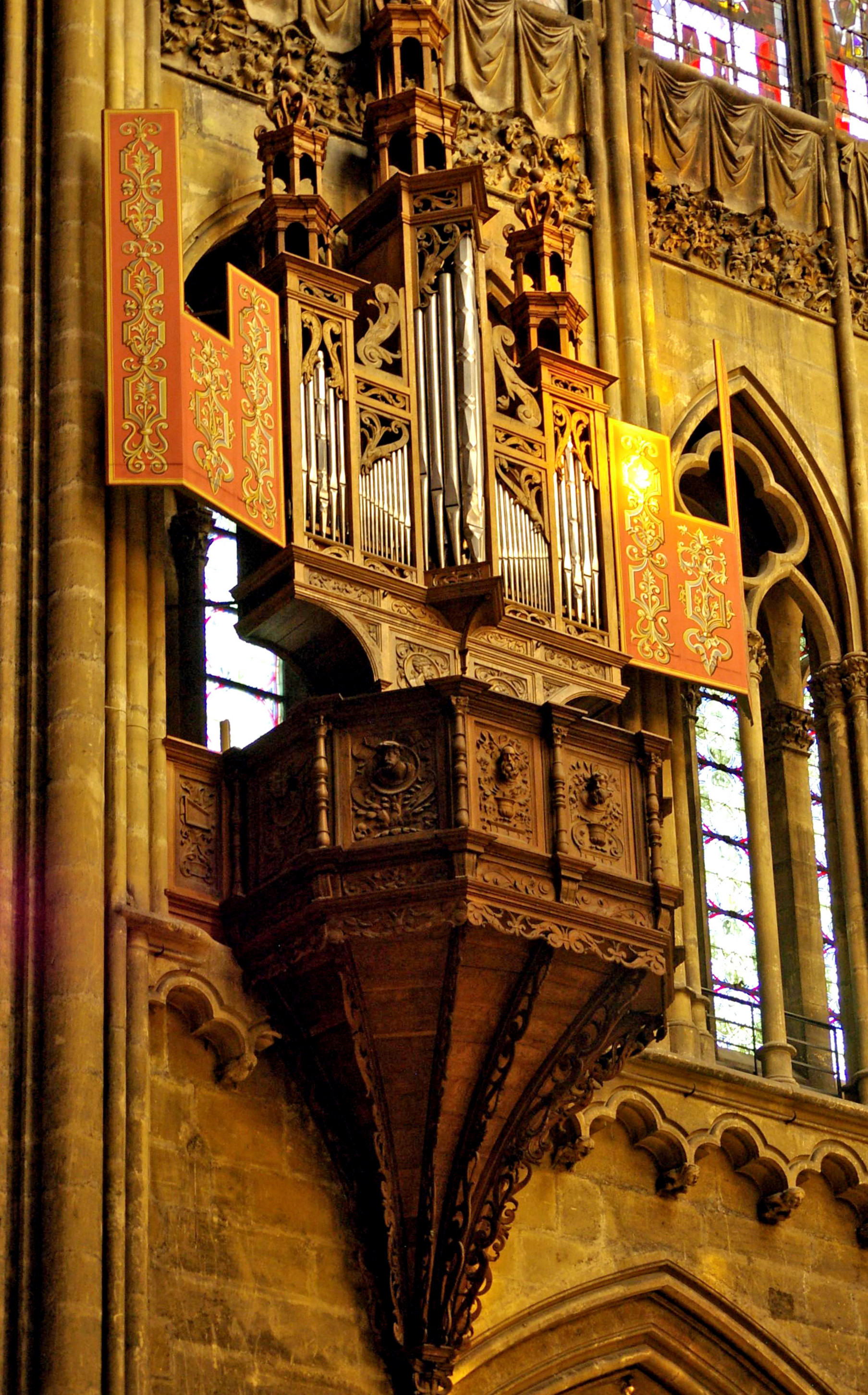
Schwalbennestorgel der Kathedrale von Metz (Marc Garnier, 1981, älteste Gehäuseteile von 1538)

Der Orgelbauer hat die komplexe Aufgabe, das Instrument akustisch, optisch und funktional möglichst optimal aufzustellen, was jedoch oftmals durch bauliche Gegebenheiten nur begrenzt möglich ist. Idealerweise sollte der Orgelklang in jedem Punkt des Raumes ausgeglichen und transparent sein. Der Nachhall sollte das Klangbild nicht zu sehr verschleiern.
In Kirchen verrät die Aufstellung einer Orgel oft viel über ihre liturgische Bestimmung und ihre Einsatzmöglichkeiten. Während die ältesten Instrumente oftmals in der Nähe des Chores oder als Schwalbennestorgeln erscheinen, so wird ab dem 17. Jahrhundert die Orgel an der Westwand gebräuchlich. Traditionell war die Chororgel (oder in Italien/Spanien das Evangelien/Epistel-Orgelpaar) für eine katholische Liturgie bestimmt, die sich großteils im Chorraum der Kirche abspielte. Als nach der Reformation der Gemeindegesang an Bedeutung gewann, wanderte die Orgel an die Westwand auf die Orgelempore (seltener hinter oder über den Altar als Altarorgel) und wurde auch tendenziell größer und lauter, denn nun musste sie eine in einer gefüllten Kirche singende Gemeinde führen können. Je nach Aufstellungsort werden Orgeln auch als Langhausorgeln oder Querhausorgeln bezeichnet. In kleinen Kirchenräumen oder solchen mit besonderen architektonischen Eigenheiten muss die Orgel oft unabhängig von ihrer liturgischen Bedeutung an die Architektur angepasst aufgestellt werden.
Die Größe der Orgelempore sagt viel über die Bestimmung der Orgel aus. So war es beispielsweise in den großen Kirchen Mitteldeutschlands im 18. Jahrhundert oft üblich, auf der Orgelempore Chor und Instrumentalensemble zu platzieren, wodurch die Hauptorgel auch als Begleitinstrument eingesetzt wurde.
Zu Beginn des 20. Jahrhunderts wurden sogenannte Dachbodenorgeln über dem Kirchenschiff in dafür errichteten Orgelkammern aufgestellt.
In Konzertsälen ist die Orgel zumeist an der Wand über dem Orchesterpodium angebracht.

## Orgelbau

### Werkstoffe
Der traditionelle, für den Bau einer Orgel hauptsächlich verwendete Werkstoff ist Holz. Aus Holz werden das Gehäuse, die Windladen, die Tasten und ein Teil der Pfeifen gefertigt. Bei Instrumenten mit einer mechanischen Steuerung (Traktur) findet Holz oft auch für die Mechanikteile Verwendung. Für die Metallpfeifen kommen meist Zinn-Blei-Legierungen zum Einsatz (sogenanntes Orgelmetall), seit dem 19. Jahrhundert auch Zink und im 20. Jahrhundert Kupfer (vereinzelt auch Porzellan, Plexiglas und andere Kunststoffe). Für die Beläge der Klaviatur werden Rinderknochen (selten Elfenbein) sowie verschiedene Hölzer (Ebenholz, geschwärzter Birnbaum, Grenadill) verwendet.

### Pfeifenwerk und Register

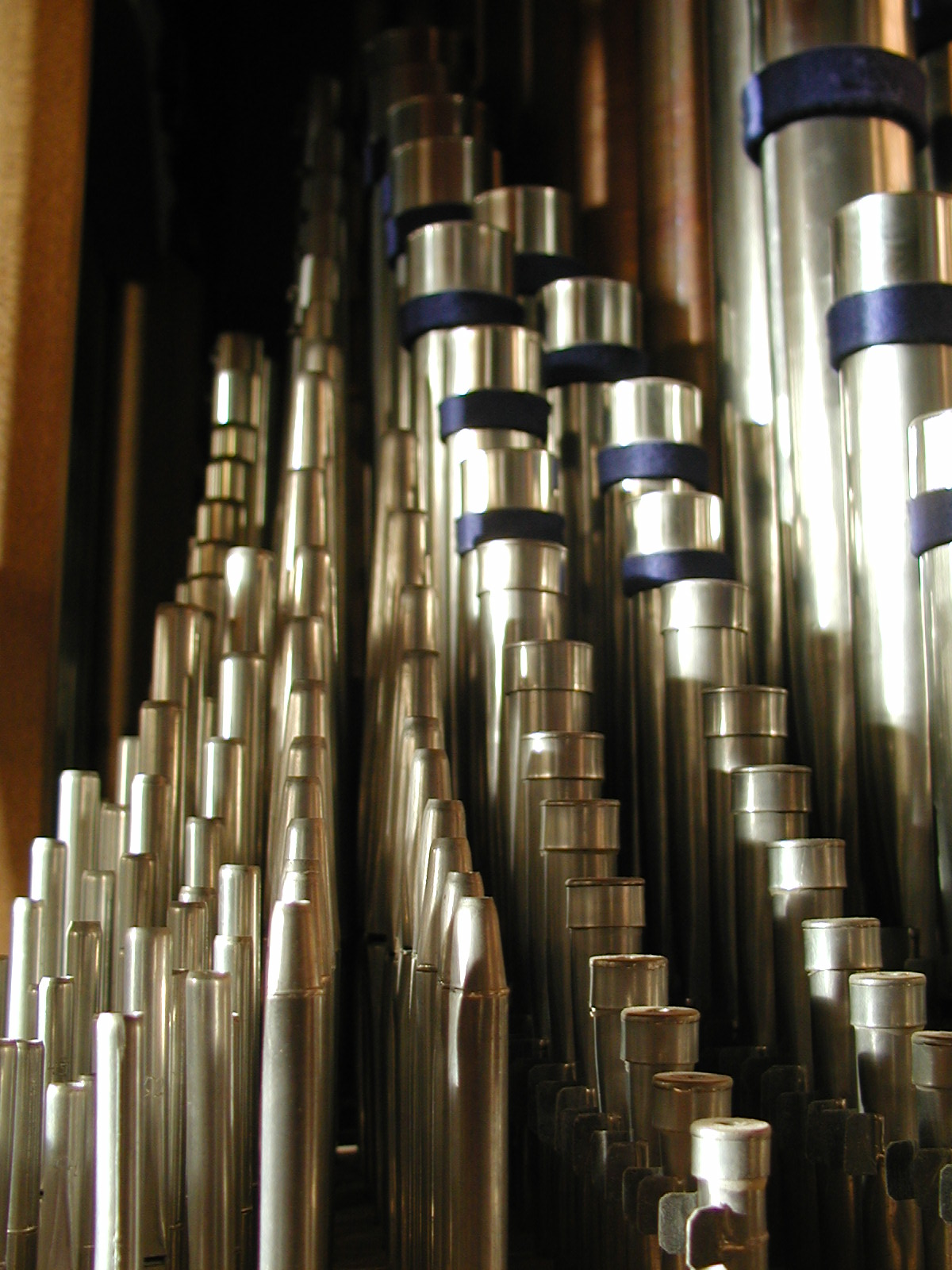
Verschiedene Register einer Orgel: Mixtur, Gemshorn 2′, Gedacktflöte 4′, Gedackt 8′ (v. l. n. r.)

Das Pfeifenwerk der Orgel besteht aus mehreren Pfeifenreihen, in denen jeweils Orgelpfeifen gleicher Bauart und Klangfarbe stehen. Eine Pfeifenreihe (manchmal auch mehrere) wird zu einem Register zusammengefasst, das vom Spieltisch aus an- und abgeschaltet werden kann. Die Bedienung der Register erfolgt bei der mechanischen Traktur über Registerzüge oder Manubrien genannte Knäufe, die man zum Einschalten herausziehen und zum Abschalten wieder hineinschieben muss; daher rühren die alten Bezeichnungen „Ziehen“ und „Abstoßen“ für das Ein- und Ausschalten von Registern. Bei der elektrischen und der pneumatischen Traktur werden die Register mittels Taster oder Schalter ein- und ausgeschaltet.
Die Zusammenstellung der Register einer Orgel einschließlich der Spielhilfen (Koppeln etc.) nennt man die Disposition einer Orgel. Sie wird vom Orgelbauer beim Erstellen des Instrumentes mit dem Auftraggeber abgesprochen und bestimmt die Einsatzmöglichkeiten der Orgel.
Durch planvolles Kombinieren verschiedener Register, die sogenannte Registrierung, können unterschiedliche Klangfarben und Lautstärken eingestellt werden. Die Kunst des Organisten besteht darin, aus dem vorhandenen Klangbestand eine Registrierung zu finden, die der zu spielenden Musik am besten entspricht. Jede Epoche bevorzugte ein jeweils eigenes, spezielles Klangbild, das der gut geschulte Organist kennt. Man kann daher nicht auf jedem Instrument jedes Stück im historischen Sinne stilgetreu interpretieren. Trotz der Möglichkeit einer gewissen Typisierung gibt es selten zwei gleiche Orgeln, da jedes Instrument in Größe und Ausführung an seinen Aufstellungsraum angepasst oder vom Geschmack der Zeit seiner Entstehung abhängig ist.

#### Unterscheidung nach Tonhöhe

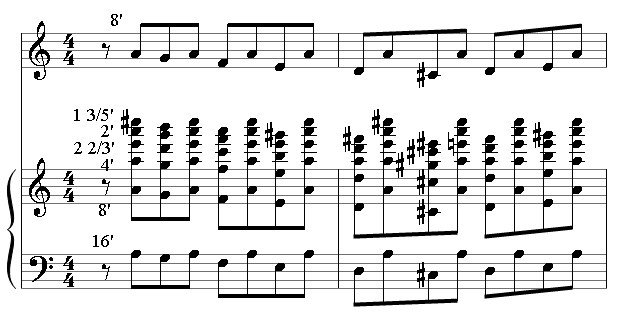
Obertonsynthese der Orgel: gespielte Töne (oben), erklingende Töne (unten)

Die Register können verschiedene Tonhöhen haben, wobei die Tonhöhe durch die sogenannte Fußtonzahl angegeben wird. So bezeichnet man ein Register in Normallage (d. h., die Taste c1 bringt den Ton c1 zum Klingen) als 8′-(Acht-Fuß)-Register, da die Länge der tiefsten Pfeife, groß C, eines offenen Labialregisters ungefähr 8 Fuß beträgt (1 Fuß = ca. 30 cm). Ein um eine Oktave tieferes Register ist ein 16′-Register mit doppelt so langen Pfeifen, 4′ bezeichnet ein um eine Oktave höheres Register und hat nur halb so lange Pfeifen wie ein 8′-Register. Quinten haben stets Fußtonzahlen mit Drittel-Brüchen (bspw. 2 2⁄3′ oder 1 1⁄3′ – es handelt sich um den 3. Teilton der natürlichen Obertonskala), Terzen mit Fünftel-Brüchen (zum Beispiel 1 3⁄5′ – 5. Teilton). Darüber hinaus gibt es Septimen (zum Beispiel 1 1⁄7′) mit dem 7. Teilton, Nonen (zum Beispiel 8⁄9′) mit dem 9. Teilton und weitere höhere Partialtonregister.
Die verschiedenen Tonlagen bilden die Obertonreihe ab. Durch Kombination eines Grundregisters (in der Regel 8′-Lage) mit einem oder mehreren Obertonregistern (etwa 2 2⁄3′ oder 1 3⁄5′), die auch Aliquoten genannt werden, werden vorhandene Obertöne verstärkt (bzw. fehlende Obertöne hinzugefügt), wodurch sich die Klangfarbe ändert.

#### Unterscheidung nach Bauart
Die Register unterscheiden sich neben der Tonhöhe (Fußlage) auch durch ihre Bauart und damit durch Tonansatz, Obertonanteil (Klangfarbe) und Lautstärke.
Nach der Art der Tonerzeugung unterscheidet man zwischen Lippenpfeifen oder Labialen (Tonerzeugung wie bei der Blockflöte) und Zungenpfeifen oder Lingualen (Tonerzeugung wie bei einer Klarinette). Labialpfeifen können offen oder gedackt sein; die gedackten Pfeifen klingen bei gleicher Länge eine Oktave tiefer. Weitere Unterschiede gibt es bei Materialien, der Pfeifenform und der Mensur (den Verhältnissen der verschiedenen Pfeifenabmessungen). Daneben gibt es die gemischten Stimmen. Dabei handelt es sich um Register, bei denen für jede Taste mehrere Pfeifen erklingen. Dazu gehören etwa die Klangkronen oder Mixturen und Farbregister wie die Sesquialtera und das Kornett.
Die physikalischen Erklärungen zum Einfluss der Bauform der Pfeifen auf die Klangfarbe sind im Artikel Orgelpfeife genauer ausgeführt.

#### Nebenregister
Bei den Registerzügen eingeordnet ist der Tremulant. Er verändert periodisch den Winddruck und sorgt so für ein Schwingen des Tones, meist als kombiniertes Tremolo und Vibrato. In Orgeln neuerer Zeit ist die Geschwindigkeit der Schwingung mitunter einstellbar. Der Tremulant wirkt auf alle Register des Werkes, in das er eingebaut ist. Bei alten Orgeln gibt es manchmal einen Tremulanten für die gesamte Orgel, mitunter auch einen, der nur auf ein bestimmtes Register wirkt (etwa Schwebeflöte oder Vox humana).
Spezielle Effektregister, wie Glockenspiele, Kuckuck, Vogelgesang, Donner oder Pauken, ergänzen bei manchen Orgeln die Disposition.

### Windwerk

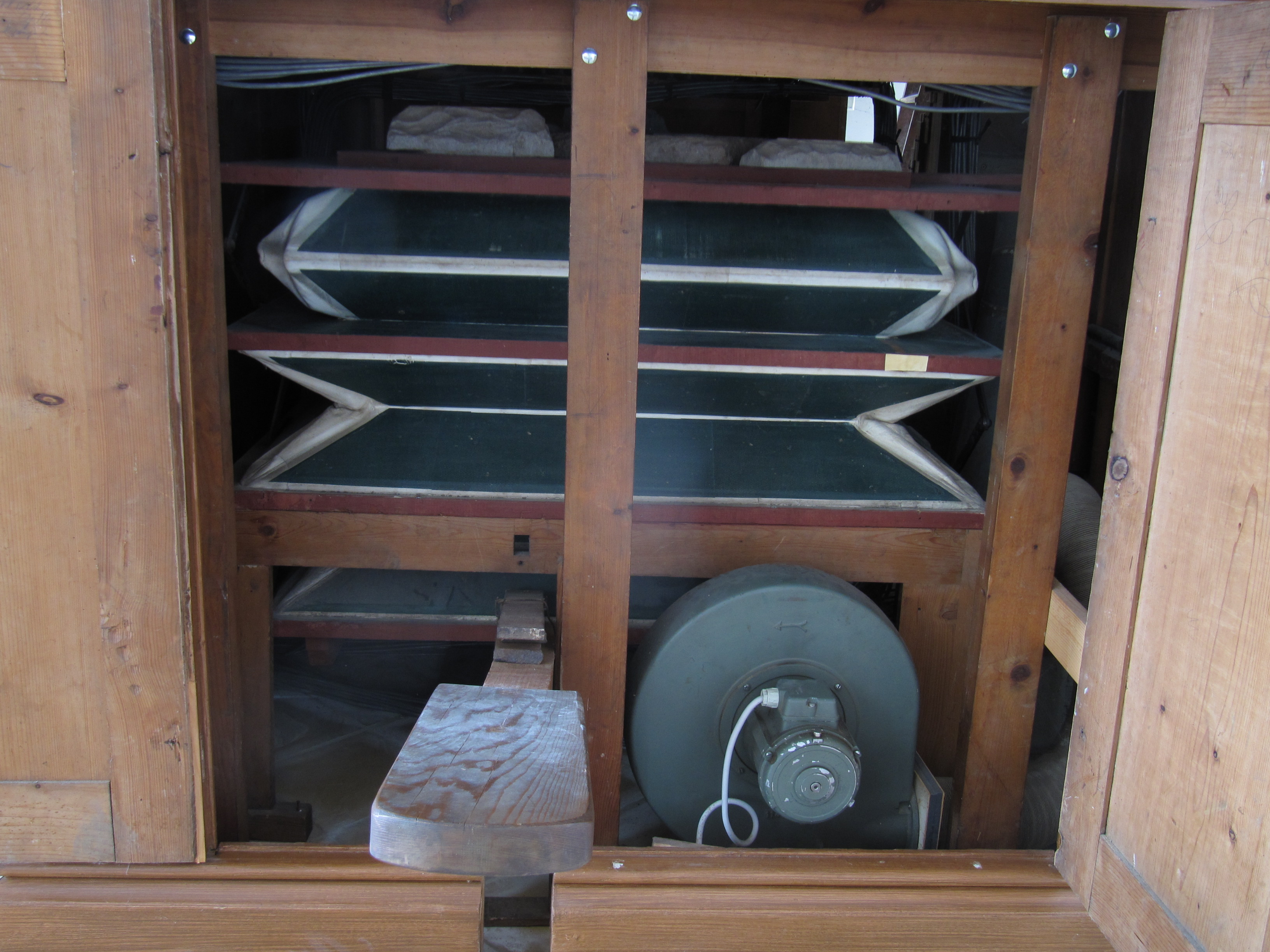
Kalkantenvorrichtung, Magazinbalg und Elektromotor

Ein vereinfachter Funktionsquerschnitt einer kleinen einmanualigen Orgel mit mechanischer Spieltraktur und zwei Schleifladen: Manual und Pedal (gelb), Traktur (rot), Windladen (grün), Schleifen in den Windladen (orange), Pfeifen (blau), Windwerk (oliv). Nicht dargestellt sind der Balg und die Registersteuerung.

Die zugeführte komprimierte Luft, der sogenannte Wind, wurde bis gegen Ende des 19. Jahrhunderts durch große Blasebälge (Schöpf- und Keilbälge) erzeugt, die mit den Füßen getreten oder mit Seilen aufgezogen wurden. Je nach Orgelgröße benötigte man bis zu zwölf Kalkanten (Balgtreter). Danach wurden zunehmend elektrische Gebläse (Winderzeuger) eingesetzt. Seitdem erfolgt die Regulierung und Stabilisierung des Winddrucks in der Regel durch einen Magazinbalg. Von diesem Balg aus wird der Wind durch meist hölzerne Windkanäle weiter in die Windladen geleitet. Auf einen Magazinbalg kann bei Orgeln mit Falten- oder Keilbälgen unter Umständen auch verzichtet werden (bei Nachrüstung mit elektrischem Winderzeuger), oder wenn (bei kleineren Orgeln) die Stabilisierung des Spielwindes durch Ladenbälge unter den Windladen erfolgt.
Im gegenwärtigen Orgelbau werden im Normalfall elektrische Gebläse verwendet. Bei Restaurierungen vormoderner Instrumente und bei Neubauten in einem vormodernen Orgelstil finden zunehmend auch die dem jeweiligen Instrumententypus historisch entsprechenden Balganlagen Verwendung. Dabei besteht die Möglichkeit, zusätzlich ein elektrisches Gebläse einzubauen oder die Bälge über einen Elektromotor statt durch einen Bälgetreter zu bewegen. Für ältere Musik wird die so erzielte Lebendigkeit und Ruhe (Wirbellosigkeit) des Orgelwindes – oft als Atmen der Orgel beschrieben – geschätzt, für Musik seit dem fortgeschrittenen 19. Jahrhundert hingegen wird absolute Windstabilität benötigt.

#### Die Windlade
Das Kernstück der technischen Anlage ist die Windlade, auf der die Pfeifen stehen. In ihr vollziehen sich die Schaltvorgänge, um die vom Spieler gewünschten Pfeifen ertönen zu lassen. Vom Spieltisch aus wird das Niederdrücken der Tasten über die Traktur an die den einzelnen Tasten zugeordneten Tonventile der Windlade übertragen. In Abhängigkeit von den vorher gezogenen (eingeschalteten) Registern kann der Wind in die entsprechenden Pfeifen strömen und sie so zum Erklingen bringen (bzw. umgekehrt zum Verstummen). Die Anzahl der in einer Orgel vorhandenen Windladen ist abhängig vom Orgeltypus und von der Anzahl der eingebauten Register.
Es gibt verschiedene Bauformen von Windladen. Grundsätzlich unterscheidet man – je nach Reihenfolge der Ventile für Ton und Register – zwischen Tonkanzellenladen (Schleiflade, Springlade) und Registerkanzellenladen (Kegellade, Taschenlade, Membranlade) und Kastenladen (ohne Kanzellen). Bei einer Tonkanzellenlade stehen alle zu einer Taste gehörenden Pfeifen auf einer Kanzelle, bei der Registerkanzellenlade alle, die zu einem Register gehören, und bei der Kastenlade stehen alle Pfeifen auf einer nicht in Kanzellen aufgeteilten Windlade. Die älteste Windladenbauform mit einzeln registrierbaren Pfeifenreihen ist die Schleiflade, die wegen ihrer Robustheit und klanglichen Vorteile auch bei modernen Orgeln wieder nahezu ausschließlich zum Einsatz kommt.

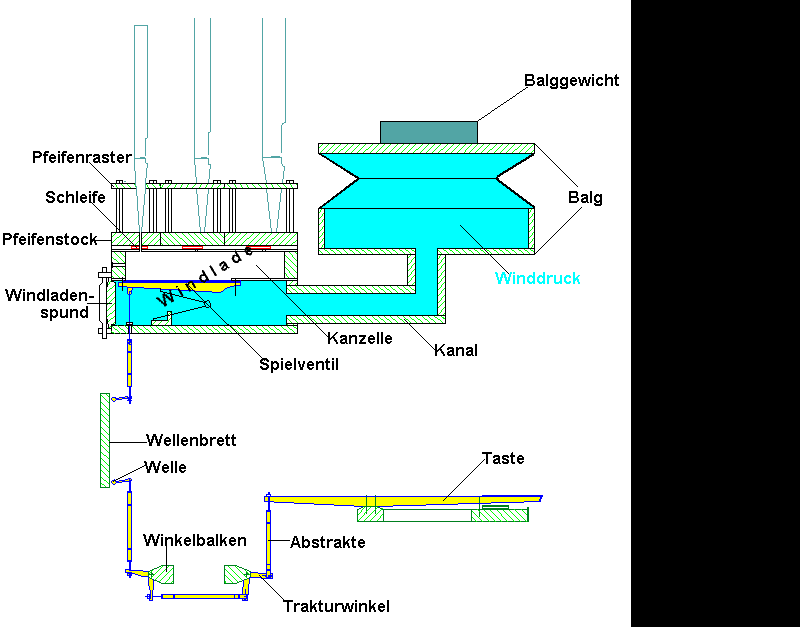
Schnitt durch eine Schleiflade mit mechanischer Tontraktur, Bezeichnungen
Schematische Animation: mechanische Tontraktur, Schleiflade mit drei Registern

### Regierwerk

#### Traktur
Ausgehend von der Klaviatur werden mit Hilfe der Spieltraktur (auch Tontraktur) die einzelnen Töne betätigt. Die Traktur überträgt die Bewegung der Tasten mechanisch, pneumatisch, elektrisch, elektronisch (Netzwerk) oder durch Lichtwellen (Glasfaser) auf die Spielventile in der Windlade unter den Pfeifen. Beim Öffnen eines Ventils strömt Wind, der von einem Blasebalg erzeugt wird, in die auf der Windlade stehenden Pfeifen, sofern deren Registerzug gezogen ist.
Mit einer weiteren Traktur, der Registertraktur, werden die einzelnen Register ein- oder ausgeschaltet. Diese bestimmen Tonlage, Klangfarbe und Lautstärke der Töne. Auch hier gibt es mechanische, pneumatische, elektrische und elektronische Systeme.

#### Spieltisch

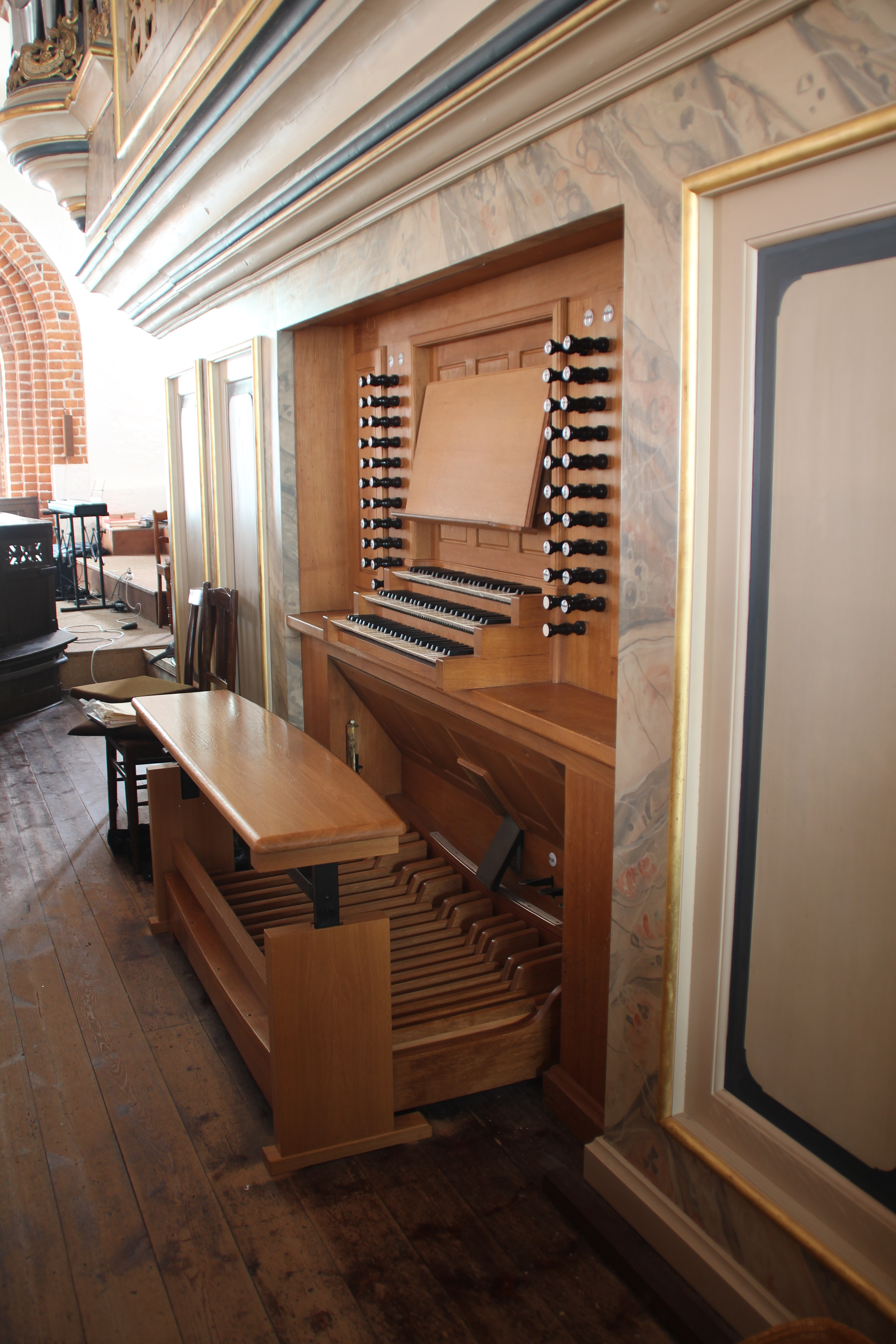
Eingebauter Spielschrank

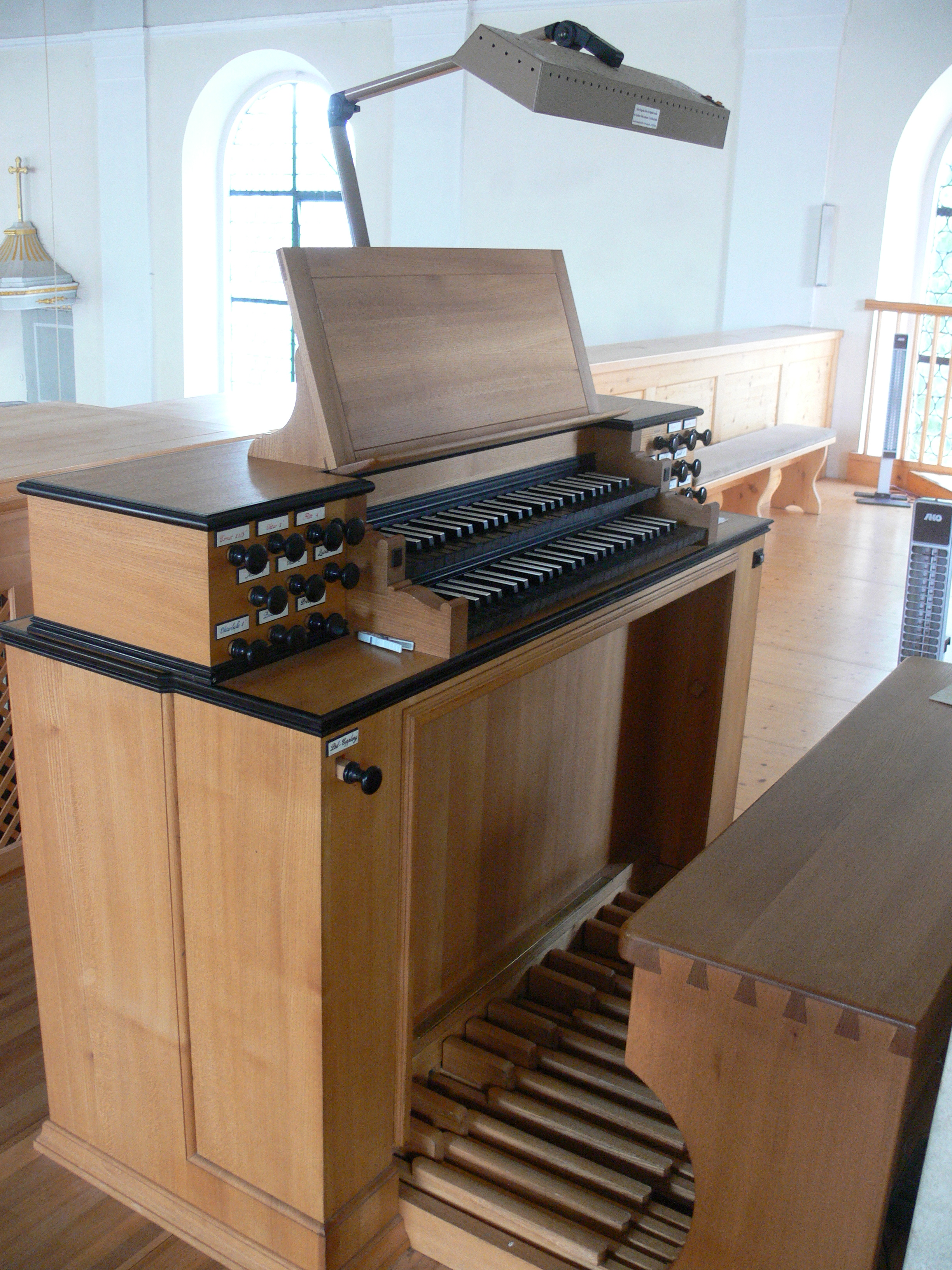
Freistehender Spieltisch

Eine Orgel wird vom Spieltisch oder Spielschrank aus gespielt. Größere Orgeln setzen sich aus Teilwerken zusammen, denen meist jeweils eine eigene Klaviatur zugeordnet ist. Der Organist bedient die Manual genannten Klaviaturen mit den Händen, während das Pedal mit den Füßen gespielt wird. In großen Orgeln sowie iberischen Barockorgeln gibt es oft mehr Teilwerke als Manuale. Die nicht fest mit einem eigenen Manual ausgestatteten Teilwerke werden dann mittels Sperrventilen oder Koppeln an ein Manual angeschaltet. Im englischsprachigen Raum werden solche Teilwerke als floating divisions (kurz: floating) bezeichnet.
Die Manuale heutiger Orgeln haben meist einen Tonumfang von C bis g3 (bei Neubauten nur noch selten bis f3), aber gelegentlich auch bis a3 oder c4. Das Pedal weist in der Regel einen Tonumfang von C bis f1, manchmal auch bis g1 oder a1 auf. Orgeln der vergangenen Jahrhunderte haben oft einen kleineren Tonumfang. So ist bis in die zweite Hälfte des 18. Jahrhunderts ein Tonumfang im Manual bis c3 oder d3, im Pedal bis c1 oder d1 die Regel. Im 19. Jahrhundert wurde oft nur noch ein Pedalumfang bis f0 oder g0 gebaut. In der Basslage ist bei Orgeln bis um 1700 häufig die kurze oder die gebrochene Oktave zu finden. Bis Anfang des 19. Jahrhunderts wurde oft auf das tiefe Cis verzichtet.
Die Manuale werden in der Regel mit römischen Zahlen abgekürzt und von unten nach oben durchgezählt. Kleine Orgeln haben ein oder zwei Manuale, mittlere zwei oder drei sowie große drei bis fünf (vereinzelt auch sechs oder sieben) Manuale. Iberische Barockorgeln mittlerer Größe verfügen gelegentlich nur über ein Manual. Ein Pedalwerk ist in sehr kleinen Orgeln nicht immer vorhanden. Im historischen Orgelbau (zum Beispiel Niederlande, 17. und 18. Jahrhundert) gab es auch große, mehrmanualige Instrumente ohne selbstständiges Pedal.

#### Spielhilfen
Koppeln erlauben das gleichzeitige Spiel von verschiedenen Werken auf einem Manual oder das Spiel der Manualregister im Pedal. So ist es möglich, zusätzliche Klangkombinationen oder mehr Register aufzurufen. Durch sogenannte Suboktav- oder Superoktavkoppeln werden die Töne mitbetätigt, die eine Oktave unter beziehungsweise über den gespielten liegen. Koppeln werden bezeichnet, indem zuerst das hinzugekoppelte Manual angegeben wird und dann das Manual, auf das die Koppel wirkt, zum Beispiel II/I (das zweite Manual wird an das erste gekoppelt) oder HW/Ped (das Hauptwerk wird an das Pedal gekoppelt). Bei Oktavkoppeln kann die Versetzung in Fußzahlen angegeben werden, zum Beispiel III/I 4′ (das dritte Manual wird eine Oktave höher spielend an das erste gekoppelt).

Spielhilfen an einem Spieltisch

Weitere Spielhilfen, insbesondere Registrierhilfen, bieten dem Organisten die Möglichkeit, Registrierungen flexibel zu ändern. Schon in Orgeln der Barockzeit befinden sich Sperrventile, mit denen die Windzufuhr ganzer Werke abgestellt werden konnte. Die ersten wirklichen Registrierhilfen waren die von Aristide Cavaillé-Coll gebauten Jeux de Combinaison, mit denen man per Fußhebel (Einführungstritt) alle Zungen und Mixturen eines Teilwerks zuschalten konnte.
Seit der Mitte des 19. Jahrhunderts verfügen Orgeln in Deutschland häufig über feste Kombinationen. Damit lassen sich vom Orgelbauer festgelegte Registerkombinationen per Fußhebel oder (mit Beginn der Röhrenpneumatik) auf Knopfdruck abrufen. Feste Kombinationen sind meist nach Lautstärkegraden abgestuft, etwa p, mf, f, ff.
Etwa um 1900 kamen die einstellbaren freien Kombinationen auf. Größere Orgeln mit pneumatischer oder elektrischer Registertraktur bieten in der Regel zwei oder drei freie Kombinationen. Moderne Orgeln haben oft elektronische Setzer, mit denen eine größere Anzahl an Registrierungen einprogrammiert werden kann. Die Registerfessel blockiert die sofortige Änderung der Registrierung, so dass der Spieler während seines Spiels eine neue Registrierung vorbereiten kann, die dann auf Knopfdruck realisiert wird. Ebenfalls wurden Absteller wie zum Beispiel „Zungen ab“ oder „Crescendo ab“ entwickelt, um einzelne Registergruppen oder Spielhilfen außer Funktion zu setzen. Der Registerschweller (Generalcrescendo, Walze, Rollschweller) ermöglicht es seit etwa 1860 an manchen Orgeln, die Register der Reihe nach einzuschalten (nach Lautstärke geordnet), bis alle Register erklingen (Tutti). Damit ist bei großen Orgeln ein nahezu stufenloses Crescendo und Decrescendo zwischen Pianopianissimo und Fortefortissimo möglich.

### Gehäuse und Prospekt

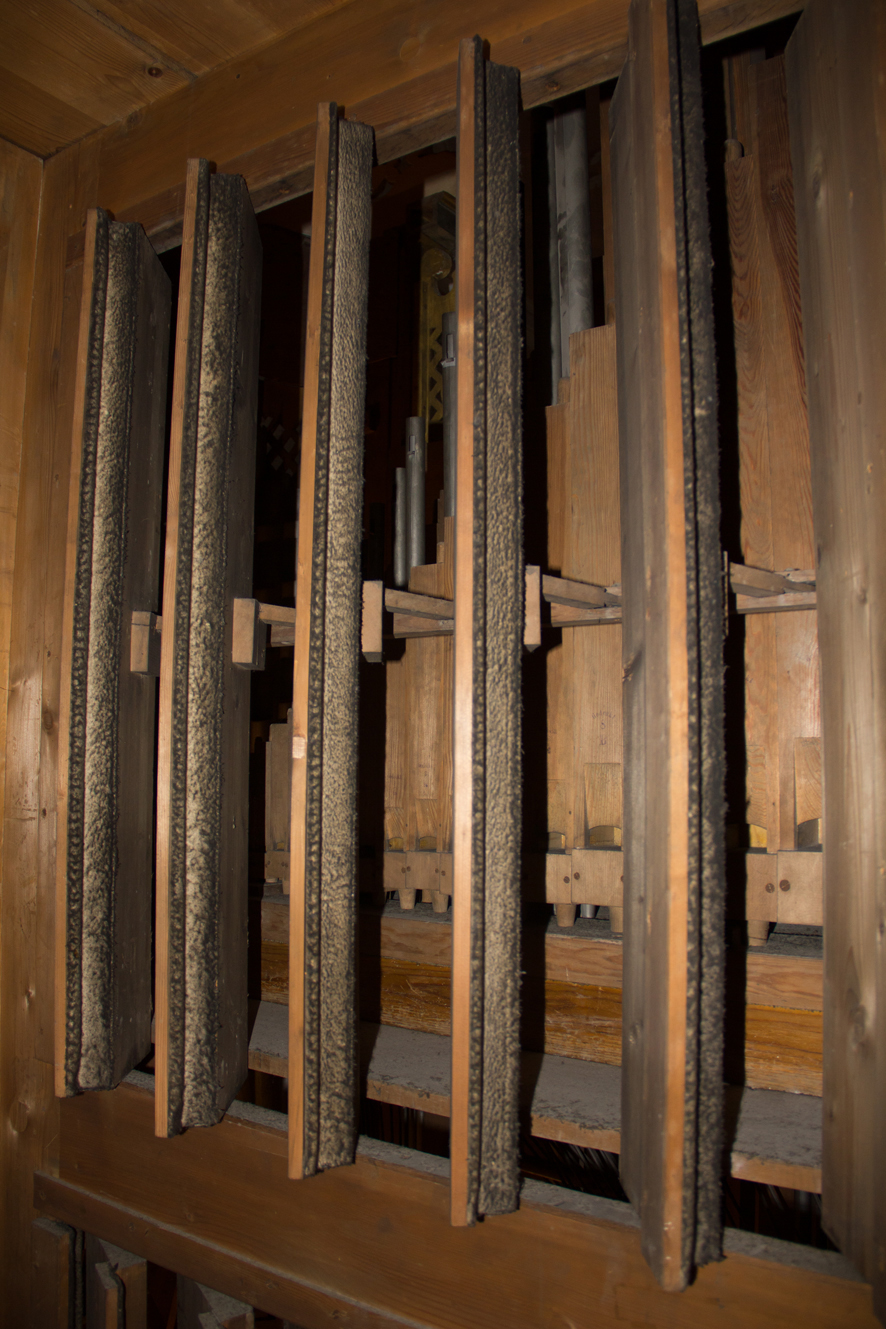
Geöffnete Jalousien eines Schwellwerks

Große Orgeln bestimmen mit der Gestaltung ihres Gehäuses und der Front (Orgelprospekt) die Wirkung des Raumes, in dem sie aufgestellt sind. In der Renaissance, mehr noch in der Zeit des Barocks, zeigte sich die Bedeutung, die dem optischen Aspekt beigemessen wurde, daran, dass nicht selten die Kosten für das Orgelgehäuse (mit Skulpturenschmuck, Ornamentschnitzwerk, Gemälden und Vergoldung) jene des eigentlichen Orgelwerkes überstiegen. Der Orgelprospekt diente oft zusammen mit der weiteren skulpturalen und malerischen Ausstattung und Ausgestaltung der Kirche einem architektonischen Gesamtkonzept.
Schwellkästen können den Ton der in ihnen aufgestellten Register durch das Schließen von Jalousien oder Klappen stufenlos dämpfen. Diese Einrichtung wurde in der Zeit der Romantik vor allem in französischen Orgeln eingebaut, um eine dem Orchesterklang angepasste Möglichkeit der Dynamik zu erhalten. In Deutschland gab es Schwellwerke vor 1890 eher selten. Ein Vorläufer des Schwellwerkes waren die Echokästen spanischer Orgeln des 18. Jahrhunderts. Schwellkästen befinden sich meistens innerhalb der Orgel. Nur in modernen Orgeln sind sie häufiger auch von außen sichtbar. Schweller und Schwellkästen sind in der Regel aus Holz gebaut. Eher selten wird die komplette Orgel in einem Schwellkasten untergebracht (wie zum Beispiel die Hauptorgel der Lutherkirche (Asseln)).

## Geschichte

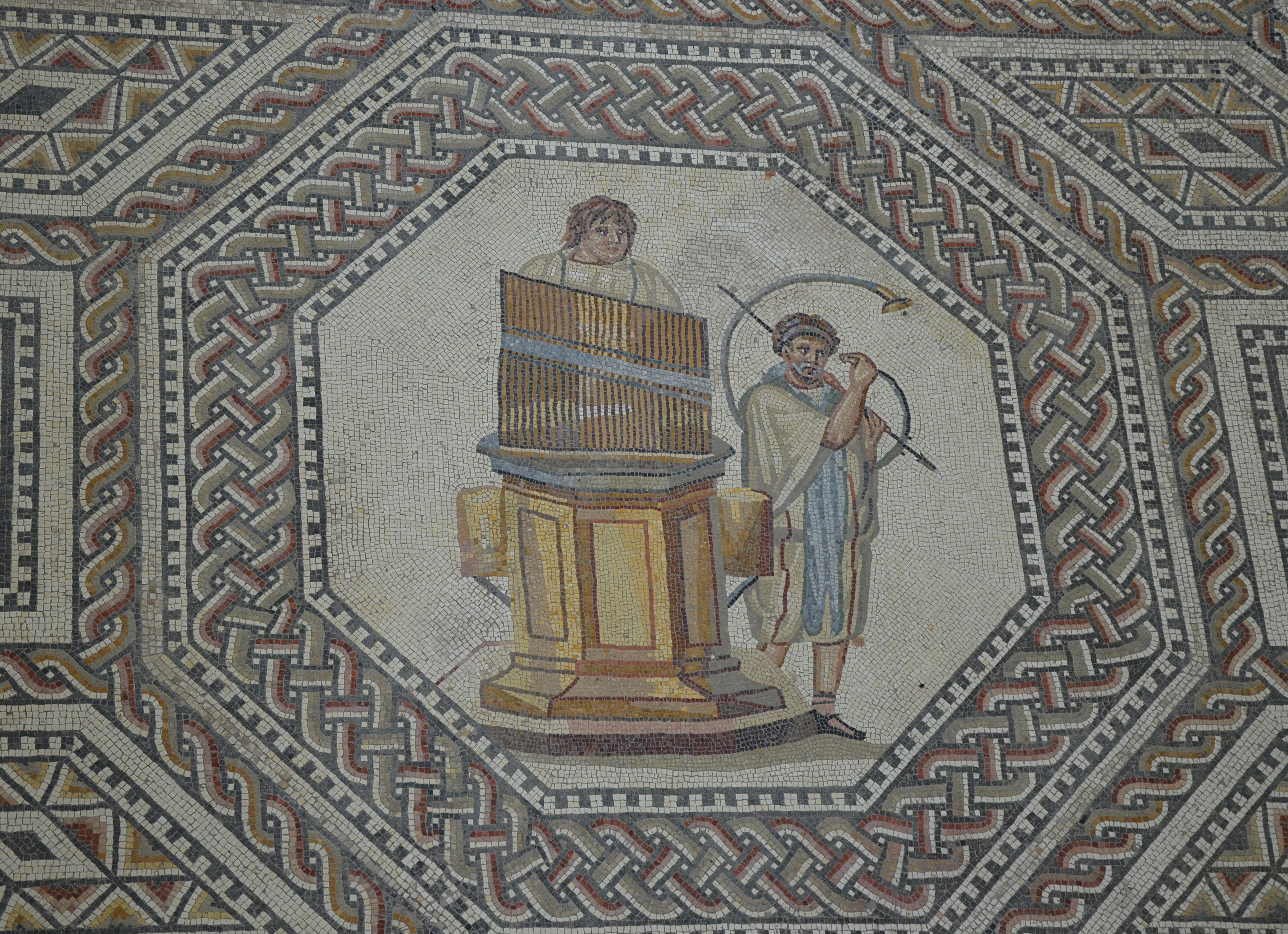
Mosaik in der römischen Villa in Nennig (3. Jahrhundert)

Die Gesamtanlage der Orgel (siehe Disposition), die künstlerische Gestaltung des Orgelgehäuses (siehe Prospekt), die klangliche Gestaltung und die technische Anlage (siehe Windlade, Traktur, Windwerk und Spieltisch) sind über viele Epochen der Kunst- und Technikgeschichte hinweg verändert und beeinflusst worden. Orgeln sind seit der Antike bekannt und haben sich besonders im Barock und zur Zeit der Romantik zu ihrer heutigen Form entwickelt.

### Antike

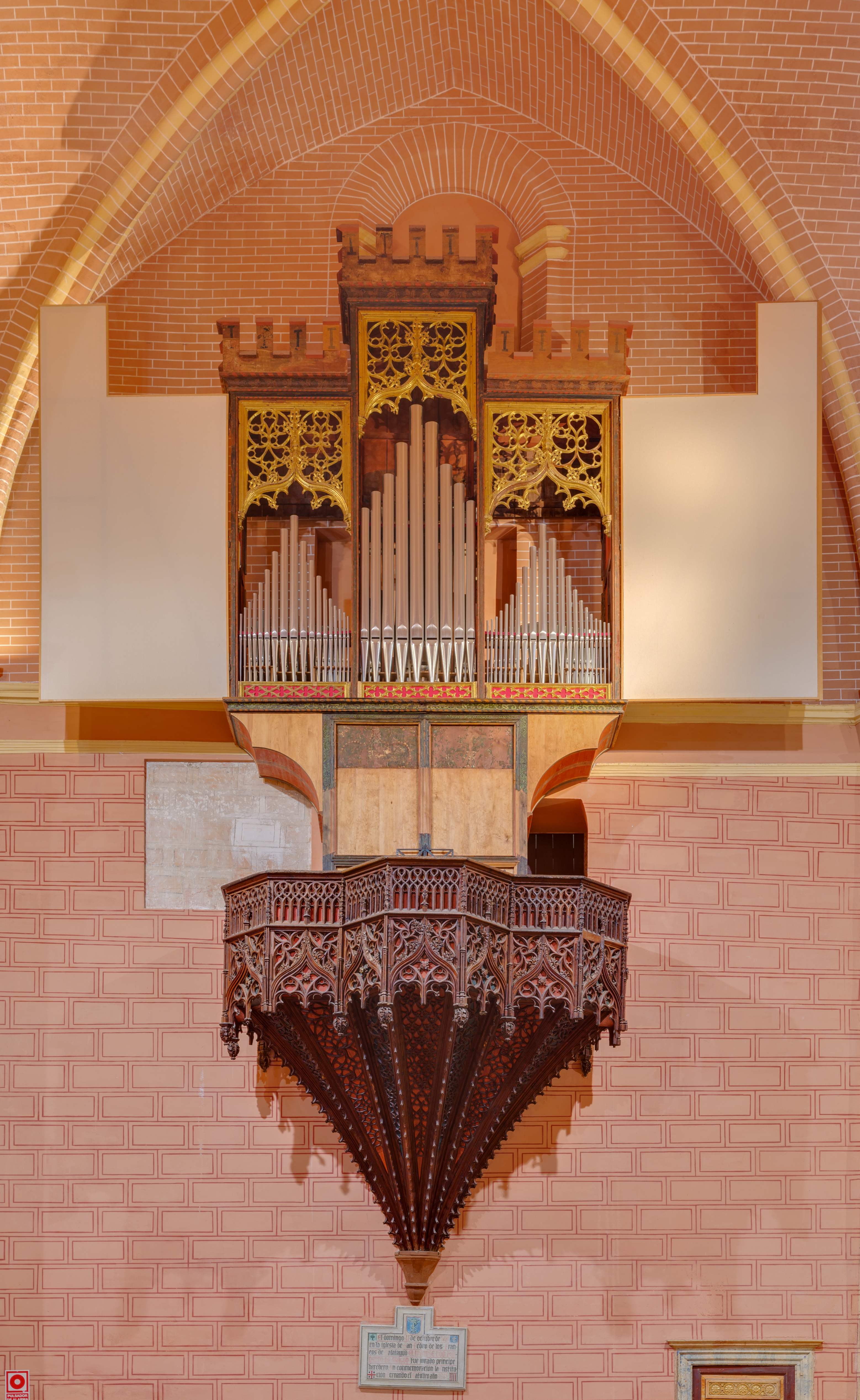
Spätgotische Schwalbennestorgel in Calatayud, Spanien (1443?)

Das erste orgelartige Instrument, eine „Wasser-Aulos“ oder Hydraulis, wurde um 246 v. Chr. von Ktesibios, einem Ingenieur in Alexandrien, konstruiert. Die Römer übernahmen die Orgel von den Griechen als rein profanes Instrument und untermalten Darbietungen in ihren Arenen mit Orgelmusik. Reste von Orgeln der Antike wurden in der Nähe von Budapest (siehe Orgel von Aquincum) und in Avenches gefunden.

### Mittelalter
Im weströmischen Reich der Völkerwanderungszeit (um 400 n. Chr.) ist der Gebrauch von Orgeln nicht belegt. Das byzantinische Reich erhob die Orgel jedoch zu einem wichtigen Instrument für die kaiserlichen Zeremonien. Damit rückte sie auch in die Nähe der kirchlichen Feierlichkeiten. In den karolingischen Chroniken wird berichtet, dass Gesandtschaften vom byzantinischen Kaiserhof König Pippin dem Jüngeren (757) bzw. dessen Sohn Kaiser Karl dem Großen (812) Orgeln mitbrachten.
Im Laufe des 9. Jahrhunderts begannen die ersten (Bischofs-)Kirchen in Westeuropa, sich Orgeln anzuschaffen, Klosterkirchen wohl erst ab dem 11. Jahrhundert. Die Orgel war in den Kirchen zunächst ein Statussymbol, erst mit der Gotik entwickelte sie sich allmählich zum Hauptinstrument der christlichen Liturgie. Reste einer Orgel der Geburtskirche in Bethlehem aus dem 12. Jahrhundert sind erhalten geblieben.
Mit Erfindung der Schleiflade und der Springlade im 14. und 15. Jahrhundert kamen einzeln wählbare Register, Manual-Tastaturen und einzelne (Teil-)Werke auf. Zu den ältesten spielbaren Orgeln zählen die Orgel von St. Andreas (Ostönnen) (um 1425), die Orgel der Basilique de Valère im schweizerischen Sitten (um 1435), die Orgel der Rysumer Kirche (um 1440), die Epistelorgel (linkes Instrument des Orgelpaares) der Basilika San Petronio in Bologna (1475). und die Orgel in St. Valentinus in Kiedrich (um 1500).

### Renaissance

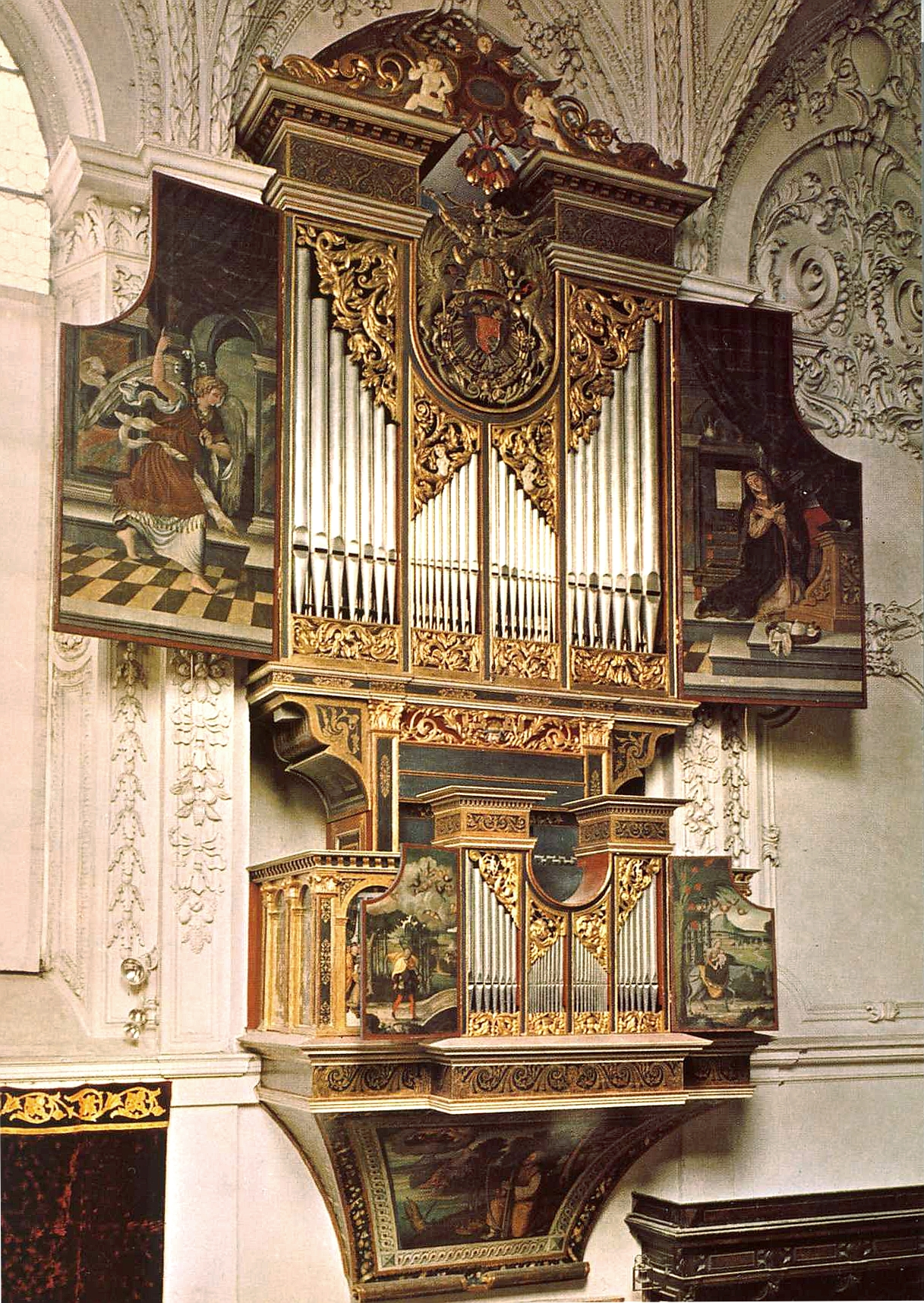
Renaissance-Orgel der Hofkirche Innsbruck (Jörg Ebert, 1561)

Die Orgeln der Frührenaissance enthielten zunächst recht wenige Register (zum Beispiel Prästant, Oktave, Hintersatz und Zimbel aus dem gotischen Blockwerk, dazu ein bis zwei Flöten, Trompete und ein Regal) und verfügten oft nur über ein Manual und ein angehängtes Pedal. Ein vorhandenes Regalregister wurde oft leicht zugänglich über dem Spieltisch angeordnet, da dessen Pfeifen häufig nachgestimmt werden mussten. Aus dieser Anordnung entwickelte sich das Brustwerk. In dieser Zeit entstanden auch die beiden Kleinorgeltypen Positiv und Regal.
In der Hochrenaissance entwickelten sich voll ausgebaute Orgeln mit mehreren Manualen und Pedal. Das Klangideal orientierte sich an der damals üblichen Ensemblemusik auf gleichartigen Instrumenten. Auf solchen Orgeln lässt sich neben Sakralmusik auch sehr gut die weltliche Musik der Renaissance wiedergeben. In der Spätrenaissance begannen sich erste regionale Unterschiede im Orgelbau herauszubilden.

### Barock
Im 17. und 18. Jahrhundert erreichte der Orgelbau in einigen europäischen Ländern eine große Blüte. So entwickelten sich im Laufe der Barockzeit unterschiedliche Orgeltypen, und heute lassen sich innerhalb nationaler Kulturräume regionale Orgellandschaften ausmachen, die in erster Linie geographisch definiert sind.
Die meisten barocken Orgeln Südeuropas und vereinzelt auch der süddeutschen Orgellandschaft befinden sich im Gegensatz zu denjenigen des Nordens und Frankreichs nicht auf einer Westempore, sondern im Chorraum beidseits des Altars, und zwar vom Kirchenschiff aus gesehen links die Epistelorgel und rechts die Evangelienorgel. Englische Orgeln wurden dagegen meistens auf dem Lettner aufgestellt.

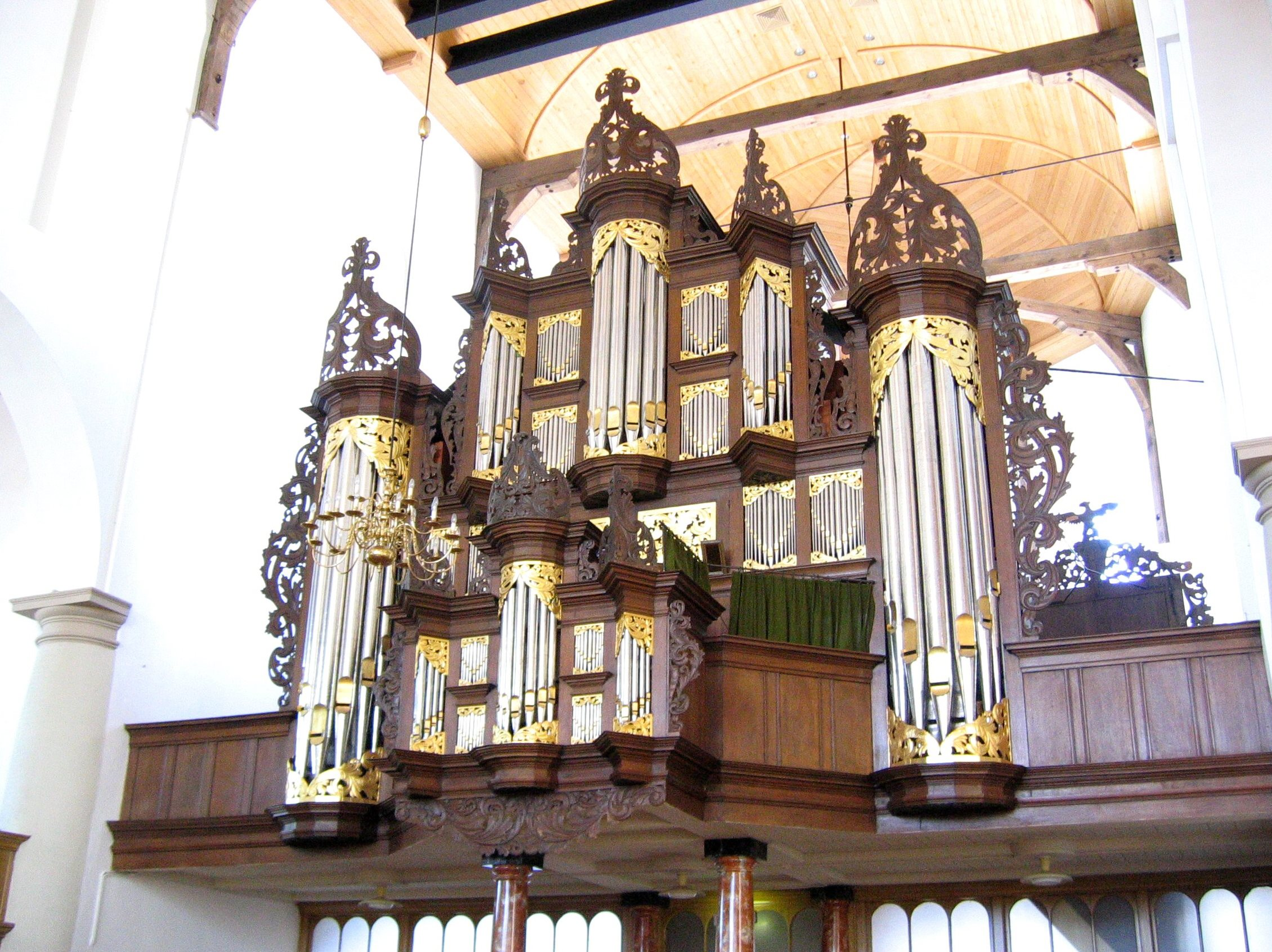
Norddeutsche Barockorgel in Sneek, Niederlande (Arp Schnitger, 1710–1711)

#### Hanseatisch-niederländischer Orgeltypus des 17. und 18. Jahrhunderts
Ein typisches Merkmal der Orgel des norddeutsch-hanseatischen Raumes war das Werkprinzip. Im sogenannten Hamburger Prospekt zeigte sich der konsequente Werkaufbau sehr deutlich. Dabei waren die Pedaltürme jeweils seitlich an der Orgel angebracht und umrahmten damit die Manualwerke. Sowohl die Manualwerke als auch das Pedalwerk zeichneten sich durch ein großes Maß an Selbständigkeit aus. In jedem Teilwerk gab es nun Prinzipal-, Flöten- und Zungenstimmen-Ensembles. Die Klangkronen bestanden überwiegend aus Quinten und Oktaven, was den „Silberglanz“ des Mixturplenums unterstrich. Sesquialtera und Tertian dienten vor allem als Ensembleregister und repetierten schon im Bass. Dagegen fanden sich selbst in größeren Orgeln in jedem Manualwerk meist nur ein bis zwei labiale 8′-Register. Streichende Register wurden fast nie gebaut. Die vielen Register von sehr unterschiedlicher Bauweise dienten der klanglichen Vielfalt. Die starken Bässe und kräftigen Mixturen waren weniger für polyphones Spiel als vielmehr für die Begleitung des Gemeindegesangs gedacht. Auch der Stylus phantasticus der hanseatischen Orgelkunst mit seinen wechselnden Affekten konnten auf den Instrumenten optimal verwirklicht werden. Im Vergleich zu den Instrumenten anderer Regionen (vor allem Mittel- und Südwestdeutschlands) waren die Orgeln groß und besaßen viele Register.
Die mitteltönige Stimmung hielt sich bis um 1740 und wurde erst danach von wohltemperierten Stimmungen verdrängt. Die Instrumente waren meist etwa um einen Halbton höher gestimmt als heute. Bis weit ins 18. Jahrhundert wurden von einzelnen Orgelbauern Springladen gebaut. Bekannt für diesen Orgeltypus wurden die Orgelbauer Hans Scherer der Ältere, Gottfried Fritzsche und Arp Schnitger.

#### Barocker Orgeltypus in Ost- und Mitteldeutschland und in Polen

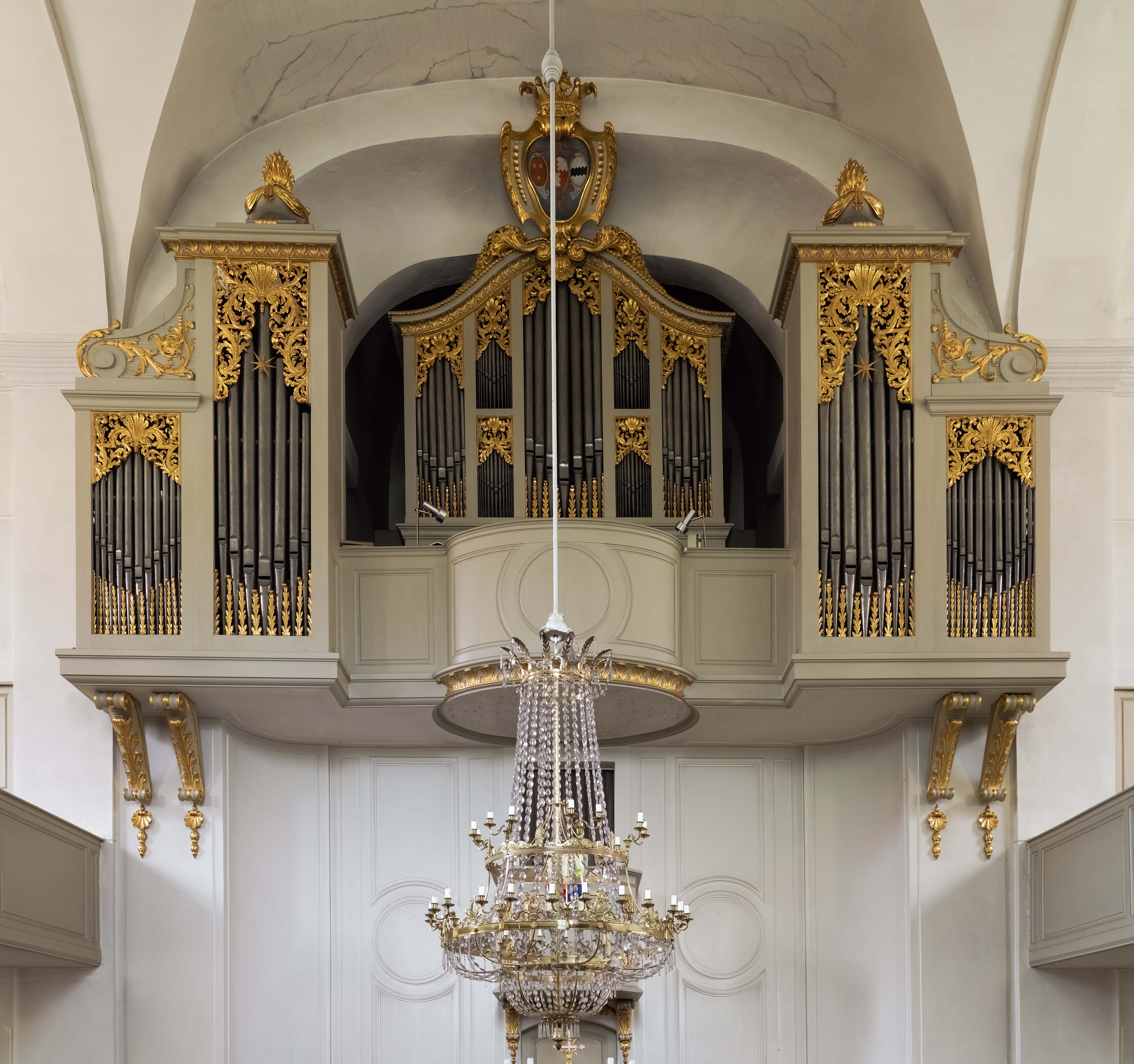
Mitteldeutsche Barockorgel in Lahm (Itzgrund) (Heinrich Gottlieb Herbst, 1732)

Typisch für diesen Orgeltypus ist die große Anzahl von labialen 8′-Registern. Bei zweimanualigen wurden nicht selten zusammen acht und mehr Grundstimmen in den Manualen gebaut, wodurch ein dunkler, voluminöser an Gravität orientierter Klang entstand. Jedes Register besaß dabei eine eigene, unverkennbare Klangcharakteristik. Die unterschiedlichen Labialregister wurden in erster Linie als Einzelregister verwendet und ermöglichten eine breite Farbenpalette. Neben den traditionellen 8′-Registern wie Prinzipal, Gedackt, Gemshorn, Spitzflöte und Rohrflöte entwickelten sich u. a. Viola di Gamba, Salicional, Piffaro/Biffara (auch Unda maris genannt), Fugara und Traversflöte. Hinzu kam ein meist lückenloser Prinzipalchor (im Hauptwerk oft mit Mixtur und Cymbel), meist eine bis zwei Zungenstimmen, Sesquialtera und Cornet sowie einzelne Aliquotregistern. Die Mixturen wurden dabei in der Regel als Terzmixturen gebaut. Manualzungen wurden nur wenige gebaut, eine Vorliebe gab es jedoch für die Vox humana 8′ im Oberwerk. Im Hauptwerk wurde als tiefstes Register meist eine Quintade 16′, sehr häufig zusätzlich verstärkt durch eine Quinte 5 1⁄3′ gebaut. Im Pedal wurde Subbass 16′ oft um Violonbass 16′ verstärkt. Selbst in mittelgroßen zweimanualigen Orgeln gab es 32′-Register wie Untersatz 32′ oder Posaune 32′. Außerdem wurden gerne typisch barocke Spielereien, wie Glockenspiel, Vogelgesang und Cymbelstern eingebaut.
Die Instrumente besaßen in der Regel Hauptwerk und Oberwerk, bei dreimanualigen Orgeln trat ein Brustwerk hinzu. Rückpositive gab es ab etwa 1690 keine mehr. Die Orgelbauer waren experimentierfreudig und nahmen komplizierte Trakturführungen in Kauf, was oft zu einer schwergängigen Spielweise führte. Auf diese Weise konnten schon früh Transmissionen vom Hauptwerk ins Pedal verwirklicht werden. Schon ab 1700 wurde die mitteltönige Stimmung durch die wohltemperierte Stimmung abgelöst. Bedeutende Vertreter waren Tobias Heinrich Gottfried Trost, Gottfried Silbermann und Zacharias Hildebrandt.

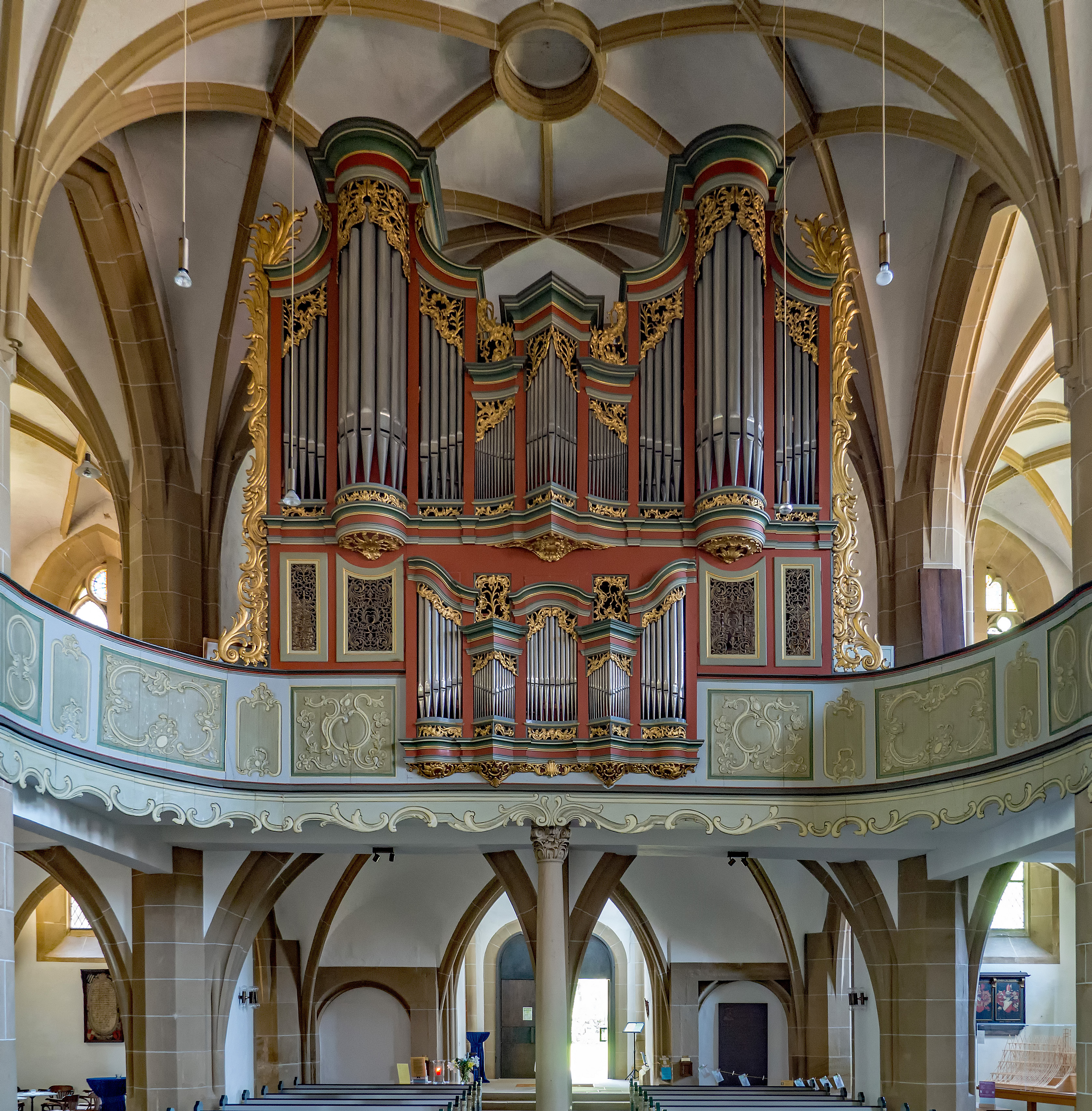
Südwestdeutsche Barockorgel mit der typischen Anordnung von Hauptwerk und Unterwerk in Meisenheim (Johann Philipp und Johann Heinrich Stumm, 1767)

#### Barocker Orgeltypus West- und Südwestdeutschlands
Charakteristisch für die Orgeln dieser Region war die Teilung einzelner Register in Bass- und Diskant zwischen h0 und c1 (Trompete, Krummhorn, auch zum Teil Gedackt). Einige Register gab es nur im Diskant wie Cornet und Flaut travers 8′.. Die Mixturen wiesen häufig Oktavrepetition auf. Charakteristisch waren auch die vielen Terzen als Soloregister. Im Hauptwerk befanden sich als 8′-Register neben Principal und Gedackt (meist Hohlpfeiff genannt) eine Gamba und gelegentlich Gemshorn und Quintatön, im Positiv meist nur Gedackt 8′ und Flaut travers 8′ (Diskant). Der 16′ des Hauptwerks war in der Regel ein Bourdon 16′ (auch Großgedackt oder Groß-Hohlpfeiff genannt). Als 4′ trat Flaut oder Flaut douce, gelegentlich auch Solicinal hinzu. Krummhorn und Vox humana wurden sowohl im Positiv als auch im Echowerk als solistische Zungen disponiert. Im Hauptwerk wurde neben Trompete 8′ gelegentlich das Register Vox angelica 2′ gesetzt, eine enge Trompete, die nur im Bass gebaut war. Die Zungenregister wiesen französische Kehlen auf. Grundsätzlich waren die Dispositionen sehr schematisch und in allen Orgeln sehr ähnlich.
Das Pedalwerk war in der Regel hinterständig eingerichtet und besaß oft nur drei Register (Subbass, Oktavbass und Posaune). Die Posaune 16′ wurde ganz aus Holz gebaut, ebenso die meisten anderen Pedalregister. Der Pedalumfang war sehr gering und reichte meist nur bis d0, selten bis g0 und nur ausnahmsweise noch höher. Der Manualumfang war meist CD–c3. Zweimanualige Orgeln verfügten über Hauptwerk und Rückpositiv. Als drittes Manual kam ein Echowerk mit vollem Manualumfang hinzu. Ab 1740 verbreitete sich die seitenspielige Anlage und das Rückpositiv wurde oft durch ein Unterwerk verdrängt.
Meist standen die Orgeln einen Halbton höher. Bis um 1800 war die mitteltönige Stimmung die Norm. Die Instrumente zeichneten sich durch einen sehr kräftigen Klang aus, so dass deutlich weniger Register als in anderen Regionen ausreichten, um die Kirchenräume mit Klang zu füllen. Fast keine Orgel dieser Zeit ist in größeren Städten erhalten geblieben. Bedeutende Orgelbauer dieses Typus waren die Familien König und Stumm.

#### Süddeutscher und österreichischer Orgeltypus der Barockzeit

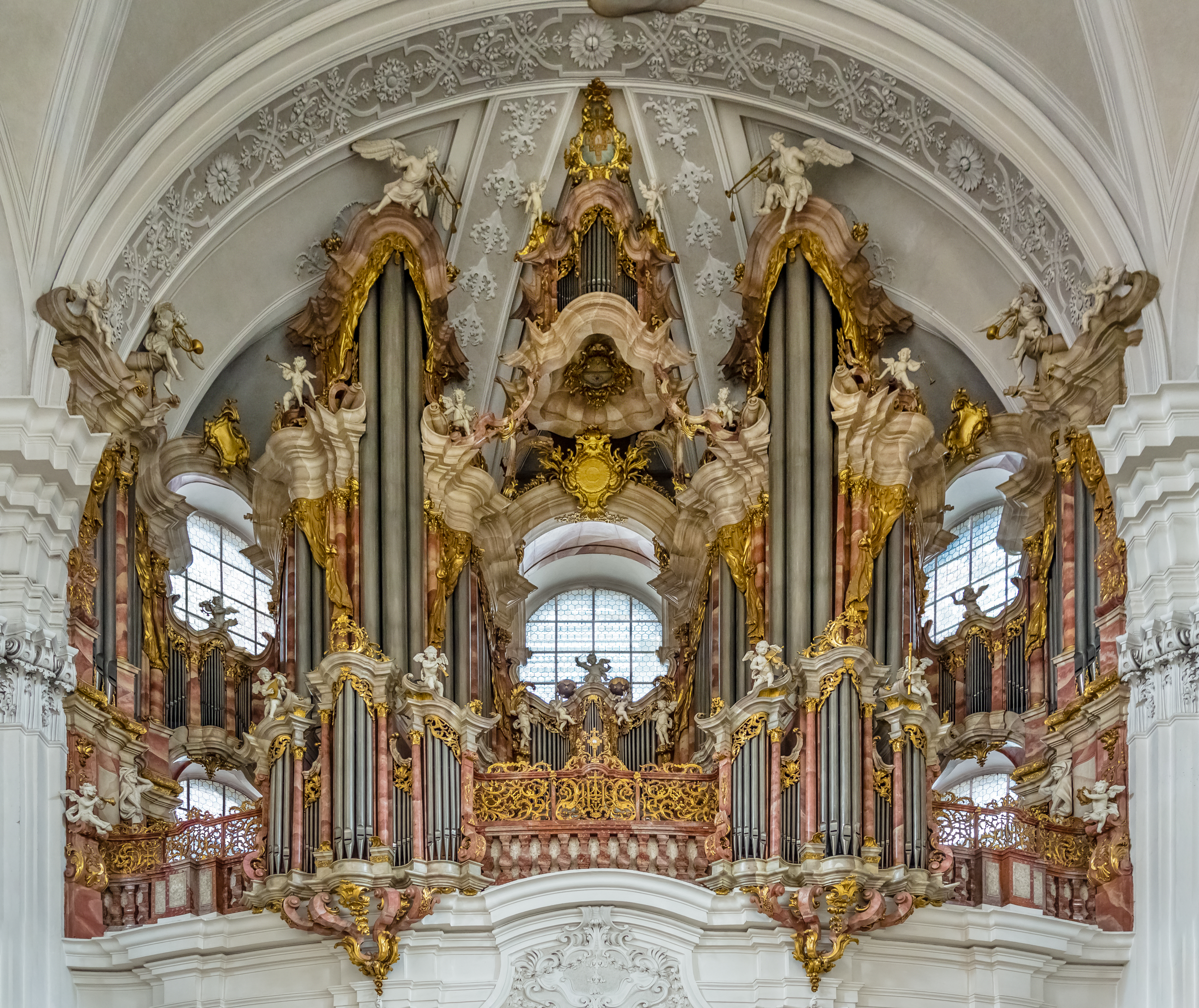
Süddeutsche Barockorgel in Weingarten (Joseph Gabler, 1750)

Typisch für diesen Orgeltypus war die große Palette an Grundstimmen, selbst bei sehr kleinen Instrumenten gab es eine Vielfalt an 8-Registern. Zungenstimmen waren dagegen deutlich reduziert. Das Hauptwerk besaß einen vollständig ausgebauten Prinzipalchor gelegentlich mit doppelter Prinzipalbesetzung in der 8′-Lage in Form eines Registers aus Zinn und eines weiteren aus Holz (Portun). Schon früh fanden sich eng mensurierte Register, wie Gamba oder Salicional. Gerne wurden schwebende Register eingebaut. Terzmixturen waren bis gegen 1720 ungebräuchlich und kamen danach nur bei einzelnen Orgelbauern (vor allem in Oberschwaben) vor. Einzelterzen waren sehr selten, häufiger baute man gemischte Farbregister wie Cornettino oder Hörndl. In der Regel waren die Instrumente einmanualig, meist mit angehängtem Pedal, zweimanualige gab es fast nur in größeren Pfarrkirchen und in Klosterkirchen, wo es gelegentlich auch dreimanualige und ausnahmsweise viermanualige Instrumente gab. Dabei waren die Manualwerke oft dynamisch abgestuft. Entsprechend der katholischen Liturgie dienten die Orgeln in erster Linie dem Alternatimspiel, nicht jedoch zur Gemeindebegleitung. Die vielen unterschiedlichen 8′-Register trugen dem Rechnung.
Geteilte Gehäuse und freistehende Spieltische waren ausgesprochen typische Eigenarten dieses Orgelbaustils. Gerne wurden größere Orgelteilwerke in der Emporenbrüstung positioniert. Vielfach gab es für die Zeit enorm fortschrittliche Experimente mit freistehenden Spieltischen und anderen Konstruktionen mit immensem technischem Aufwand, zum Beispiel Chororgeln mit doppelten Prospekten, Zwillingsorgeln (Evangelien- und Epistelseite), zum Teil mit meterlangen gewagten unterirdischen Trakturen.
Im Verhältnis zu norddeutschen und westdeutschen Orgeln waren die Instrumente einerseits wesentlich leiser, andererseits deutlich weicher im Klang. Typisch war das häufige Beharren an kurzen oder gebrochenen Oktaven im Bass und an geringen Pedalumfängen sowie das Festhalten an der mitteltönigen Stimmung bis nach 1800. Bekannte Vertreter waren die Familien Butz, Egedacher, Freundt und Rotenburger sowie Joseph Gabler und Johann Nepomuk Holzhey.

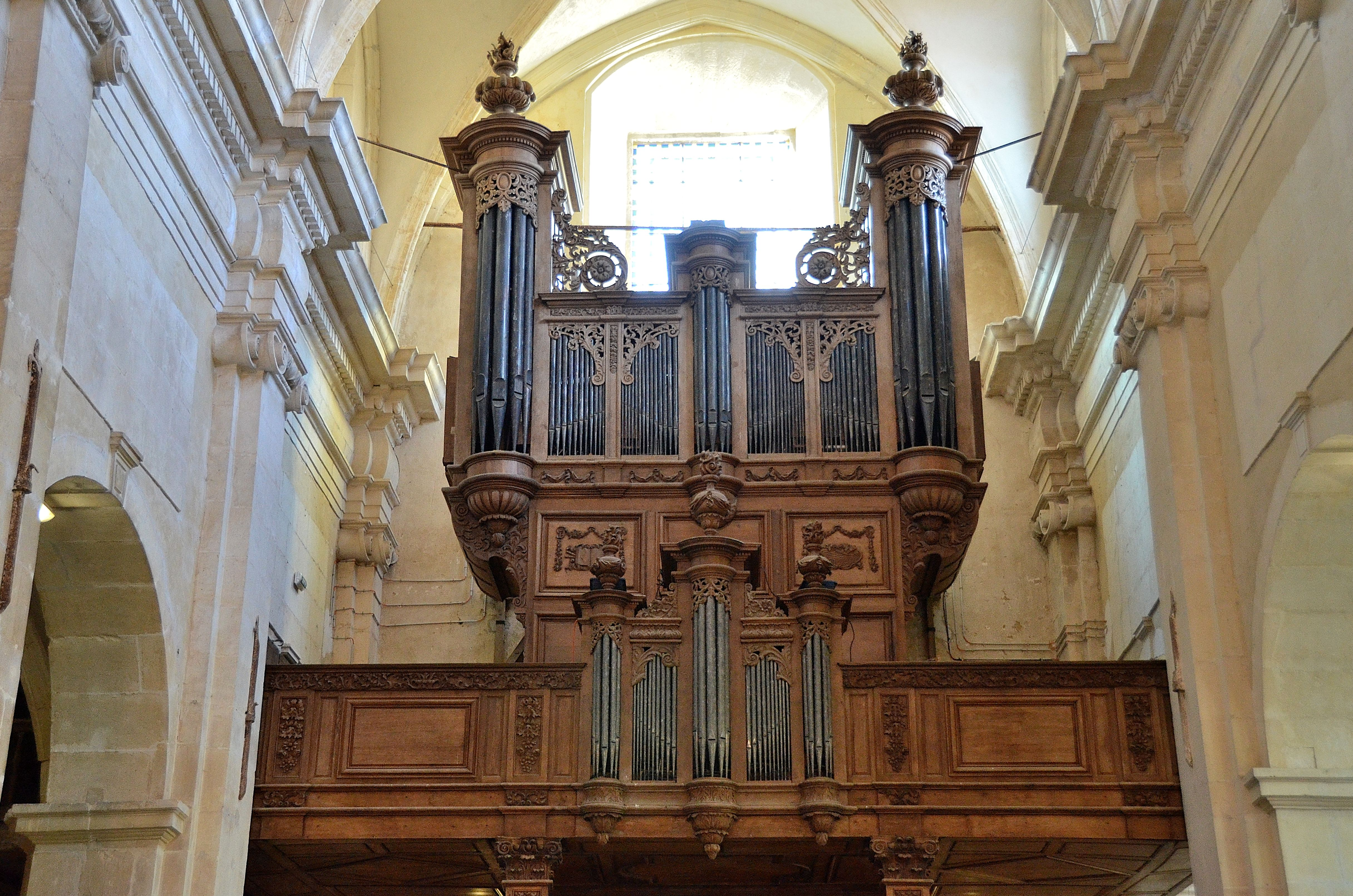
Französische Barockorgel in Saint-Michel (Aisne) (Jean Boizard, 1714)

#### Klassische französische Orgel
Orgeln gab es in Frankreich nur in den Klosterkirchen, einzelnen großen Stadtkirchen und in den Bischofskirchen (Kathedralen), aber nicht in den Dörfern. Die Dispositionen waren in hohem Maße standardisiert. Um 1700 besaß praktisch jede Orgel die gleiche Disposition, von der nur in seltenen Fällen abgewichen wurde: Meist handelte es sich um drei- oder viermanualige Instrumente mit Rückpositiv, Hauptwerk, Récit und Echo. Die beiden letzteren waren dabei nur im Diskant ausgebaut und begannen meist bei c1. In Hauptwerk und Rückpositiv gab es als Einzelstimmen Nazard und Terz. Charakteristisch waren die durchdringenden Zungen: Trompette 8’, Clairon 4’ und Voix humaine 8’ im Hauptwerk sowie Cromorne 8’ im Rückpositiv. Das Pedal besaß in der Regel keinen 16’; die sehr kräftige Pedaltrompete 8′ war für Tenor-Cantus-firmi gedacht und konnte sich gegen das Plein Jeu des Hauptwerks durchsetzen. Die Vereinheitlichung der Disposition führte zur Komposition von Orgelstücken für bestimmte Registrierungen, einerseits für Soloregistrierungen (Trompette, Cornet, Cromorne, Voix humaine, Jeu de Tierce) andererseits für Prinzipalplenum (Plein Jeu) oder das dialogisierende Zungenplenum (Grand Jeu).
Die Mensuren der beiden Pedalregister waren extrem weit. Der Prinzipalchor der Manualwerke war ebenfalls überwiegend von weiter Mensur, Fourniture und Cymbale unterschieden sich dabei nicht von der Tonhöhe, sondern lediglich von der Mensur her. Die Klangkronen waren sehr tiefliegend. Das Cornet war nur im Diskant (ab c1) ausgebaut. Grand-Orgue und Récit waren oft auf einer Zwillingslade aufgestellt, das Echo im Unterbau (oft direkt hinter dem Notenpult). Das Pedalwerk stand in der Regel auf Sturz links und rechts neben dem Hauptwerk und besaß keinen eigenen Prospekt.
Die Orgeln waren – vor allem im Grand Jeu – sehr laut und dienten – der katholischen Liturgie entsprechend – nur zur Alternatimspraxis, nicht jedoch zur Begleitung eines Gemeindegesanges. In der Regel waren die Instrumente im Opernthon – also einen Ganzton tiefer als heutige Orgeln gestimmt. Bis ins 19. Jahrhundert war die mitteltönige Stimmung verbreitet. Bekannte Orgelbauer waren François Thierry, Robert Clicquot, François-Henri Clicquot, Andreas Silbermann, Dom Bedos und Karl Joseph Riepp.

#### Italienische Orgel seit der Renaissance

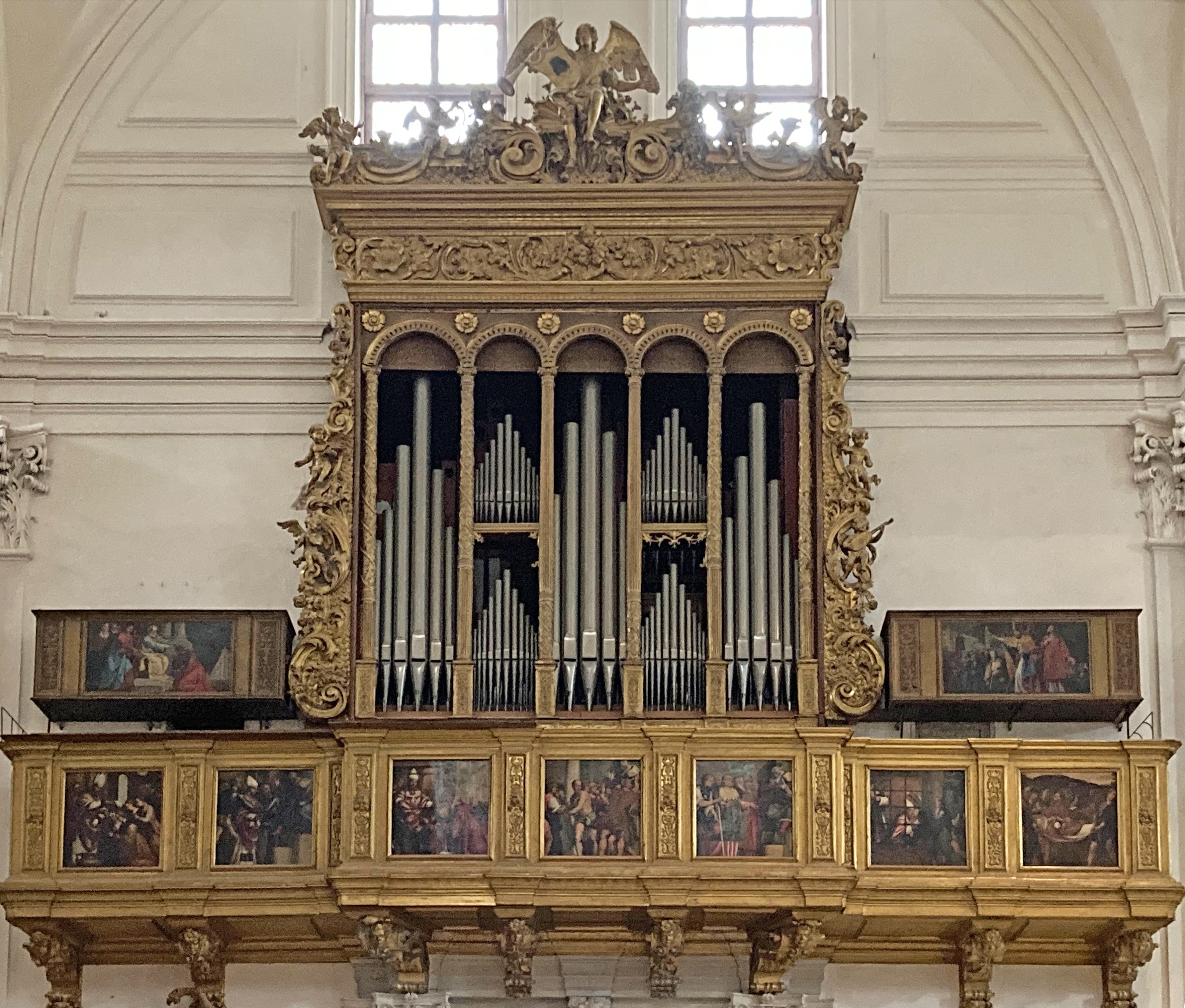
Italienische Barockorgel in Udine (Pietro Nacchini, 1745)

Der italienische Orgelbau war sehr konservativ. Bis Ende des 19. Jahrhunderts hatte der schon aus der Renaissance stammende Orgeltypus unverändert Gültigkeit. Bis auf wenige Ausnahmen besaßen italienische Orgeln lediglich ein Manual; das Pedal hatte nur 12 bis 17 Tasten und war meist angehängt. Italienische Orgeln verfügten über eine Vielzahl von Prinzipalregistern aller Fußlagen vom 8′ als Fundament bis über die 2′-Lage hinaus. Mehrchörige Klangkronen waren unüblich, stattdessen waren Oktaven und Quinten bis in die höchsten Lagen vorhanden, die zusammen mit den Prinzipalen das Ripieno (Plenum) ergaben. Neben den Prinzipalen kamen nur wenige weitere Register vor. Voce umana oder Fiffaro waren sehr stark schwebende Diskant-Schwebungen zum Prinzipal 8′, daneben gab es nur noch Flötenregister (Flauti in VIIIa, in XIIa, in XVa). Terzhaltige Register, Trompeten (Tromba) und andere Zungenregister oder Streicherstimmen kamen sehr selten vor. Fußtonbezeichnungen wurden im italienischen Orgelbau nicht verwendet. Stattdessen bezeichnete man den Abstand der Register zur ersten Taste des Prinzipal 8′ mit Zahlen. Ottava (VIII) ist dementsprechend 4′, Duodecima (XII) 2 2⁄3′, Decimaquinta (XV) 2′, Decimanona (IXX) 1 1⁄3′, Vigesima seconda (XXII) 1′. Der normale Klaviaturumfang lag bei C bis c3 mit kurzer großer Oktave, also 45 Tasten. Größere Orgeln hatten einen größeren Klaviaturumfang, indem man die Klaviatur zur Tiefe um eine Oktave erweiterte, also bei C1 – klingend also 16′ – begann. Die Pfeifen bestanden überwiegend aus dickwandigem Blei. Der Winddruck war sehr niedrig.
Bereits im Laufe des 16. Jahrhunderts hatte sich ein Grundmuster der italienischen Orgelprospektgestaltung gebildet, das bis weit ins 19. Jahrhundert gültig blieb. Grundsätzlich waren flache Fassadenprospekte typisch. Die Prospektpfeifen standen alle in einer Linie in wenigen, nach oben meist mit einem Rundbogen abgeschlossenen Pfeifenfeldern. Der innere technische Aufbau der Orgel hatte auf die Gestaltung des Gehäuses kaum Einfluss, da die meisten Instrumente nur ein Manualwerk besaßen. Häufig standen die Instrumente im Chorraum beiderseits des Altars, und zwar vom Kirchenschiff aus gesehen links die Epistelorgel und rechts die Evangelienorgel. Der katholischen Liturgie entsprechend dienten sie nur zur Alternatimspraxis. Bekannte Orgelbauer waren Graziadio Antegnati, sein Sohn Costanzo Antegnati, Pietro Nacchini und Francesco Dacci.

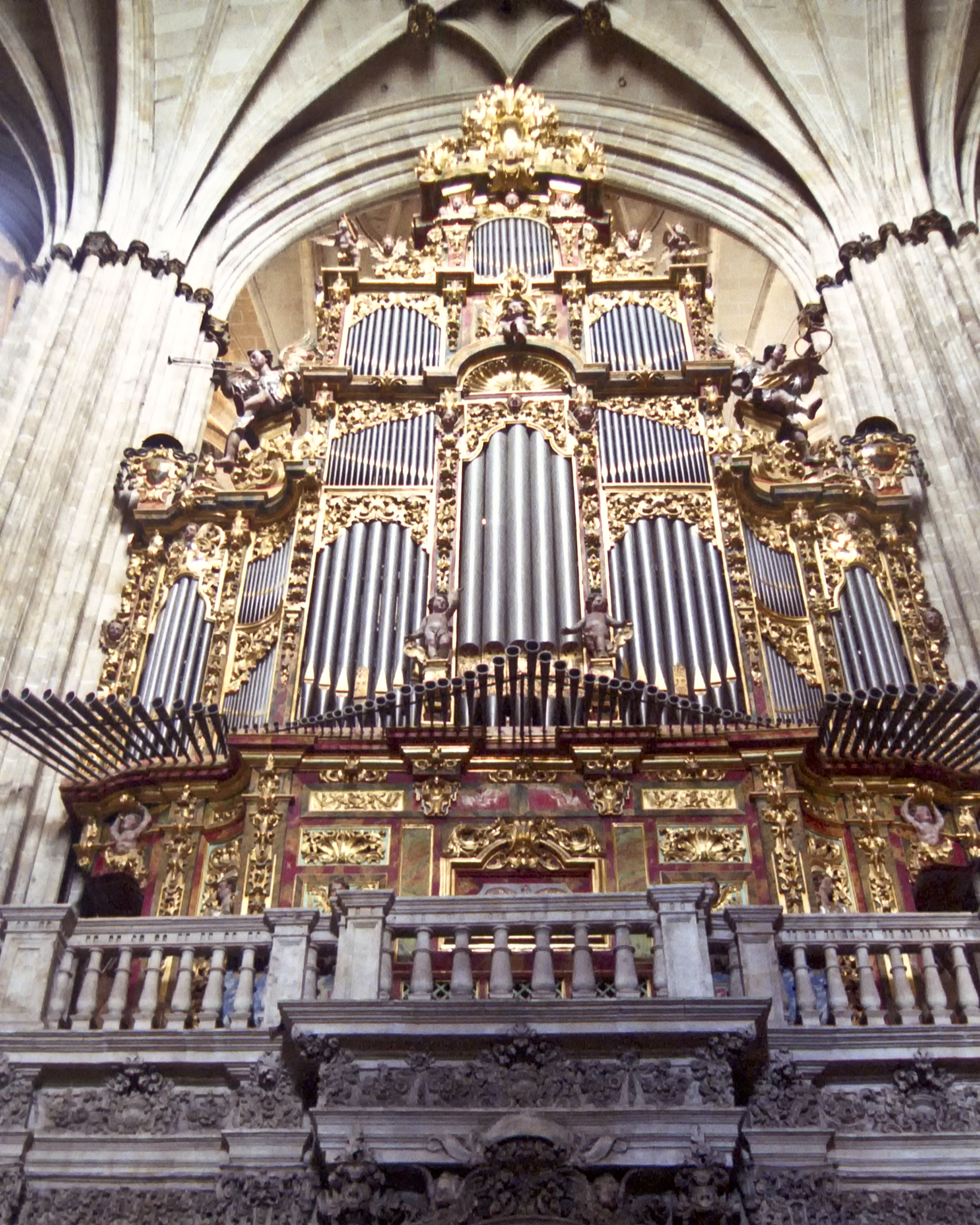
Spanische Barockorgel in Salamanca (Pedro Echaverría, 1744)

#### Orgelbau auf der iberischen Halbinsel im 18. Jahrhundert
In Spanien und Portugal war die Aufteilung der Orgel in verschiedene Werke typisch: Organo mayor (Hauptwerk), cadereta exterior (Rückpositiv), cadereta interior, ein inneres Positiv im Echokasten, das für dynamische Effekte einzelner Register (Echokornett, Echotrompete) vom Spieltisch aus bewegliche Türen besaß, und Trompetería (Horizontalzungenbatterie) – auch Lengüetería genannt. Brustwerke gab es im spanischen Orgelbau keine, stattdessen findet man oft ein Unterwerk unter der Spielanlage. Aufgrund der seitlichen Aufstellung vieler Orgeln links und rechts im Chorraum gab es an manchen Instrumenten auch Hinterwerke mit eigenem Prospekt, die ins Seitenschiff absprachen. Die einzelnen Werke wurden über Sperrventile angeschaltet. Auch bei bis zu fünf Werken wurden nie mehr als 3 Manuale gebaut. Aufgrund der Raumnot, welche die Aufstellung zwischen Hauptschiff und Seitenschiff und zwischen zwei Pfeilern mit sich brachte, waren die Windladen extrem klein gefertigt. Für die ausreichende Windversorgung sorgten lange Ventile. Die großen und nicht mehr auf dem geringen Platz der Lade selbst unterzubringenden Pfeifen wurden abgeführt. Die Trakturen waren oft nur wenige Zentimeter lang, während die Pfeifen über bis zu 10 m lange Kondukten versorgt wurden.
Die Registerzüge wurden nach Bass und Diskant auf die linke und rechte Seite neben der Klaviatur verteilt. Manualkoppeln gab es nur selten, Pedalkoppeln wurden keine gebaut. Oft war das Pedal angehängt oder verfügte nur über wenige Register in 16′- und 8′-Lage, vereinzelt auch in 32′-Lage und hatte in der Regel nur den Umfang einer Oktave. Die Pedaltasten waren oft als Knöpfe geformt und eigneten sich nur zur Ausführung eines Orgelpunkts, also einzelner langgehaltener Töne. Üblich waren Schleifladen mit chromatischer Aufstellung, häufig mit kurzer großer Oktave. Typisch ist die Teilung in Bass und Diskant einheitlich zwischen c1 und cis1, was eine große Anzahl an Registerzügen zur Folge hatte. Neben den horizontalen gab es auch viele vertikale Zungenregister, so dass im Hauptwerk mehrere unterschiedliche Trompeten und kurzbechrige Zungenregister (zum Beispiel Orlos) zu finden waren. Repetierende Mixturen enthielten oft eine Terz. Der katholischen Liturgie entsprechend dienten die Orgeln nur zur Alternatimspraxis, nicht jedoch zur Begleitung eines Gemeindegesanges. Als bedeutende Orgelbauer galten Pedro de Liborno, Fernández Dávila und Jordi Bosch.

#### Orgelbau in England im 18. Jahrhundert

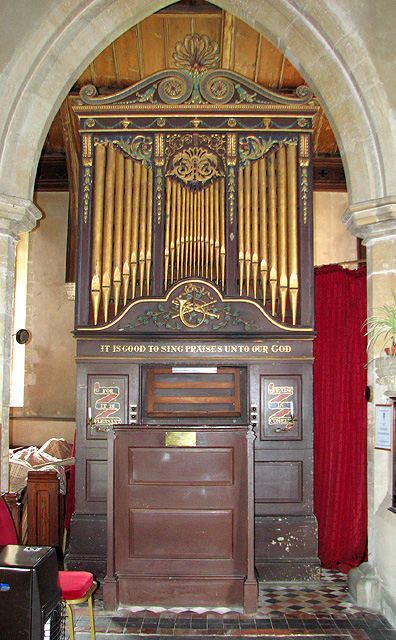
Englische Barockorgel in Sculthorpe (Johannes Snetzler, 1755)

In England war aufgrund der puritanisch-calvinistischen Glaubensvorstellung bis 1660 die Benutzung der Orgel im Gottesdienst verboten. Danach begann der Orgelbau praktisch von einem Nullpunkt aus und wurde hauptsächlich von Einwanderern geleistet: u. a. Bernhard Schmid (genannt Father Smith) und Christopher Schrider aus Deutschland, Renatus Harris aus Frankreich und Johannes Snetzler aus der Schweiz. So kamen unterschiedliche Stilelemente in den Orgelbau.
Neben dem Prinzipalchor (Open diapason oder Principal) gab es nur wenige Register anderer Bauart: Stopped diapason (Gedackt), manchmal auch Flute, Sesquialtera und ein oder zwei Zungenregister. Der Manualumfang reichte normalerweise von G1 bis d3, ein Pedal war bis 1720 praktisch unbekannt, danach kamen angehängte Pedale auf. Erst ab 1790 gab es eigene Pedalregister – jedoch bis etwa 1820 nur als 8′. 1712 wurde erstmals ein Schwellwerk gebaut. Danach wurden die meisten Echowerke in Schwellwerke umgewandelt. Eine Besonderheit englischer Orgeln ist die Aufstellung auf einem Lettner.
Fast keine englische Orgel der Barockzeit ist unverändert erhalten. Ständig wurden Instrumente von einem Ort zum nächsten verbracht, wurden Werk und Gehäuse voneinander getrennt, alte Werke mit neuem Gehäuse versehen, einzelne Register in andere Orgeln eingebaut.

### Romantik
Nachdem die Orgel in der Zeit der frühen Klassik an Aufmerksamkeit verlor und als Folge der Säkularisation – vor allem in Süddeutschland – kaum noch Orgeln gebaut wurden, entstand mit der romantischen Orgel ein neues, vollkommen anderes, orchestrales Klangideal, das nach und nach zu einer Art Globalisierung im Orgelbau führte. In viel stärkerem Maße als bei der Barockorgel ist hier die 8′-Lage, im Pedalwerk auch die 16′-Lage, mehrfach mit verschiedenen, Orchesterinstrumente nachahmenden Stimmen besetzt, die höheren Lagen treten dafür deutlich zurück: Terzen verschwinden ganz, andere Aliquoten werden kaum noch disponiert. Im Vordergrund stand das Ideal der „Vermischung“ – die Orgel sollte wie ein Orchester klingen, es sollten keine Brüche im Klang mehr erkennbar sein. Daher wurden gehäuft Streicher und überblasende Flöten verwendet.
Die Epoche von 1830 bis 1920 war im Orgelbau eine Phase technischer Innovationen und Weiterentwicklungen. Nun strebten neben den Städten und Klöstern überall auch die Dorfkirchengemeinden nach einer Orgel, was einerseits zu einem regelrechten Orgelbauboom führte, andererseits Großbetriebe hervorbrachte. Gegen Ende des 19. Jahrhunderts gab es in Deutschland fast keine Kirche ohne eine Orgel mehr.
In Deutschland vollzog sich die Entwicklung des romantischen Orgelbaus in drei Phasen.

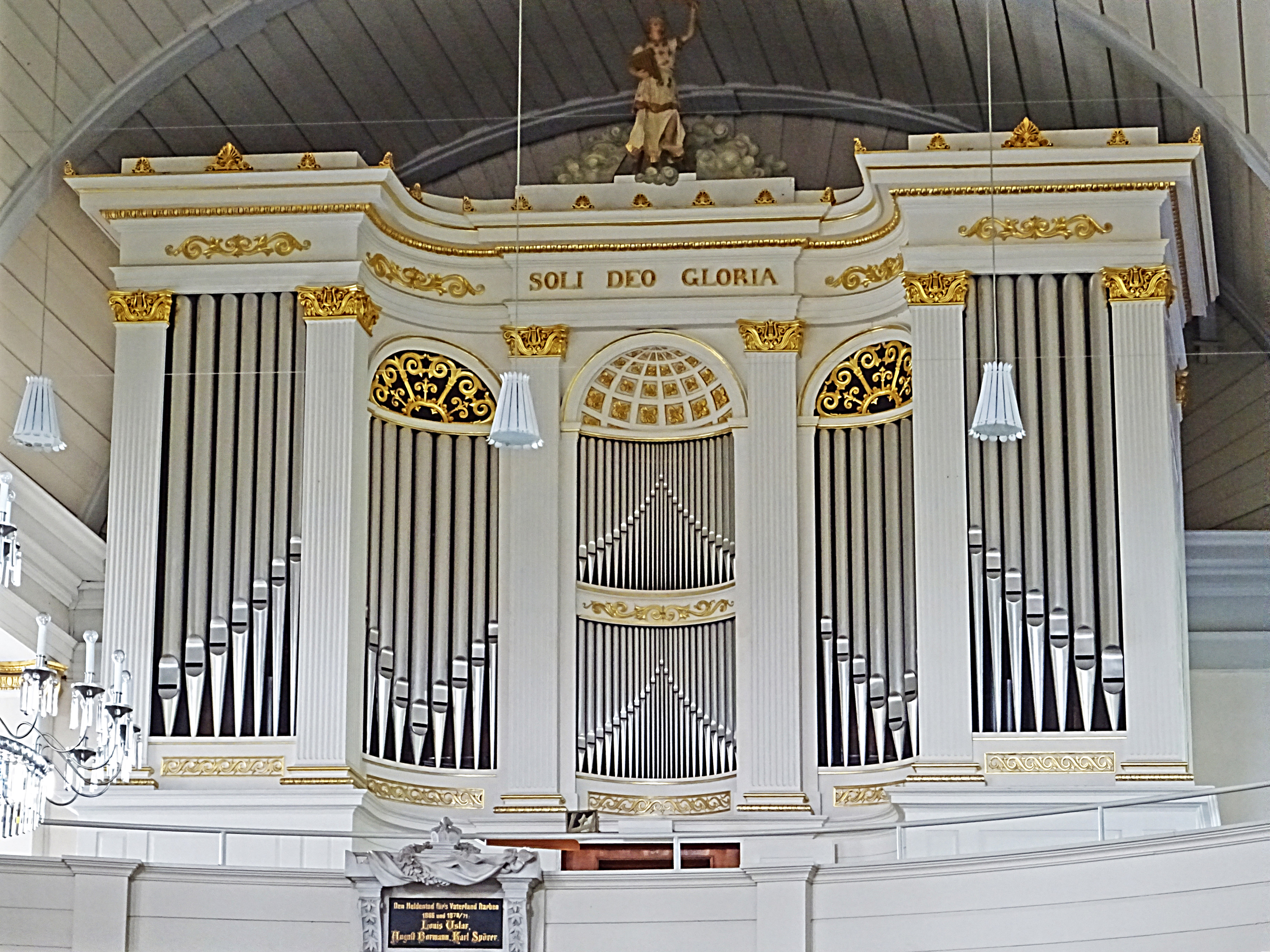
Frühromantische Orgel in Herzberg am Harz (Johann Andreas Engelhardt, 1845)

#### Frühromantischer Orgelbau in Deutschland (1830–1860)
Das Nebenmanual wurde meist als Hinterwerk oder Seitenwerk ohne eigenen Prospekt gebaut, Brustwerke und Rückpositive kamen nicht mehr zur Anwendung. Für den Gehäusebau wurden Rundbögen und „küchenschrankähnliche Verkleidungen“ typisch. Der Manualumfang wurde in der Regel bis f3 erweitert, der Pedalumfang blieb hingegen oft auf anderthalb Oktaven (bis f° oder g°) beschränkt. Die bis dahin gebräuchliche mitteltönige Stimmung und die wohltemperierten Stimmungen wurden endgültig durch die gleichschwebende Stimmung abgelöst. Vermehrt wurden durchschlagende Zungen gebaut.

#### Hochromantischer Orgelbau in Deutschland (1860–1890)

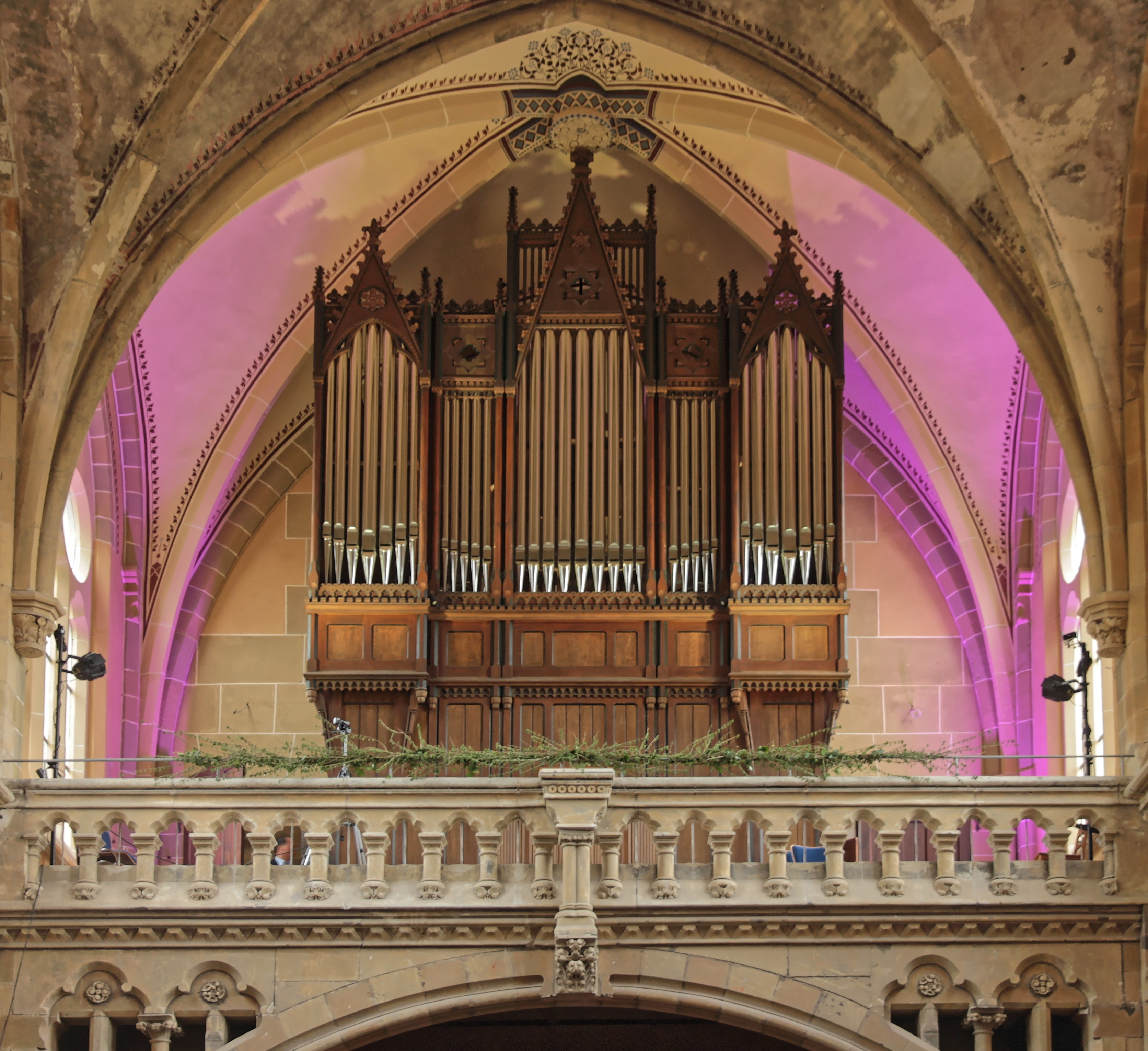
Hochromantische Orgel in Planitz (Eberhard Friedrich Walcker, 1876)

Wichtigstes Kennzeichen dieser zweiten Phase des Orgelbaus in Deutschland war ab etwa 1860 die Verdrängung der Schleiflade durch die Kegellade. Orgelbauer, die keine Kegelladen bauten, erhielten nach und nach keine Aufträge mehr. In den 1870er Jahren hatten sich alle größeren Werkstätten auf Kegelladen umgestellt.
Das Hauptwerk bekam nun deutlich mehr Kraft, vor allem durch die Terzmixturen, die sich allmählich durchsetzten, die Nebenmanuale traten dagegen deutlich zurück: Hier verschwanden mehr und mehr die Zungenstimmen. Systematisch wurden nun Kernstiche zur Verbesserung der Intonation angebracht. Freistehende Spieltische wurden nun zum Standard, die oft feste Kombinationen als Tritte oder Züge und – besonders in größeren Orgeln – erste Crescendovorrichtungen erhielten.

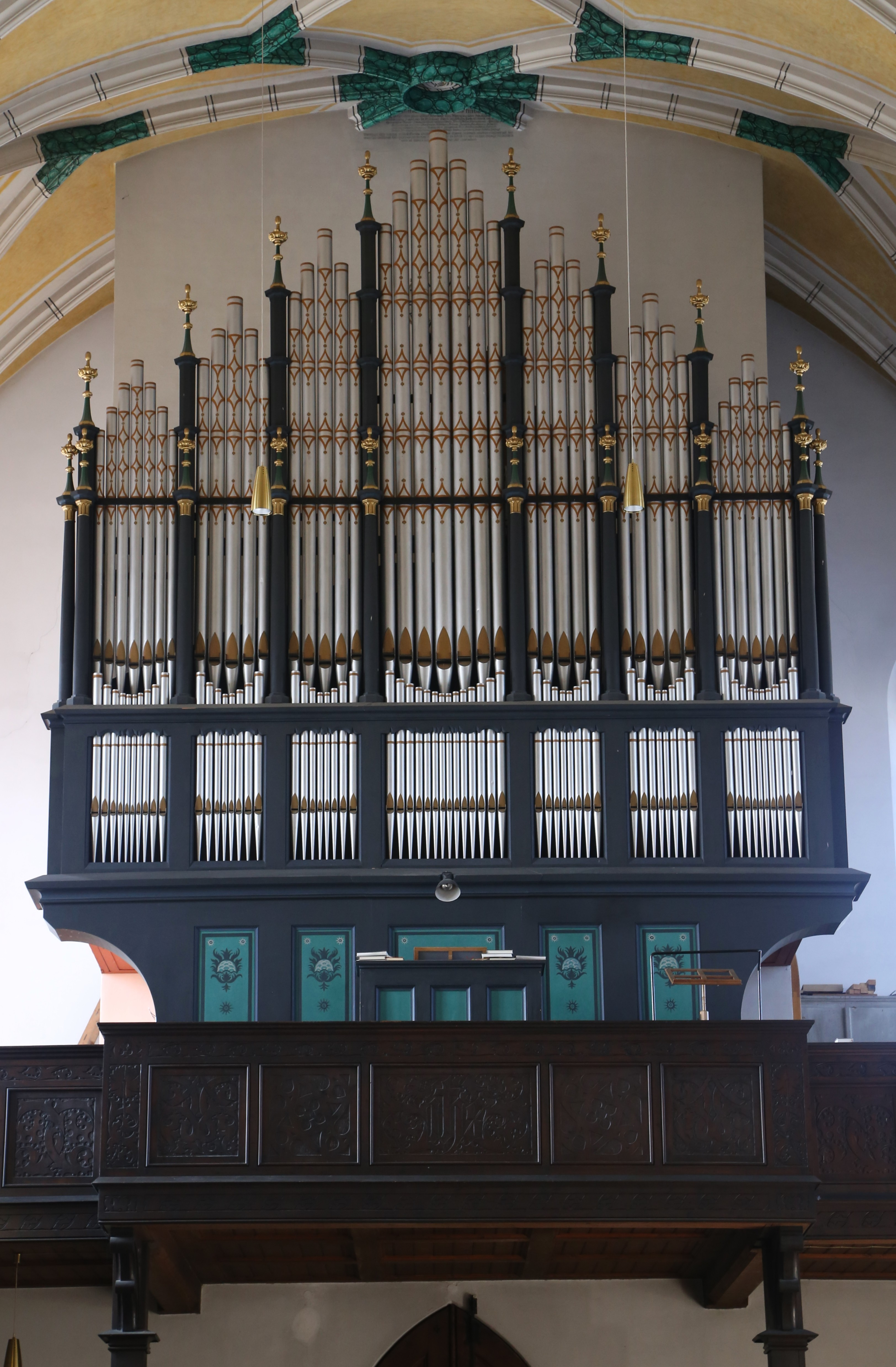
Spätromantische Orgel in Übersee (Willibald Siemann, 1914)

#### Spätromantischer Orgelbau in Deutschland (1890–1920)
Mit der Einführung der pneumatischen Traktur um 1890 begann in Deutschland die spätromantische Phase des Orgelbaus. Die Pneumatik brachte einige neue technische Möglichkeiten mit sich: So konnten durch freie Kombinationen erstmals Klangverbindungen vorprogrammiert werden. Sub- und Superoktavkoppeln schufen weitere Möglichkeiten. Viele Orgeln verfügten nun über eine Crescendowalze, die es ermöglichte, mittels einer mit dem Fuß zu bedienenden Walze oder eines Balanciertritts nach und nach alle Register der Orgel zuzuschalten, ohne die entsprechenden Registerknöpfe einzeln von Hand bedienen zu müssen.
Bereits 1833 hatte Walcker in Frankfurt das erste Schwellwerk errichtet. Dabei befindet sich ein Teil der Pfeifen innerhalb oder hinter dem Hauptgehäuse in einem Kasten mit jalousieartigen Schwelltüren, die mittels eines Fußtrittes am Spieltisch geöffnet oder geschlossen werden können. Dies macht eine stufenlose Veränderung der Dynamik möglich. In Deutschland blieben Schwellwerke bis 1890 eher die Ausnahme und konnten sich erst mit der Röhrenpneumatik durchsetzen. Ab 1910 wurden Schwellwerke dann auch in kleineren Orgeln gebaut.
In jedem Werk wurden jetzt sehr viele Register in der 8′-Lage (Äquallage) disponiert, darunter häufig Streicher. Im zweiten Manual tauchten meist Register ähnlicher Bauart in einem leiseren Typus auf. Dies diente zur Schattierung und zur Abstufung der Lautstärke. Streicher wurden nun auch als Schwebung gebaut. In kleineren Orgeln erhielt das zweite Manual häufig neben vier bis fünf 8′-Registern nur ein 4′-Register und keine weitere Stimme. In größeren Orgeln wurden gelegentlich Hochdruckregister wie Stentorgambe oder Seraphonflöte gebaut.

#### Symphonische Orgel in Frankreich

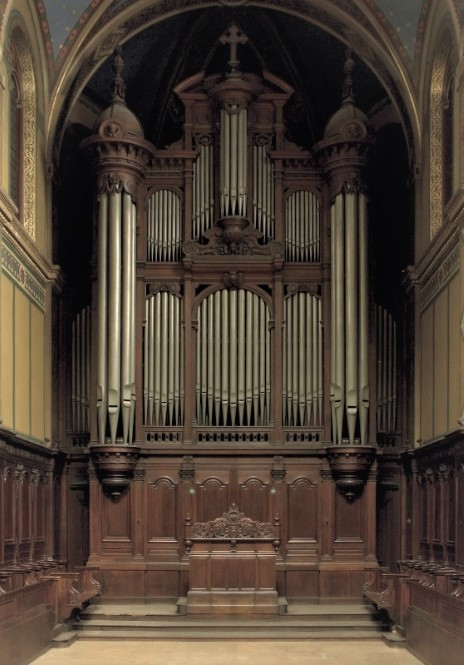
Französisch-symphonische Orgel in Lyon (Aristide Cavaillé-Coll, 1880)

Die französisch-romantische Orgel geht im Wesentlichen auf Aristide Cavaillé-Coll zurück. Sie besitzt in der Regel mechanische Trakturen, im Hauptwerk meist mit Barkerhebel und verfügt meist über ein Schwellwerk. Typisch sind die vielen Zungenregister, vor allem die schmetternden Trompeten, die überblasenden Flöten (Flûte harmonique genannt) und die schwebende Voix céleste im Schwellwerk.

#### Romantische Orgel in England
Die englisch-romantische Orgel ist gewissermaßen eine Synthese der deutsch-romantischen und der französisch-romantischen Orgel. Sie besitzt zarte Streicher und Soloregister in Abschattierungen neben höheren Registern und starken Trompeten, die oft als Hochdruckregister gebaut wurden.

### 20. Jahrhundert

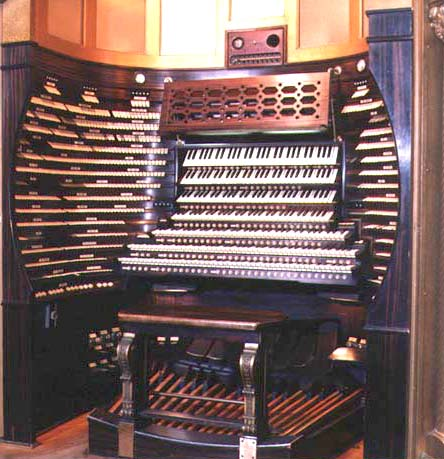
Spieltisch der Orgel der Boardwalk Hall in Atlantic City

#### Orgeln außerhalb von Sakralbauten
Spätestens seit Ende des 19. Jahrhunderts wurden vermehrt Orgeln in Konzertsälen und Anfang des 20. Jahrhunderts auch in den mit dem Stummfilm aufkommenden Lichtspielhäusern, dort als Kinoorgel bezeichnet, gebaut. Die Orgeln für Konzertsäle zeigten bereits erste Tendenzen der Universalorgel. Die Kinoorgel hingegen orientierte sich noch am Klangbild der romantischen Orgel. Hinzu kamen aber vermehrt Zungenstimmen, die trotz ihrer teilweise alten Bezeichnungen mitunter neu oder erheblich umkonstruiert wurden, und vor allem diverse Effektregister (Trommeln, Glocken, Klingeln, Xylophon und weitere Geräusche, wie zum Beispiel auch „Telefonklingeln“), die sich in anderen, vor allem in Sakralbauten stehenden, Orgeln nicht finden.
Zahlreiche technische Neuerungen (Pneumatik, Elektrik und neue Baumaterialien) machten es möglich, immer größere Instrumente sowie Fernwerke zu bauen. In diese Zeit fällt auch der Bau einiger Riesenorgeln. So entstanden in dieser Zeit die beiden bis heute größten Pfeifenorgeln der Welt in einer Veranstaltungshalle (Orgel der Boardwalk Hall in Atlantic City) und einem Kaufhaus (Wanamaker-Orgel in Philadelphia). Häufig wurde dabei auf das Multiplexsystem zurückgegriffen, bei dem aus einer Pfeifenreihe mit dem Transmissions- und Extensionsverfahren mehrere Register unterschiedlicher Fußtonlagen erzeugt werden. So können zum Beispiel aus einer 8′-Pfeifenreihe 4′-, 2 2⁄3′- und 2′-Register abgeleitet werden; das bedeutet, dass die vier Register die gleichen Pfeifen nutzen.

#### Orgelbewegung
Die sogenannte Orgelbewegung war eine Strömung etwa in der Zeit von 1920 bis 1970/1980. Sie legte ihren Schwerpunkt als bewusste Abkehr von der romantischen Orgel auf die Wiederbelebung der norddeutschen Orgel der Barockzeit und mündete nach dem Zweiten Weltkrieg in eine als Neobarock bezeichnete zweite Phase.

##### Orgelbau nach dem Ersten Weltkrieg

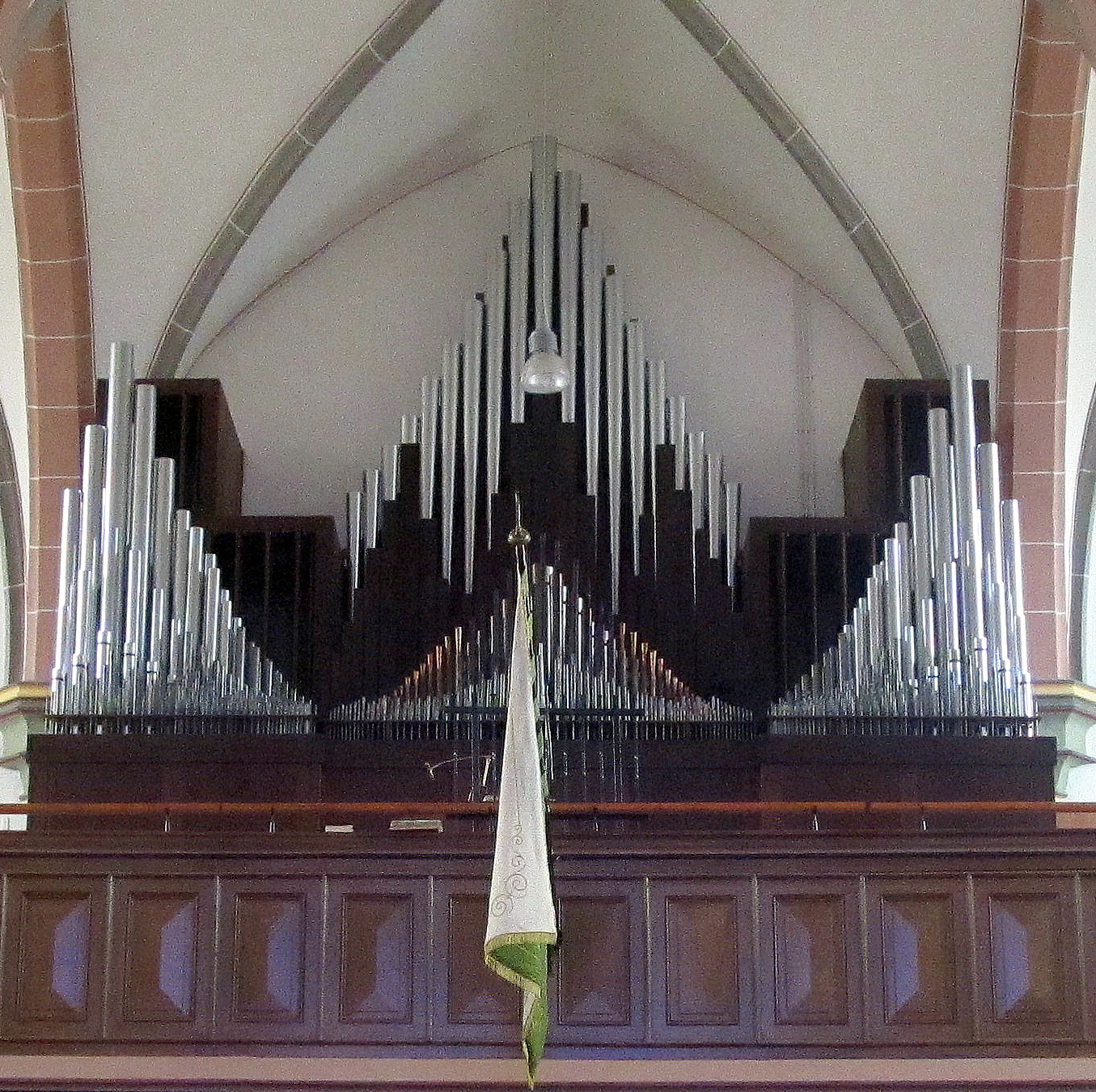
Orgel mit Freipfeifenprospekt aus der Zeit der frühen Orgelbewegung in Schiffweiler (Hans Klais 1933)

Mit dem Ersten Weltkrieg kam der Orgelbau in Deutschland zum Erliegen. Zu Beginn der 1920er Jahre wurden aus finanziellen und materiellen Schwierigkeiten kaum neue Orgeln erbaut.
Der von Wilibald Gurlitt initiierte Bau der Praetorius-Orgel in Freiburg (Walcker, 1921) führte zu einer Rückbesinnung auf die frühbarocke (norddeutsche) Orgel. Instrumente romantischen Klangcharakters wurden nun meist grundsätzlich als „Fabrikorgeln“ abgewertet. Dennoch wurden die Erfindungen der Spätromantik zunächst beibehalten: Freie Kombinationen, Oktavkoppeln, Transmissionen, Extensionen, elektropneumatische Trakturen. Die typischen Merkmale der neuen Ästhetik waren: Höher liegende und stärker besetzte Mixturen auch in den Nebenmanualen, Disponierung von Aliquoten, mehr Zungen als in der Spätromantik vor allem auch in den Nebenmanualen, deutlich weniger 8′-Register, Verzicht auf die Vox coelestis usw. Neubauten, die auch technisch an der Barockzeit orientiert waren, also mechanische Schleifladen aufwiesen, blieben die absolute Ausnahme. Die meisten Orgelbauer dieser Zeit strebten einen Mittelweg an, indem sie Merkmale der spätromantischen Orgel mit den Ideen der Orgelbewegung verbanden.

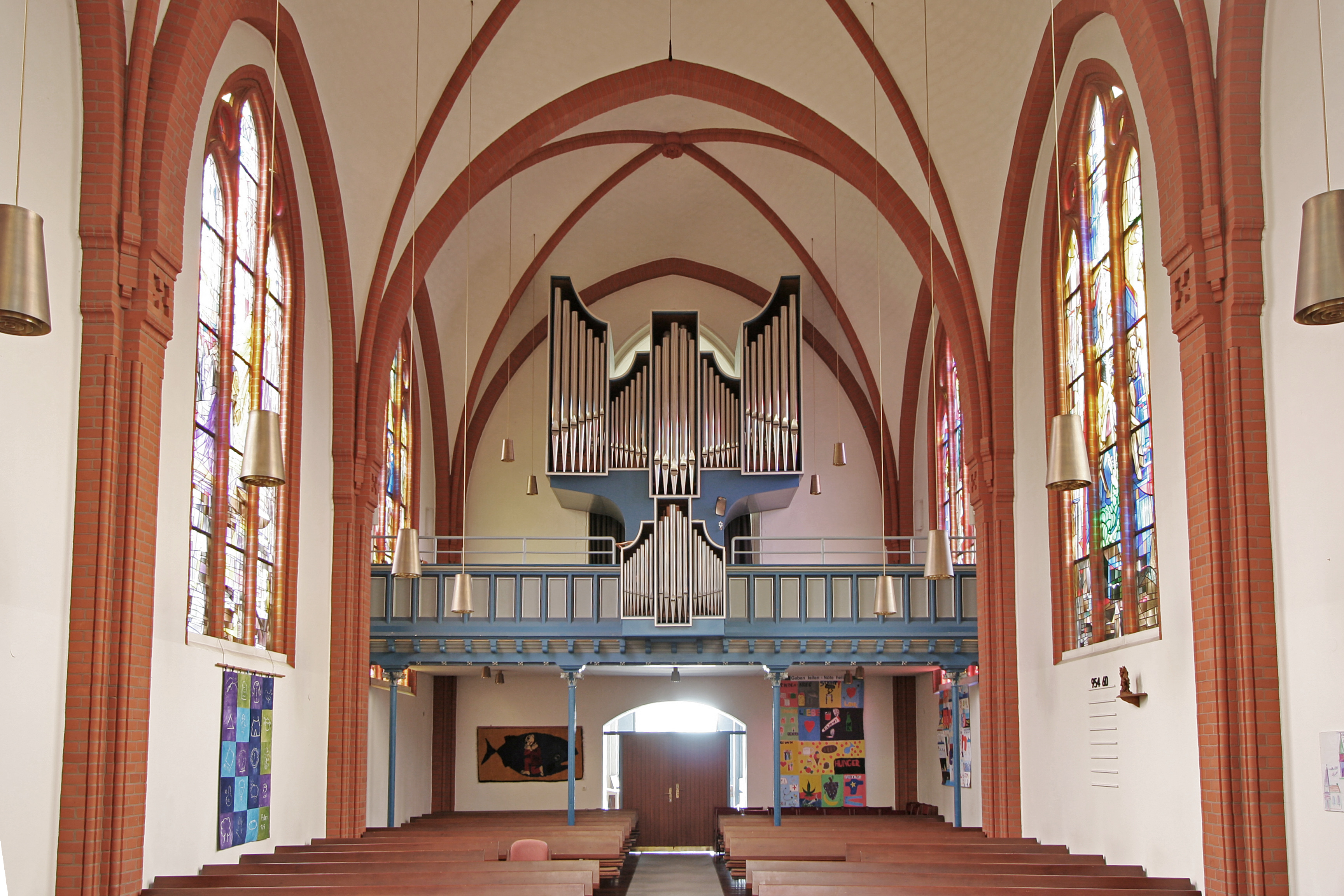
Neobarocke Orgel in Bremen (Alfred Führer, 1958)

##### Orgelbau nach 1945
Nach dem Zweiten Weltkrieg trat die Orgelbewegung in eine zweite Phase: Die Beschäftigung mit den in Vergessenheit geratenen barocken Klangidealen und Prinzipien des Orgelbaus führte nun zur Entwicklung „neobarock“ ausgerichteter neuer Orgeln und zu wachsendem Interesse an der Restaurierung barocker und vor-barocker Orgeln. Im Mittelpunkt standen nun neben klanglichen auch technische Fragen. Allerdings war die Rückkehr zur mechanischen Schleiflade noch nicht vollzogen. Elektrische Spieltrakturen wurden zurückgedrängt und die Kegellade geradezu verteufelt und nach 1965 praktisch nicht mehr gebaut. Stattdessen erhielten ab etwa 1965 die meisten Orgeln Schleifladen mit mechanischer Spiel- und (oft) elektrischer Registertraktur. In der Prospektgestaltung herrschte in den 1950er Jahren der Freipfeifenprospekt vor. Jedoch wurden auch Rückpositiv, Brustwerk und Oberwerk wieder modern, Schwellwerke wurden dagegen seltener gebaut.
Da im Zweiten Weltkrieg viele Instrumente verloren gegangen oder unbrauchbar geworden waren und die beiden großen Konfessionen vermehrt Kirchenneubauten unternahmen, setzte in Westdeutschland ein regelrechter „Orgelbauboom“ ein, der teilweise in einer tatsächlich „fabrikmäßigen“ Serienproduktion unter Verwendung von nicht alterungsbeständigen oder unerprobten Materialien (Windladen aus Sperrholz, Spieltrakturen unter Verwendung von Aluminium oder Kunststoff) mündete. Der Einsatz solcher Materialien galt seinerzeit als fortschrittlich und innovativ, erwies sich aber im Nachhinein als nicht sehr nachhaltig, da die Materialien oft nicht beständig waren. Die Instrumente erhielten viele sehr hochliegende Mixturen und zahlreiche Aliquoten. Die daraus resultierenden Orgeln zeichnen sich im Gegensatz zu denen des Barocks oft durch einen spitzen, teilweise sogar schrillen und schreienden Klang, schwaches Bassfundament und fehlende Kraft in der Mittellage aus. Die Orgelbewegung ist somit aus heutiger Sicht zwar weit über ihr Ziel hinaus geschossen, hat aber auch die historische Aufarbeitung der Orgelgeschichte erheblich beeinflusst und teilweise überhaupt erst initiiert.
Die von den Initiatoren in den 1950er bis 1970er Jahren als Fortschritt (oder auch Rückbesinnung) verstandenen Ziele (Rückkehr zu handwerklicher Fertigung, hellerer Klang, klarere Zeichnung der Stimmen) führten häufig zu heute nur schwer nachvollziehbaren Verlusten an Orgeln mit anderem Konzept. So mussten viele romantische Orgeln neuen Instrumenten mit steiler, „neobarocker“ Disposition (wenig Grundton, viel Oberton) weichen. Nicht nur wurden in diesen Jahrzehnten viele romantische Orgeln „barockisiert“, oder einem „Klangumbau“ unterzogen, oft wurden erhaltene (spät-)barocke Orgeln, besonders süddeutscher Provenienz, deren Disposition nicht barock genug erschien, den häufig sehr schematischen Prinzipien der Orgelbewegung angepasst. Durch solche Umbauten ging manchen Orgeln mehr originale barocke Substanz verloren als in der vorangehenden Romantik. Dennoch gab es auch erste stilgerechte Restaurierungen von Orgeln, beispielsweise durch Jürgen Ahrend und Gerhard Brunzema, zum Beispiel in Rysum (1960).
In Frankreich bildete sich in den 1920er Jahren der neoklassizistische Orgeltypus heraus (l’orgue néoclassique), der bei elektrischen Trakturen die Registerausstattung der französischen Spätromantik mit Einzelaliquoten und Mixturen sowie teilweise historisierenden Zungenstimmen anreicherte. Damit glaubte man ein universelles Instrument für Bach und die alten deutschen Meister wie für die gesamte französische Schule gefunden zu haben. Erst mit den 1970er Jahren traten in Frankreich verstärkt Instrumente auf, die sich an der klassischen französischen Orgel oder am norddeutschen Barock zu orientieren suchten.

#### Universal- und Stilorgel

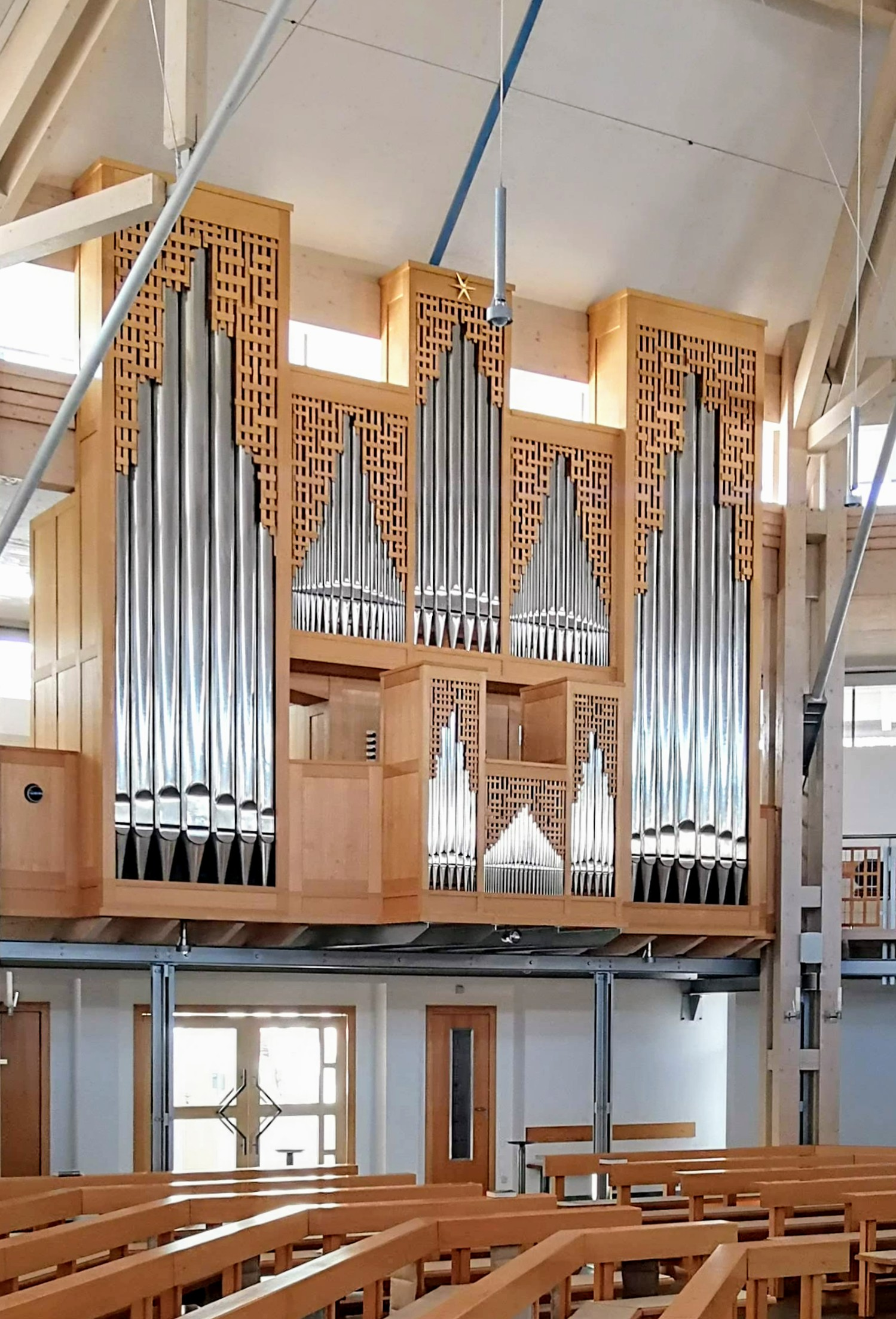
Neue Orgel im norddeutschen Barockstil in Herzogenaurach (Hendrik Ahrend, 2007)

Die Ausweitung des Organistenrepertoires, die vertiefte Beschäftigung mit Instrumenten anderer Länder und die nostalgische Wahrnehmung des 19. Jahrhunderts führten ab den 1970er Jahren zu einer Kritik der von der Orgelbewegung geprägten Instrumententypen. Wert und Berechtigung romantischer Orgeln und ihrer spezifischen Musik kamen wieder stärker ins Bewusstsein. In neuester Zeit geht der Trend dahin, bei Generalüberholungen von „barockisierten“ Orgeln des 19. und frühen 20. Jahrhunderts diese in den Originalzustand zurückzuführen. Zum Ende des 20. Jahrhunderts war die Anzahl der Neubauten angestiegen, da viele übereilt gebaute oder schlechte Nachkriegsinstrumente allmählich ersetzt werden mussten. Dabei bestand allerdings die Gefahr, dass auch bedeutende Orgeln des 20. Jahrhunderts aufgegeben wurden.
Seit den 1980er Jahren wird bei Neubauten vermehrt mit einer Art „Universalorgel“ experimentiert, die für alle Arten und Stile von Orgelliteratur bestmöglich geeignet sein soll. Bei größeren Orgeln (ab drei Manualen und ca. 40 Registern) kam man dabei zu brauchbaren musikalischen Ergebnissen, indem man ein Hauptwerk mit norddeutschem Plenum mit einem französisch-barocken Rückpositiv und einem französisch-symphonischen Schwellwerk verband. Allerdings ließen sich die technischen und die klanglichen Eigenschaften verschiedener Zeit- oder Regionalstile nur bedingt in einem Instrument vereinen. Bei kleineren Orgeln erwies sich die Vermischung von Stilelementen verschiedener Epochen als noch problematischer.
Dem in Deutschland vorherrschenden Ideal einer Orgel der stilistischen Synthese trat mit der wachsenden Bedeutung der historischen Aufführungspraxis zunehmend das des stilgetreuen Instruments gegenüber. Detaillierte wissenschaftliche Kenntnisse über den älteren Instrumentenbau und stetig gewachsene Erfahrungen durch sorgfältige Restaurierungen bieten dem heutigen Orgelbau die Möglichkeit, neue Instrumente nach Vorbildern aus verschiedenen Epochen und Kunstlandschaften anzubieten. Ein Beispiel für den Neubau im Stil einer spanischen Barockorgel ist die sogenannte Spanische Orgel in der Hof- und Stadtkirche St. Johannis in Hannover. Auch Rekonstruktionen untergegangener Instrumente werden vermehrt ausgeführt, so zum Beispiel der Orgel von Johann Andreas Silbermann in Villingen-Schwenningen (Gaston Kern, 2002).

### 21. Jahrhundert
Mit Beginn des 21. Jahrhunderts kam der Orgelbau aufgrund des Mitgliederschwundes der Kirchen teilweise zum Erliegen. Manche Kirchen in Deutschland und in anderen Ländern mussten aufgegeben werden. Als Folge konnten einige englisch-romantische Orgeln nach Deutschland transloziert oder in Neubauten integriert werden. Die Tendenz, Material von älteren Orgeln wiederzuverwenden, führt auch dazu, dass nun häufiger wieder Kegelladen zum Einsatz kommen. In kleineren Orgeln (bis etwa 15 Register) werden vermehrt Wechselschleifen eingesetzt, die es ermöglichen, Register eines Werkes von diesem unabhängig auf einem anderen spielbar zu machen.
Nennenswerte technische Fortschritte gibt es im Bereich der Spielhilfen und der elektrischen Traktur. Die Elektronik hat größere Setzeranlagen ermöglicht, teilweise sind auch schon Kirchenorgeln midifiziert worden, so dass diese mit einem PC verbunden und über diesen gesteuert werden können. Auch die Verbindung mit externen Klangerzeugern wie Synthesizern ist so möglich, wodurch sich neue Impulse für Komposition und Improvisation ergeben. Weiterhin wird geforscht, wie sich eine Art „Anschlagsdynamik“ auf der Orgel realisieren und wie sich das interaktive Verhalten einer mechanischen Traktur mechatronisch bei elektrischen Trakturen nachbilden lässt. Wo sich mechanische Trakturen nicht errichten lassen, verdrängen Lichtwellenleiter die elektrischen Trakturen in Orgelneubauten. Durch die Einführung digitaler Steuerungen als Ersatz für elektrische Trakturen ergeben sich viele neue technische Möglichkeiten: Ohne dass eigene Verkabelungen nötig werden, sind Sub- und Superkoppeln so nun nur noch Schaltungen, einzelne Manualwerke können als Floating division angelegt und an jedes Manual zugeschaltet werden, die Transposition in alle zwölf Töne der chromatischen Tonleiter ist ebenfalls als Schaltung möglich. Vermehrt werden einzelne Register nun als Auxiliar, zum Beispiel in 16′-, 8′- und 4′-Lage gebaut, wodurch eine Pfeifenreihe in allen Manualen und im Pedal als Transmission oder Extension angespielt werden kann.

#### Digitalorgeln
Digitale Konzert- und Sakral-Orgel kommen oftmals als Übungsinstrument in Privathäusern, in kleinen Kirchen und Kapellen oder als Interimsinstrument während Umbau- bzw. Neubauphasen der Pfeifenorgel zum Einsatz. Allerdings können die klanglichen Eigenschaften einer Pfeifenorgel, wie das räumliche Klangbild und die Resonanzwirkung, durch die bei elektronischen Orgeln verwendete Lautsprecherbeschallung nicht adäquat wiedergegeben werden, was von vielen Organisten und Zuhörern als unbefriedigend empfunden wird.

Versuche, Pfeifenorgeln mit digitalen Registern zu kombinieren (sogenannte Kombinations- oder Hybridorgeln), haben sich bis jetzt aufgrund naheliegender Probleme (Stimmung, Vermischungsfähigkeit der Register) bisher nicht durchsetzen können. Besonders in den USA werden jedoch des Öfteren kostenintensive Bassregister und Lingualregister sowie Effektregister digital ausgeführt.

## Historische Orgeln

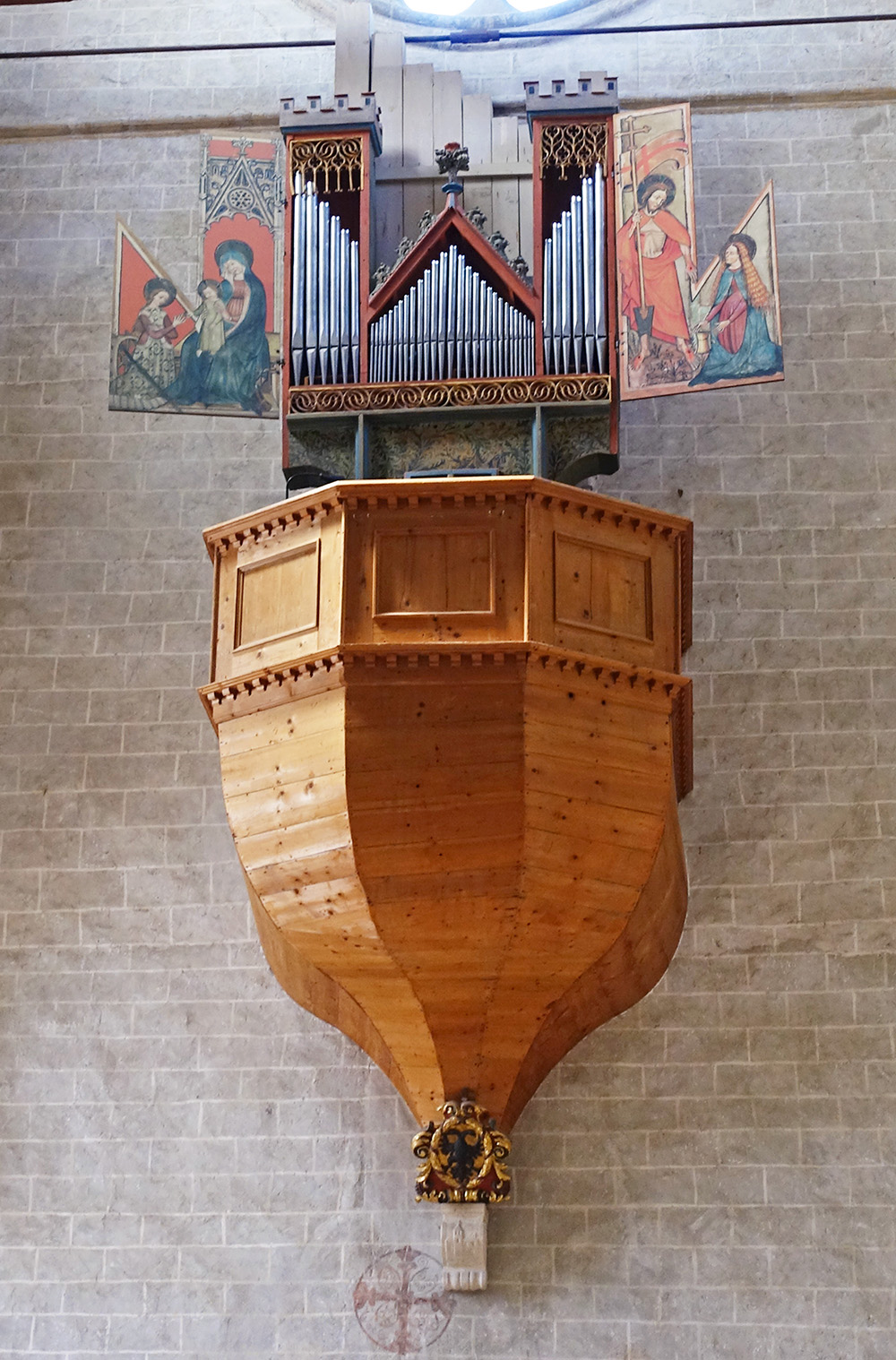
Orgel der Basilique de Valère in Sitten (Schweiz) aus spätgotischer Zeit, um 1435

Es gibt nur wenige ältere Instrumente, die in ihrer originalen Substanz im Wesentlichen erhalten sind. Orgeln wurden in der Vergangenheit immer wieder umgebaut, erneuert und dem jeweiligen Zeitgeschmack (Disposition, Intonation, Stimmung, Technik) angepasst. Manchmal sind nur noch Spuren der ursprünglichen Technik zu entdecken, und oft sind überhaupt nur Teile des Pfeifenwerks erhalten – womöglich in modifizierter Form. Äußerst selten wurden Werke in ihrer historischen ungleichstufigen Stimmung belassen. So kommt es beispielsweise häufig vor, dass sich hinter einem barocken Orgelprospekt Technik des 20. Jahrhunderts verbirgt.
Bei der Wiederherstellung historischer Orgeln spricht man entweder von Restaurierung (wenn das vorhandene Material den angestrebten Zustand noch erkennen lässt) oder von Rekonstruktion (wenn große Teile des Werkes der Zielvorstellung entsprechend neu gebaut werden müssen). Regelmäßig entstehen dabei Konflikte mit dem Grundsatz des Denkmalschutzes, dass die Erhaltung des vorhandenen „gewachsenen“ Zustandes der Rückgewinnung eines verlorenen vorzuziehen ist.
Selbst bestimmte Orgeln aus der ersten Hälfte des 20. Jahrhunderts können schon als historisch und erhaltenswert angesehen werden. Diskutiert wird zurzeit in Einzelfällen, ob sogar Orgeln der Orgelbewegung als erhaltenswert gelten können und sollten.

## Stimmungen
Es ist davon auszugehen, dass die ersten Orgeln die pythagoreische Stimmung genutzt haben. Erst durch die zunehmende musikalische und technische Entwicklung der Orgel konnte sich eine modifizierte reine Stimmung durchsetzen. Die mitteltönige Stimmung entstand im 16. Jahrhundert und wurde bis ins 18. Jahrhundert als Orgelstimmung verwendet. Zur Vermeidung der Differenz des syntonischen Kommas wurden dabei leicht verkleinerte Quinten eingeführt, von denen vier aufeinandergeschichtet eine reine große Terz bilden.
Im Laufe des 17. Jahrhunderts wurde die Beschränkung auf zentrale Tonarten zunehmend als störend empfunden. Es entstanden die wohltemperierten Stimmungen. Beispiele hierfür sind die Stimmungen von Andreas Werckmeister, insbesondere die sogenannte Werckmeister-III-Temperatur, oder die Stimmungen des Orgelbauers Gottfried Silbermann. Dennoch waren viele Orgeln bis weit ins 18. Jahrhundert hinein mitteltönig gestimmt. Erst im 19. Jahrhundert setzte sich die gleichstufige Temperatur schließlich allgemein als Standard durch.
Heute gibt es wieder vermehrt Diskussionen darüber, wie Orgeln gestimmt werden sollen. Viele historische Kompositionen gehen von unterschiedlichen Klangeigenschaften verschiedener Tonarten und Akkorde aus, die auf gleichstufig gestimmten Instrumenten nicht reproduzierbar sind; dieses ist insbesondere für die historische Aufführungspraxis von Bedeutung. Orgeln werden daher heute oft – als Kompromiss – in einer gemäßigten Temperierung gestimmt.
Die Stimmtonhöhe unterschied sich innerhalb Europas sehr, je nach Zeit und Region. Eine Tendenz zur Vereinheitlichung setzte im 17. Jahrhundert ein. In der ersten Hälfte des 18. Jahrhunderts wurden Orgeln meist entweder im Kammerton (etwa einen Halbton tiefer als heute), im Orgelton (bis zu einer kleinen Terz höher als heute) oder im dazwischen liegenden Cornet-Ton gebaut und gestimmt. Seit 1858 galt als Standard a1 = 435 Hz. 1939 wurde die heutige Stimmtonhöhe von a1 = 440 Hz (bei 18 °C) festgesetzt.
Die Stimmtonhöhe der Orgel ist auch abhängig von der Lufttemperatur. Die Verstimmung beträgt zwar nur wenige Cent pro Grad Celsius, kann aber unter Umständen sogar einen Viertelton betragen. Selbst die Wärmeabgabe des Gebläsemotors, Sonneneinstrahlung oder Berührung (zum Beispiel beim Stimmen) können zu Verstimmungen der Orgelpfeifen führen. Auch Luftdruck und Luftfeuchtigkeit spielen dabei eine Rolle.

## Orgelmusik

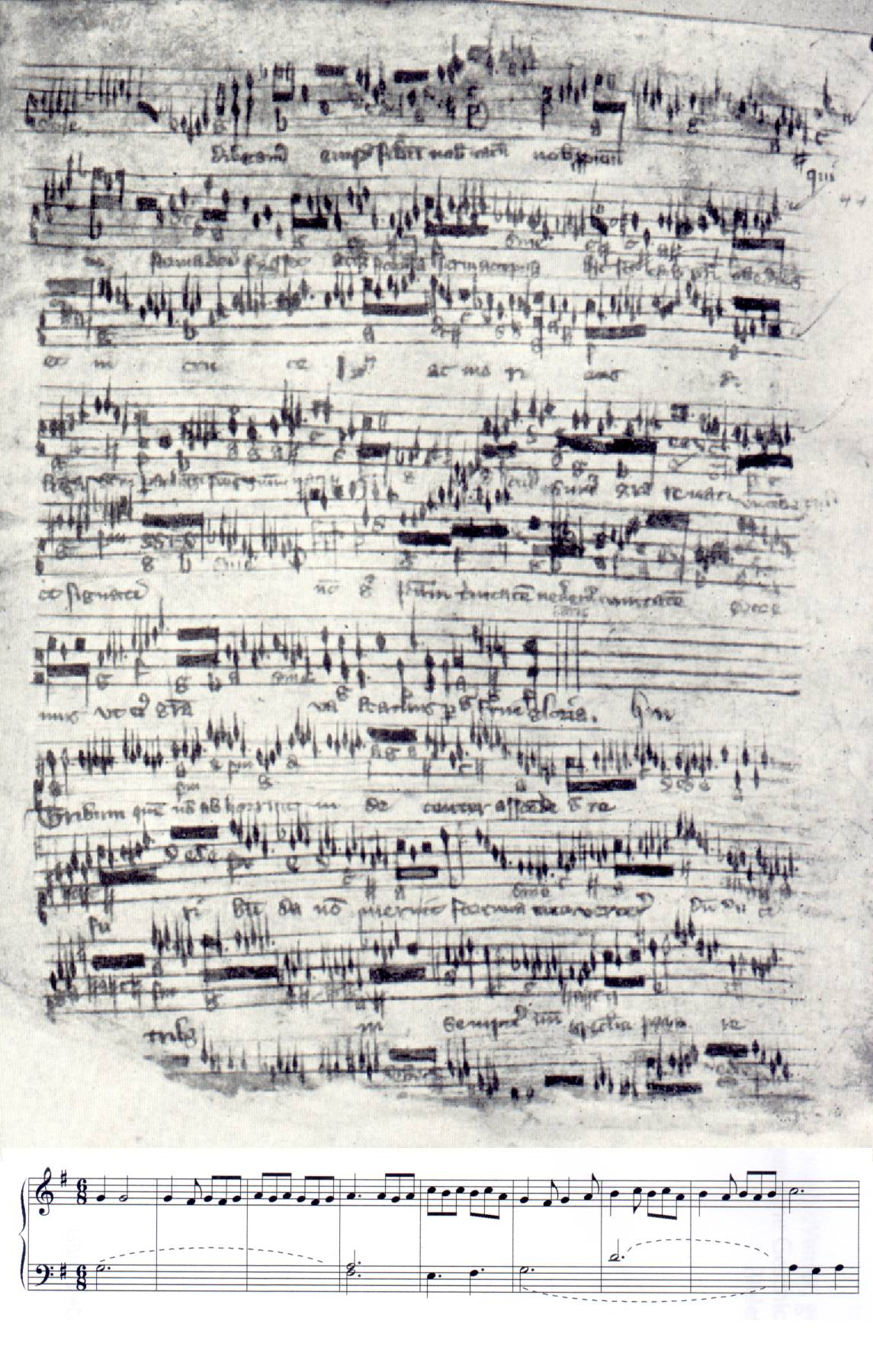
(Digitalorgel)

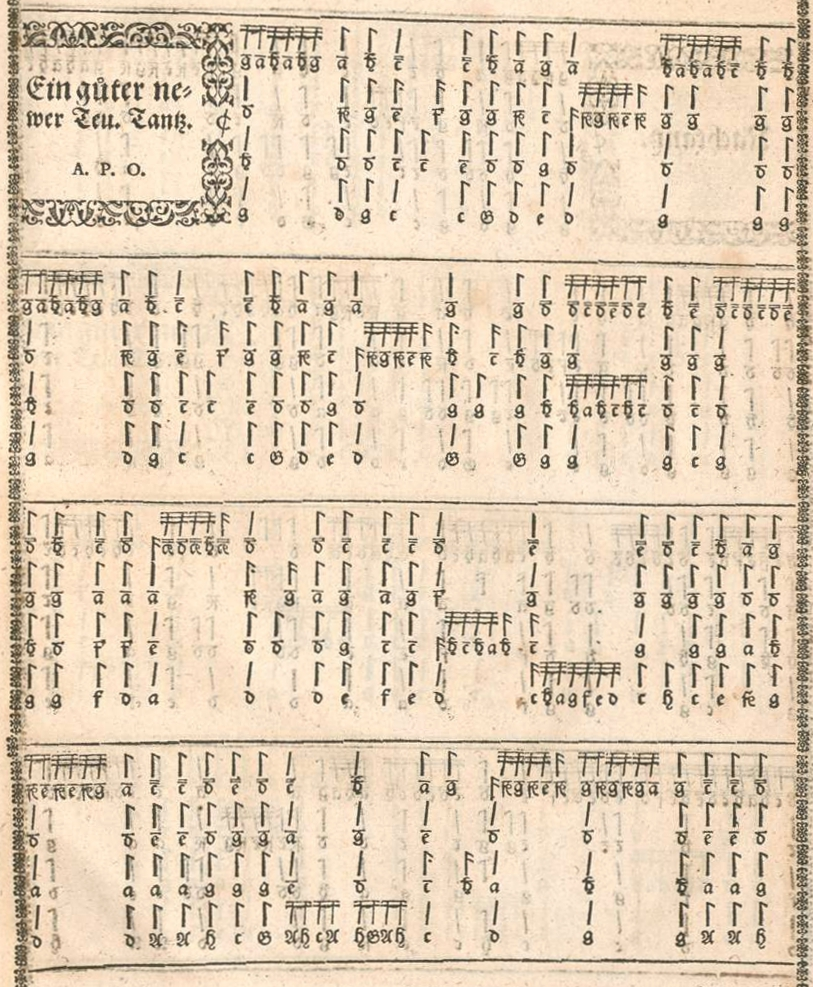
(Digitalorgel per MIDI)

### Historischer Überblick
Als älteste schriftlich überlieferte Orgelmusik gilt die Musik aus dem Robertsbridge Codex (Appendix um 1350). Einige wenige Quellen stammen aus spätgotischer Zeit, so der Codex Faenza (um 1420), die Orgelstücke aus der Predigtsammlung aus Winsen (1431), die Oldenburger Orgeltabulatur des Magister Ludolf Lying (1445) und die Tabulatur des Adam Ileborgh aus Stendal (1448). Aus der Zeit des musikalischen Umbruchs vom Mittelalter zur Renaissance stammt das für damalige Verhältnisse sehr umfangreiche Buxheimer Orgelbuch (1460/1470).
Im 16. Jahrhundert erschienen bereits zahlreiche, in Tabulaturen erfasste Orgelstücke. Die Orgelmusik erlebte ihre erste Blütezeit. Bekannte Vertreter dieser Epoche sind u. a. Arnolt Schlick (~1460~1521), Leonhard Kleber (~1495–1537), Hans Kotter (~1485–1541), Antonio de Cabezón (1510–1566) und Jacob Paix (1556–1623?). Durch den Dreißigjährigen Krieg sind jedoch in einem nicht mehr nachvollziehbaren Maße Quellen und Orgeln aus Mittelalter und Renaissance verloren gegangen.
In der Zeit des Barock erlebte die Orgelmusik ihren zweiten Höhepunkt. Die in jener Zeit voll ausgebildeten, regional stark unterschiedlichen Orgeltypen führten zu entsprechend vielfältiger und ebenso unterschiedlicher Orgelmusik. Orgelmusik aus der Zeit des Barocks ist heute noch fester Bestandteil vieler Orgelkonzerte, was auch damit zu tun hat, dass aus dieser Zeit sehr viele Quellen, aber auch etliche Orgeln bis heute überdauert haben.
Die berühmtesten Komponisten barocker Orgelmusik waren:
- im norddeutschen Raum: Heinrich Scheidemann (1596–1663), Franz Tunder (1614–1667), Dieterich Buxtehude (1637–1707), Johann Adam Reincken (1643–1722), Vincent Lübeck (1654–1740), Georg Böhm (1661–1733), Nicolaus Bruhns (1665–1697)
- im mitteldeutschen Raum: Samuel Scheidt (1587–1654), Johann Pachelbel (1653–1706), Johann Kuhnau (1660–1722), Friedrich Wilhelm Zachow (1663–1712), Johann Gottfried Walther (1684–1748) und nicht zuletzt Johann Sebastian Bach (1685–1750)
- im süddeutschen Raum: Johann Jakob Froberger (1616–1667), Johann Caspar Ferdinand Fischer (~1665–1746), Gottlieb Muffat (1690–1770)
- in den Niederlanden: Jan Pieterszoon Sweelinck (1562–1621)
- in Frankreich: François Couperin (1668–1733), Louis Marchand (1669–1732), Nicolas de Grigny (1672–1703), Louis-Nicolas Clérambault (1676–1749)
- in Italien: Girolamo Frescobaldi (1583–1643), Domenico Zipoli (1688–1726)
- in Spanien: Francisco Correa de Arauxo (1584–1654), Juan Bautista José Cabanilles (1644–1712)

Mit dem Ende der Barockzeit Mitte des 18. Jahrhunderts ließ das Interesse an der Orgel stark nach. Nach einer längeren Pause in der Klassik erlebte die Orgelmusik ihren dritten Höhepunkt in der Zeit der Romantik, in der sich neben dem wiedererwachten Interesse an alten Formen, die mit der neuen Tonsprache verbunden wurden, auch die sinfonische Orgelmusik herausbildete. Berühmte Vertreter dieser Epoche sind u. a. Felix Mendelssohn Bartholdy (1809–1847), Johannes Brahms (1833–1897) und Max Reger (1873–1916) in Deutschland sowie César Franck (1822–1890), Jacques-Nicolas Lemmens (1823–1881), Alexandre Guilmant (1837–1911) und Charles-Marie Widor (1844–1937) in Frankreich.
In der ersten Hälfte des 20. Jahrhunderts entstand eine besondere neoklassizistische Schule (Siegfried Reda, Johann Nepomuk David), andererseits fand eine Weiterentwicklung der sinfonischen Musik für Orgel statt (Sigfrid Karg-Elert, Louis Vierne, Charles Tournemire, Marcel Dupré, Maurice Duruflé, Jean Langlais). Auch Komponisten der dodekaphonen und nachfolgend der seriellen Musik schrieben für die Orgel. Einer ihrer Vertreter ist Olivier Messiaen. Der verstärkte Orgelbau außerhalb von Sakralbauten (Kinoorgel, Orgel im Konzertsaal) führte dazu, dass nun auch wieder vermehrt weltliche Musik auf der Orgel gespielt wurde. Mit dem Aufkommen elektromechanischer Orgeln und später elektronischer Orgeln wurde jedoch der Großteil dieser neuen weltlichen Orgelmusik auf diese Instrumente verlagert.
Seit der zweiten Hälfte des 20. Jahrhunderts werden auch experimentelle Elemente und neue kompositorische Verfahren verwendet (Cluster bei György Ligeti, graphische Notation bei Mauricio Kagel). Daneben fließen aber auch Elemente älterer Epochen (Gregorianik, Mittelalter, Renaissance, Barock) und genrefremder Musikrichtungen (Blues, Jazz, Rock) in die Orgelmusik ein. Auch Anleihen bei der Filmmusik sind zu beobachten, wobei es hier primär nicht um die Wiederbelebung der alten Kinoorgeltradition geht.

### Orgellandschaften und Funktionen der Orgelmusik
Ein zweites Unterscheidungskriterium neben der historischen Zuordnung ist das der Orgellandschaft, da Orgelmusik oft für ganz bestimmte Instrumente oder Instrumententypen geschrieben oder zumindest von ihnen inspiriert wurde.
Ein drittes Unterscheidungskriterium ist der Unterschied zwischen geistlicher und weltlicher Orgelmusik.
- Als weltliche Orgelmusik gilt religionsunabhängige Musik, zum Beispiel die antike Orgelmusik auf der Hydraulis, die Bearbeitungen von Tänzen und weltlichen Liedern in der Zeit der Renaissance, die üblicherweise auf Hausorgeln, Positiven und Regalen wiedergegeben wurden, oder auch die Stummfilmbegleitung auf der Kinoorgel.
- Als geistliche Orgelmusik gilt, was im Rahmen von religiösen Zeremonien gespielt wird oder auf religiösem Liedgut basiert. Dazu gehört zum Beispiel bis auf wenige Ausnahmen die Orgelmusik, die im Rahmen eines christlichen Gottesdienstes gespielt wird (liturgisches Orgelspiel). Im Bereich der geistlichen Orgelmusik ist darüber hinaus eine Differenzierung zwischen „choralgebundener“, also auf einem geistlichen Lied basierender, und „freier“ Literatur üblich.

### Solistisches Orgelspiel und Improvisation

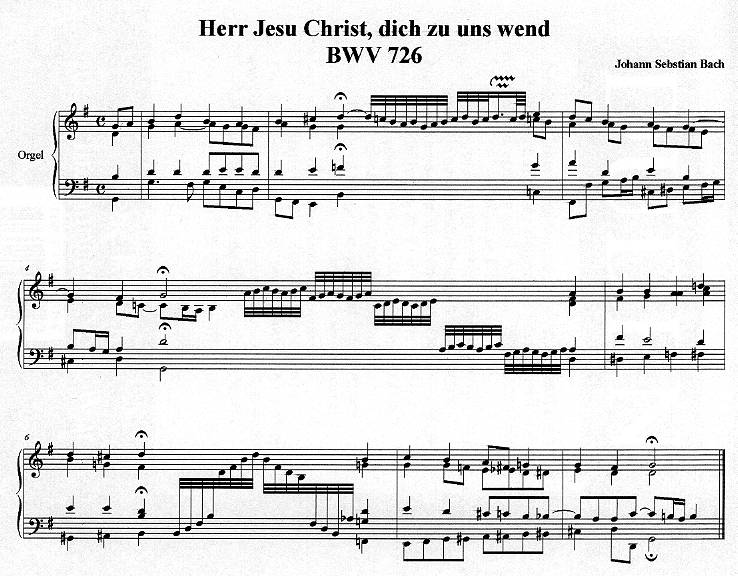
(Digitalorgel per MIDI)

Am künstlerisch bedeutsamsten ist das solistische Orgelspiel. Seit dem Barock sind dessen wichtigste Formen: Praeludium, Toccata, Fantasie, Voluntary, Tiento, Chaconne, Passacaglia, Ricercar, Fuge, Variation, Suite, Sonate, Triosonate und Orgelsinfonie; wobei auch die Kombination einer Fuge mit einem vorangehenden weiteren Stück (zum Beispiel Präludium, Toccata oder Fantasie) häufig vorkommt. Diese Orgelstücke werden als „freie“ Orgelmusik bezeichnet, weil ihnen vom Komponisten frei verfasste Themen zugrunde liegen. Hinzu kommen choralgebundene Kompositionen: gregorianischer Choral beziehungsweise protestantische und katholische Kirchenlieder, die teilweise auch in den zuvor beschriebenen Formen komponiert sind. Eine häufige Form der Orgelbearbeitung eines meist protestantischen Kirchenliedes ist die
Choralbearbeitung.
Die Improvisation ist mit der Orgel eng verbunden. Dies liegt unter anderem daran, dass ein Musiker auf der Orgel eine mehrstimmige Improvisation allein, also ohne Zusammenwirken mit anderen Instrumenten, gestalten kann. Zum anderen ist gerade beim Kontakt mit einer dem Musiker unbekannten Orgel die Improvisation eine sehr gute Möglichkeit, das Instrument kennenzulernen, ohne durch mit komponierten Stücken verbundene Klangvorstellungen eingeengt zu sein.
Die Improvisation ist in der geistlichen Orgelmusik äußerst wichtig und in jeder kirchenmusikalischen Ausbildung fester Bestandteil der Lehre; sie ist ebenfalls in Form von Choralvorspielen und Intonationen fester Bestandteil des liturgischen Orgelspiels und entstand aus den eher funktionalen Ansprüchen an die Musik im Gottesdienst.
In der weltlichen Orgelmusik ist die Improvisation seit je her ein Begleiter der Orgel. Ein Beispiel dafür ist die musikalische Untermalung von Stummfilmen auf der Kinoorgel. Hierbei wird fast immer improvisiert, wobei der ausführende Musiker dies in Echtzeit zum laufenden Film zu bewerkstelligen hat. Normalerweise ist das nur möglich, wenn der Musiker den Film bereits kennt.

### Kammer- und Orchestermusik
Die Orgel in der hier beschriebenen Form spielt in der Kammermusik keine große Rolle. Kleinere Orgeln sind seit dem Barock besonders als Generalbass-Instrument verbreitet. Orchestermusik mit Orgel wurde zunächst im Barock besonders in den Orgelkonzerten Georg Friedrich Händels, seltener zur Zeit der Klassik, sowie dann mit großer Orgel vereinzelt in der Romantik gepflegt – im letzteren Fall, um den gegen Ende des 19. Jahrhunderts immer riesigeren Orchestern noch mehr Klangfarbenvielfalt zu geben und den Tonraum bis in die Subkontraoktave (32′-Register der Orgel) zu erweitern.

## Spielpraxis

### Spieltechnik

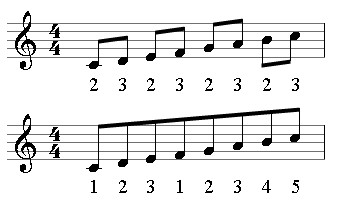
Ein möglicher historischer Fingersatz (oben) und eine moderne Variante (unten)

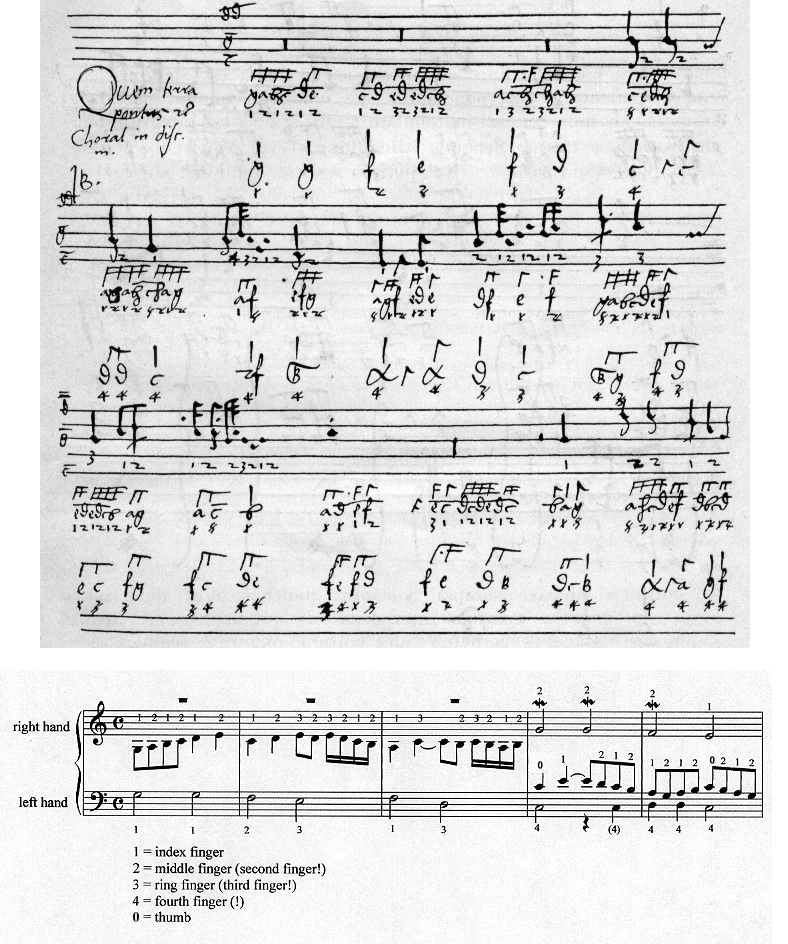
Der Beginn eines Orgelsatzes aus dem Fundamentbuch von Hans Buchner (Komponist), Tabulatur und Transkription mit originalem Fingersatz

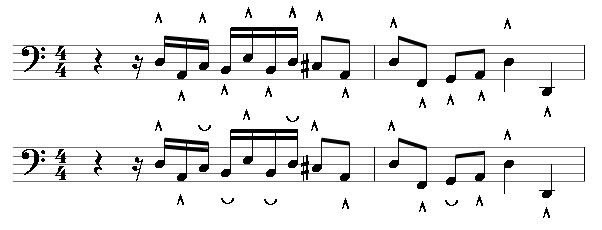
Unterschiedliche Pedaltechnik: „barocker“ (oben) und „romantischer“ Fußsatz (unten)

Für die Technik des Manualspiels ist der Druckpunkt der Tasten entscheidend. Bei mechanischen Orgeln liegt er eher am Beginn des Tastenweges (wie beim Cembalo), da zunächst der auf dem Ventil lastende Luftdruck überwunden werden muss. In diesem Fall kann durch unterschiedliches Angehen des Druckpunktes auch die An- und Absprache der Pfeife beeinflusst werden. Hier ist ein deutlicher Unterschied zum Klavier festzustellen, bei dem die Saite erst am Ende des Tastenweges angeschlagen wird. Daher wird bei der Orgel, anders als beim Klavier, das Spiel aus den Fingern bevorzugt, wenn der jeweils benötigte Kraftaufwand es zulässt, und die Hand nicht von den Tasten abgehoben, um Schwung für einen Anschlag zu holen.
Bei pneumatischen oder elektronischen Trakturen hingegen ist der Druckpunkt nicht spürbar, da der Gegendruck der Taste nicht vom Ventil herrührt, sondern durch eigene Federn hergestellt wird. Der Kraftaufwand ist gering, so dass vollgriffige Musik leichter umgesetzt werden kann. Allerdings kann der Vorgang der Ventilöffnung nicht beeinflusst werden. Pneumatische Trakturen erschweren zudem durch ihre langsame Reaktion das Artikulieren und erfordern eine Gewöhnung des Spielers. Auf der Orgel wird in der Regel stärker phrasiert und artikuliert als auf Tasteninstrumenten mit Saiten, da der Ton nicht verklingt.
Das Pedalspiel kann sowohl mit den Spitzen als auch mit den Fersen (Absatz) beider Füße erfolgen. Dadurch kann bis zu vierstimmig gespielt werden, was in der Praxis jedoch selten vorkommt. Ein wichtiges Mittel ist das Vor- oder Hintersetzen eines Fußes, auch das Gleiten von Taste zu Taste wird eingesetzt. Der Fußsatz kann wie der Fingersatz durch spezielle Zeichen in die Noten eingetragen werden, die jedoch nicht von allen Organisten gleich verwendet werden. Bis ins 19. Jahrhundert wurde von vielen Organisten das Spiel mit der Spitze bevorzugt, oft schon wegen der Bauform der Pedaltasten, die den sinnvollen Gebrauch des Absatzes nur bei Kombinationen zwischen Unter- zu Obertasten ermöglichte. Die Germani-Technik (nach Fernando Germani) stellt Spitze und Absatz gleich, womit erstmals ein strenges Legato auch im Pedal möglich war.
Beim Spiel Alter Musik wird heute wieder auf historische Finger- und Fußsätze sowie auf eine sensible Artikulation Wert gelegt. Auch die Ausführung der Ornamentik spielt dabei eine große Rolle.
- „barocke“ Spielweiseⓘ/?
- „romantische“ Spielweiseⓘ/?

Es handelt sich bei dem Beispiel um den Beginn des Orgelchorals „Wer nur den lieben Gott läßt walten“ (BWV 642) von Johann Sebastian Bach, gespielt auf einer Kleinorgel von Bruno Christensen & Sønner (I/7, 1980)

### Pädagogik
Im Gegensatz zu vielen anderen Instrumenten kann man das Orgelspiel in der Regel nicht an Musikschulen erlernen. Neben den Konservatorien oder Musikhochschulen unterrichten in erster Linie hauptamtliche Kirchenmusiker. Da auch ein Übungsinstrument benötigt wird, ist, wenn kein spezielles Übungsinstrument (etwa in einer Hochschule) zur Verfügung steht, meistens eine enge Zusammenarbeit mit einer örtlichen Kirchengemeinde vonnöten. Als Gegenleistung fordert diese häufig Mithilfe an der musikalischen Gottesdienstgestaltung. Seit dem Aufkommen der digitalen Sakralorgel stehen jedoch auch Übungsinstrumente für den Hausgebrauch zur Verfügung, wodurch sich die in früheren Zeiten bestehende Abhängigkeit von einer Kirchengemeinde relativiert. Oft spielen angehende Organisten schon ausreichend Klavier, wobei die erheblichen Unterschiede in der Spieltechnik nicht unterschätzt werden dürfen. Ein Studium am Klavier kann die Orgel, nicht nur wegen des fehlenden Pedals, nicht ersetzen. Auch wird von vielen Pädagogen das Klavierspiel als Voraussetzung für das Orgelspiel gefordert. Aus spieltechnischer Sicht ist die Beherrschung des Klavierspiels zum Erlernen des Orgelspiels nicht notwendig.
Systematische Schulwerke sind erst seit Mitte des 19. Jahrhunderts überliefert. Zu den bekanntesten Werken zählen die „Orgelschulen“ von Karl Straube, Ernst Kaller, Marcel Dupré oder Rolf Schweizer, die sich allerdings fast nur mit dem Literaturspiel beschäftigen. Im Bereich der Improvisation gibt es nur wenig etablierte Literatur, so dass Improvisation weitestgehend im Unterricht und fächerübergreifend in den Bereichen Tonsatz, Komposition sowie Musiktheorie weitergegeben wird.

## Anschaffung und Wartung

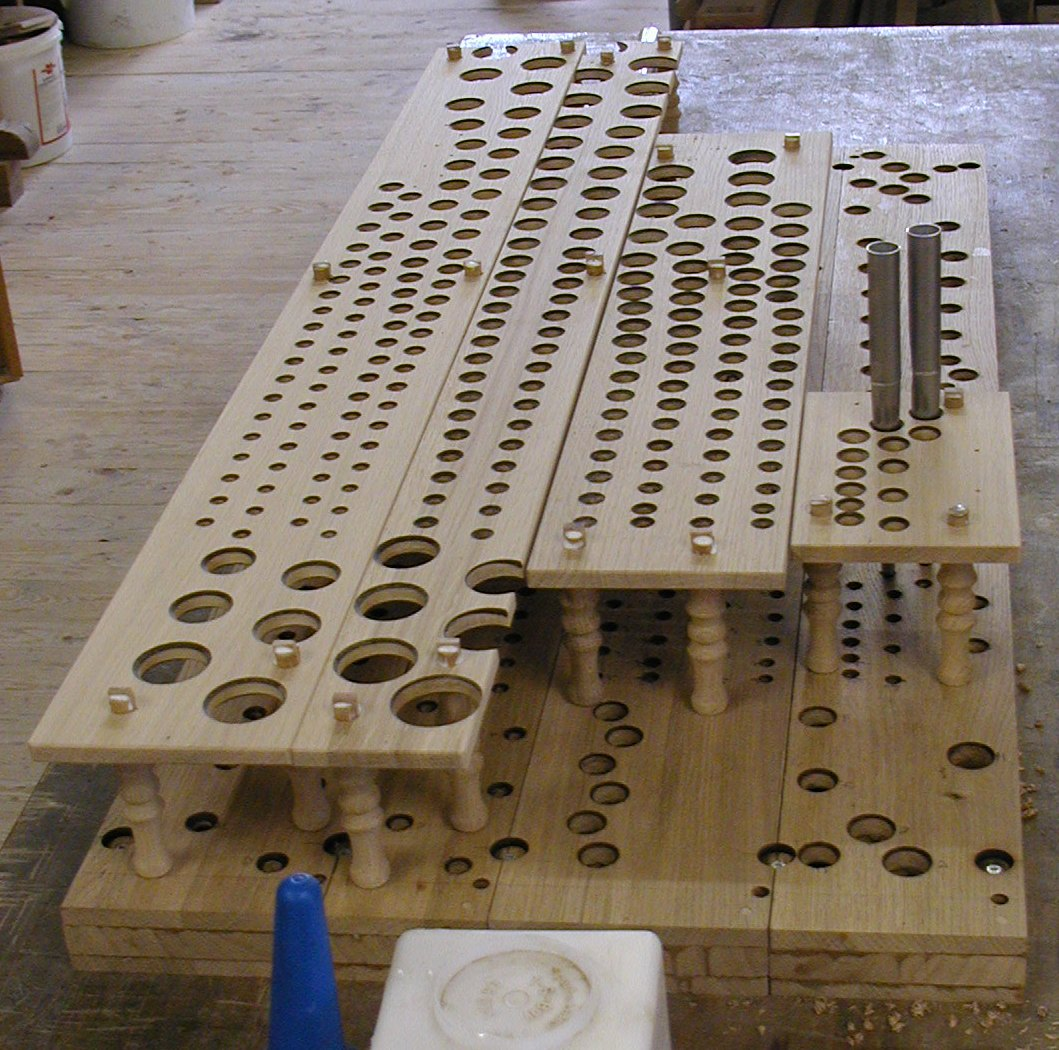
Vormontierter Pfeifenstock in einer Orgelbauwerkstatt …

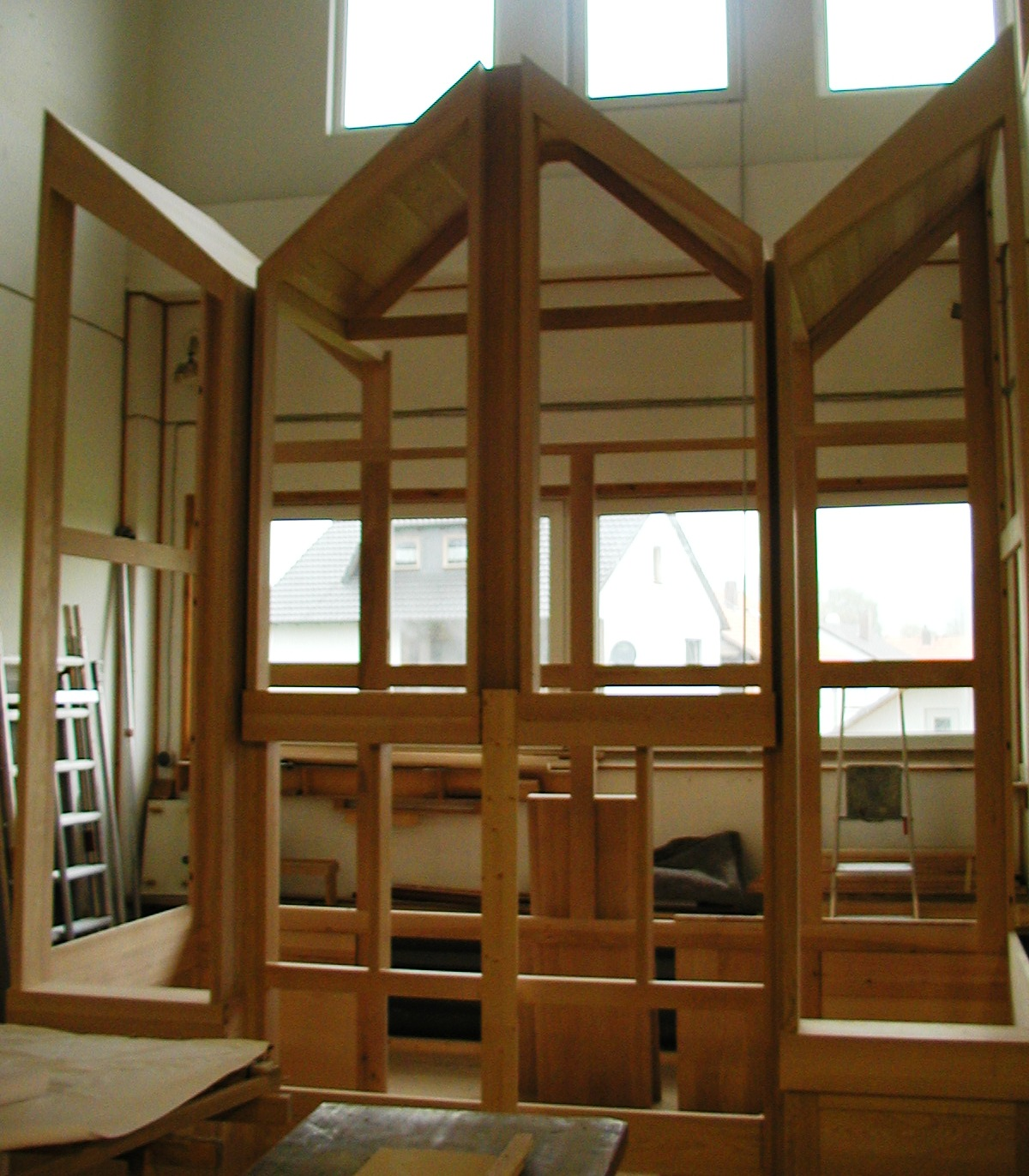
… und das dazugehörige Gehäuse, in dem er zum Einsatz kommen wird.

Die Anschaffung einer Orgel ist ein Großprojekt, das in etwa mit einem Hausbau vergleichbar ist. Lediglich bei Instrumenten bis zur Größe etwa einer Hausorgel fallen die Dimensionen des Projekts kleiner aus. Alleine die Planungsphase, also bevor überhaupt an der Orgel gearbeitet wird, ist selten innerhalb eines Jahres abgeschlossen. In dieser Phase werden in Zusammenarbeit von Investor (etwa Kirchengemeinde, Betreiber einer Konzerthalle, Hochschule), Organist(en) und Orgelbauer sowie gegebenenfalls Sachverständigen und Ämtern (Denkmalschutz, Kirchenamt) die Disposition sowie das Aussehen der Orgel festgelegt und ein Finanzierungsplan entwickelt. Sind die Parameter einer Orgel festgelegt, dauert der eigentliche Bau einer mittelgroßen Orgel noch einmal ein bis zu anderthalb Jahre (etwa 4000 Arbeitsstunden). Dieser endet meist damit, dass die Orgel in der Orgelbauwerkstatt komplett montiert wird. Der Aufbau im Aufstellungsraum vor Ort nimmt noch einmal etwa zwei Monate in Anspruch, dazu kommen etwa vier bis sechs Wochen für die klangliche Anpassung an den Aufstellungsraum (siehe auch: Intonation). Ein einzelnes Orgelregister kostet als Neubau je nach Größe, Material und Bauart derzeit zwischen 5.000 und 20.000 Euro.
Orgeln werden meist jährlich gestimmt, wobei oft nur alle zwei Jahre eine Komplettstimmung (inklusive Mixturen) erfolgt. Die Zungenstimmen werden von den Organisten je nach Bedarf selbst nachgestimmt. Die Stimmung einer mittelgroßen Orgel (20 bis 30 Register) dauert etwa einen Tag und kostet bis zu eintausend Euro. Etwa alle 15 bis 25 Jahre muss eine Orgel „ausgereinigt“ werden, da Staub- und Schmutzablagerungen die technische Zuverlässigkeit beeinträchtigen und zum Beispiel offene, kleine Pfeifen nicht mehr stimmbar sind. Bei einer Ausreinigung werden das gesamte Pfeifenwerk sowie alle Windladen ausgebaut und generalüberholt. Bei einer mittelgroßen Orgel dauern diese Arbeiten etwa zwei Monate und kosten, soweit keine weiteren Instandsetzungsarbeiten notwendig sind, 20.000 bis 30.000 Euro.
Seit Mitte der 1990er Jahre gewinnt bei kleinen und mittelgroßen Instrumenten der Gebrauchtmarkt zunehmend an Bedeutung, da sowohl im Ausland als auch im deutschsprachigen Bereich vermehrt vor allem kleinere und mittelgroße Kirchen geschlossen oder umgewidmet werden und daher das Angebot entsprechend groß ist (siehe auch Kirchenschließung). Dieses ist vor allem für finanzschwache Betreiber eine interessante Alternative, da eine Umsetzung trotz des erheblichen Aufwandes für die Anpassung immer noch deutlich günstiger ist als ein entsprechender Neubau.
Auch auf der Seite der Orgelbauer besteht ein relativ großes Interesse an historischen Einzelregistern, die für Rückführungen oder Restaurierungen genutzt werden. Dies liegt vor allem daran, dass die durch die damaligen, aus heutiger Sichtweise unvollkommenen Herstellungsprozesse entstandenen Verunreinigungen und Ungleichmäßigkeiten im Orgelmetall nur aufwendig zu rekonstruieren sind.

### Raumklima
Eine relative Luftfeuchtigkeit zwischen 45 % und 65 % ist für eine lange Haltbarkeit einer Orgel am günstigsten. Unterhalb von 40 % ist mit Schäden zu rechnen.

#### Schimmel in Orgeln
Schimmelpilzbefall in Orgel ist ein größer werdendes Problem, das seit zwei Jahrzehnten vermehrt auftritt. Die Ursachen sind vielfältig, oftmals hängen sie mit unzureichender Belüftung und falscher Beheizung der Kirchenräume zusammen, s. auch Schimmelpilz in Gebäuden. Schimmel befällt die in der Orgel verbauten organischen Materialien (Holz, Leder, Filze), sowie im Orgelinneren vorhandene Staub- und Schmutzablagerungen. Abhängig von Intensität des Befalls werden Substanz der befallenen Teile, Tonbildung und Spielbarkeit des Instrumentes sowie die Gesundheit des Organisten und der Kirchenbesucher mehr oder weniger stark beeinträchtigt. Eine Schimmelbeseitigung wird oftmals im Rahmen einer Ausreinigung (s.o) vorgenommen. Präventive Maßnahmen wie richtiges Lüften und angemessenes Heizen können helfen, Schimmelbildung vorzubeugen und die wertvollen Instrumente zu schützen.

## Hörbeispiele
Bei den Beispielen handelt es sich um das „Tema variato“ von Josef Gabriel Rheinberger (1839–1901).
| Themaⓘ        | - Positiv: Rohrflöte 8′ |
| 1. Variationⓘ | - Schwellwerk: Holzflöte 8′, Gambe 8′ - Hauptwerk (linke Hand, Thema): Principal 8′, Flûte Harm. 8′, Salicional 8′ - Pedal: Subbass 16′, Koppel an Schwellwerk (Ende mit Koppel an Hauptwerk) |
| 2. Variationⓘ | - Positiv: Rohrflöte 8′ - Schwellwerk: Holzflöte 8′, Gambe 8′, Flûte octav. 4′ - Hauptwerk: Flûte Harm. 8′, Salicional 8′, Koppel an Schwellwerk - Pedal: Principalbass 16′, Subbass 16′, Flûte 8′, Koppel an Schwellwerk und Positiv |
| 3. Variationⓘ | - Hauptwerk: Principal 8′, Flûte Harm. 8′, Salicional 8′, Gemshorn 4′ - Pedal: Subbass 16′, Flûte 8′ |
| 4. Variationⓘ | - Hauptwerk: Principal 8′, Flûte Harm. 8′, Gemshorn 4′, Superoctave 2′ - Pedal: Principalbass 16′, Flûte 8′, Flûte 4′, Koppel an Hauptwerk |
| 5. Variationⓘ | - Positiv: Rohrflöte 8′ - Schwellwerk: Holzflöte 8′, Koppel an Positiv - Hauptwerk: Principal 8′, Flûte Harm. 8′, Octave 4′, Superoctave 2′, Mixtur IV - Pedal: Principalbass 16′, Flûte 8′, Flûte 4′, Koppel an Hauptwerk (am Ende ohne Koppel)                                                                                               |
| 6. Variationⓘ | - Positiv: Rohrflöte 8′ - Schwellwerk (Echo): Holzflöte 8′, Gambe 8′, Koppel an Positiv - Hauptwerk: Principal 8′, Flûte Harm. 8′, Salicional 8′, Octave 4′, Gemshorn 4′, Superoctave 2′ (am Ende mit Bourdon 16′) - Pedal: Principalbass 16′, Subbass 16′, Flûte 8′, Flûte 4′, Koppel an Hauptwerk (am Ende mit Bombarde 16′ und Trompete 8′) |

Die Aufnahmen entstanden an der 1996 erbauten Orgel in St. Maria Königin, Kerpen-Sindorf, Rheinland.

## Zitate
„Die orgl ist doch in meinen augen und ohren der könig aller jnstrumenten.“

„Versäume keine Gelegenheit, dich auf der Orgel zu üben. Es gibt kein Instrument, das am Unreinen und Unsauberen im Tonsatz wie im Spiel alsogleich Rache nähme als die Orgel.“

„Die Orgel ist ohne Zweifel das größte, das kühnste und das herrlichste aller von menschlichem Geist erschaffenen Instrumente, Sie ist ein ganzes Orchester, von dem eine geschickte Hand alles verlangen, auf dem sie alles ausführen kann.“

„Orgelspielen heißt, einen mit dem Schauen der Ewigkeit erfüllten Willen offenbaren.“

„Die Pfeifenorgel soll in der lateinischen Kirche als traditionelles Musikinstrument in hohen Ehren gehalten werden; denn ihr Klang vermag den Glanz der kirchlichen Zeremonien wunderbar zu steigern und die Herzen mächtig zu Gott und zum Himmel emporzuheben.“

### Allgemeines
- Winfried Bönig, Ingo Bredenbach: Orgelliteraturspiel – Orgelbaukunde. 4. Band in: Hans-Jürgen Kaiser, Barbara Lange (Hrsg.): Basiswissen Kirchenmusik. Ein ökumenisches Lehr- und Lernbuch in vier Bänden mit DVD und Registerband zur Grundausbildung und Berufsbegleitung evangelischer und katholischer Kirchenmusikerinnen und Kirchenmusiker. Carus-Verlag, Stuttgart 2009, ISBN 978-3-89948-125-9.
- Hermann J. Busch, Matthias Geuting (Hrsg.): Lexikon der Orgel. Laaber-Verlag, Laaber 2007, ISBN 978-3-89007-508-2.
- Douglas E. Bush, Richard Kassel (Hrsg.): The Organ. An Encyclopedia. Routledge, Taylor & Francis Group, New York / London 2006, ISBN 0-415-94174-1.
- Chris Riley: The Modern Organ Guide. Xulon Press, 2006, ISBN 1-59781-667-1.
- Nicholas Thistlethwaite, Geoffrey Webber: The Cambridge Companion to the Organ. Cambridge University Press, Cambridge 1998, ISBN 0-521-57584-2.

### Orgelbau
- Wolfgang Adelung: Einführung in den Orgelbau. 2. Auflage. Breitkopf & Härtel, Wiesbaden 2003, ISBN 3-7651-0279-2.
- Bernhard Ader: Orgelkunde. In: Hans Musch (Hrsg.): Musik im Gottesdienst. Band 2. ConBrio, Regensburg 1994, ISBN 3-930079-22-4, S. 256 ff.
- Dom François Bédos de Celles. L’art du facteur d’orgues. Band/Tome I: 1766; Band/Tome II: 1770; Band/Tome III: 1778; Faksimile-Nachdruck hrsg. v. Christard Mahrenholz. Bärenreiter, Kassel 1976/1977.
- Michael Bosch, Klaus Döhring, Wolf Kalipp: Lexikon Orgelbau. Bärenreiter, Kassel 2007, ISBN 978-3-7618-1391-1.
- Winfred Ellerhorst: Handbuch der Orgelkunde. 3. Repr. Auflage. Frits Knuf, Buren 1986, ISBN 90-6027-519-5 (Erstausgabe:  Einsiedeln  1936).
- Hans Klotz: Das Buch von der Orgel. 14. Auflage. Bärenreiter, Kassel 2012, ISBN 978-3-7618-0826-9 (Erstausgabe:  1938).
- Orgel. In: Alfred Reichling (Hrsg.): MGG Prisma. Bärenreiter, Kassel 2001, ISBN 3-7618-1622-7.
- Dom Bédos: Die Kunst des Orgelbauers. Übersetzt von Christoph Glatter-Götz, herausgegeben von Richard Rensch. Text- und Tafelband, Orgelbau-Fachverlag, Lauffen am Neckar 1977, ISBN 3-921848-03-2 (Originaltitel: „L’Art du facteur d'orgues“).

### Orgelmusik
- Klaus Beckmann: Repertorium Orgelmusik: Komponisten, Werke, Editionen; 1150–1998; 41 Länder; eine Auswahl = A bio-bibliographical index of organ music. 2., neu bearb. und erw. Auflage. Schott, Mainz 1999, ISBN 3-7957-0358-1.
- Hermann J. Busch: Zur französischen Orgelmusik des 19. und 20. Jahrhunderts. Ein Handbuch. Butz Musikverlag, Bonn 2011, ISBN 978-3-928412-12-4.
- Hermann J. Busch, Michael Heinemann (Hrsg.): Zur deutschen Orgelmusik des 19. Jahrhunderts. Butz Musikverlag. Bonn 2006, ISBN 3-928412-03-5.
- Rudolf Faber, Philip Hartmann (Hrsg.): Handbuch Orgelmusik. Komponisten, Werke, Interpretation. Bärenreiter, Kassel 2002, ISBN 3-476-01877-6.
- Victor Lukas: Reclams Orgelmusikführer. Reclam, Stuttgart 2002, ISBN 3-15-008880-1.
- Arnfried Edler (unter Mitarbeit von Siegfried Mauser): Geschichte der Klavier- und Orgelmusik. 3 Bände Laaber-Verlag, Laaber 2007, ISBN 978-3-89007-674-4.

### Geschichte der Orgel
- William Harrison Barnes: The Contemporary American Organ – Its Evolution, Design and Construction. Read Books, 2007, ISBN 978-1-4067-6023-1.
- Roland Eberlein: Die Geschichte der Orgel. Siebenquart, Köln 2011, ISBN 978-3-941224-01-8.
- Karl-Heinz Göttert: Die Orgel. Kulturgeschichte eines monumentalen Instruments. Bärenreiter, Kassel 2017, ISBN 978-3-7618-2411-5.
- Hans Maier: Die Orgel. Kleine Geschichte eines großen Instruments. Durchgesehene und erweiterte Ausgabe. Beck, München 2016, ISBN 978-3-406-69758-6.
- Orpha Caroline Ochse: The History of the Organ in the United States. Indiana University Press, o. O. 1988, ISBN 0-253-20495-X.
- Curt Sachs: The History of Musical Instruments. W. W. Norton, New York 1968. (Titel der deutschen Originalausgabe: Geist und Werden der Musikinstrumente. 1929.)
- Bérnard Sonnaillon: L’orgue. Instrument et musiciens. Office du Livre, Editions Vilo, Paris 1984, ISBN 2-7191-0211-3.
- Roman Summereder: Aufbruch der Klänge. Materialien, Bilder, Dokumente zu Orgelreform und Orgelkultur im 20. Jahrhundert. Edition Helbling, Innsbruck 1995, ISBN 3-900590-55-9.
- William Leslie Sumner: The Organ. Its Evolution, Principles of Construction and Use. St. Martin’s Press, New York 1981.
- Craig R. Whitney: All the Stops. Perseus Books Group, 2004, ISBN 1-58648-262-9.
- Peter Williams: The Organ in Western Culture 750–1250. Cambridge University Press, Cambridge 1993, ISBN 0-521-61707-3 (englisch).

### Kinderbücher
- Ksenia Bönig: Das Große Buch der Orgel. Hrsg.: Bund Deutscher Orgelbaumeister. 2020, ISBN 978-3-00-034534-0.

## Dokumentationen
- Die Orgelsucher. (Originaltitel: Chercheurs d’orgues.) TV-Dokumentation von Bernard Foccroulle und Pascale Bouhénic, F 2019 / deutsche Synchronfassung 2022 (91 Min.), zuletzt gesendet auf Arte am 8. Mai 2022.
- Eine Orgel wird gebaut. Reihe Die Sendung mit der Maus, WDR
- Reportageauftrag für Ralph: Orgelbauer. Wissen macht Ah! – KiKA von ARD und ZDF (YouTube-Video)
- Von Orgeln und Menschen szenische Kurzdokumentation, 13 Min. (YouTube-Video)